# Williams F1
Williams F1 (oficjalnie od 2025 roku Atlassian Williams Racing) (Börse Frankfurt: WGF1) – brytyjski konstruktor samochodów wyścigowych i konstruktor Formuły 1, uczestniczący w wyścigach Grand Prix od 1977. Zespół został założony w 1977 przez Franka Williamsa i Patricka Heada, po jego nieudanej przygodzie z ekipami Frank Williams Racing Cars i Wolf-Williams Racing, które łącznie działały w sezonach 1969–1976. Wszystkie samochody mają w nazwie FW (od inicjałów założyciela zespołu) i numer.
Zespół zadebiutował podczas Grand Prix Hiszpanii 1977, gdy kierowcą w samochodzie zespołu March był Patrick Nève. Rok później zaczął produkcję własnych podwozi i jako konstruktor zadebiutował podczas Grand Prix Argentyny 1978. Pierwsze zwycięstwo dla Williamsa zdobył Clay Regazzoni podczas Grand Prix Wielkiej Brytanii 1979. Podczas Grand Prix Wielkiej Brytanii 1997, Jacques Villeneuve wygrał setny wyścig dla Williamsa, dzięki temu zespół został wtedy jedną z trzech ekip (pozostałe to Ferrari i McLaren), które mają na koncie ponad sto wygranych wyścigów.
Wielu sławnych kierowców jeździło dla zespołu Williams – m.in. Alan Jones, Keke Rosberg, Nigel Mansell, Alain Prost, Nelson Piquet, Ayrton Senna, Damon Hill, Jacques Villeneuve czy Jenson Button. Wszyscy, z wyjątkiem Senny i Buttona, zdobyli tytuł z zespołem. Z tego grona jedynie Jones, Rosberg i Villeneuve po mistrzowskim sezonie próbowali bronić tytułu jako kierowcy Williamsa.
Williams współpracował z wieloma producentami silników – największe sukcesy święcił wraz z Renault, z którymi zdobyli pięć z dziewięciu tytułów mistrzowskich. Razem z McLarenem, Ferrari, Benettonem i Renault są jednym z pięciu zespołów, które wygrywały tytuły mistrzowskie wśród konstruktorów (pomiędzy 1979 a 2008) i kierowców (między 1984 a 2006).

## Historia

### Frank Williams Racing Cars i Wolf-Williams Racing (1969–1976)

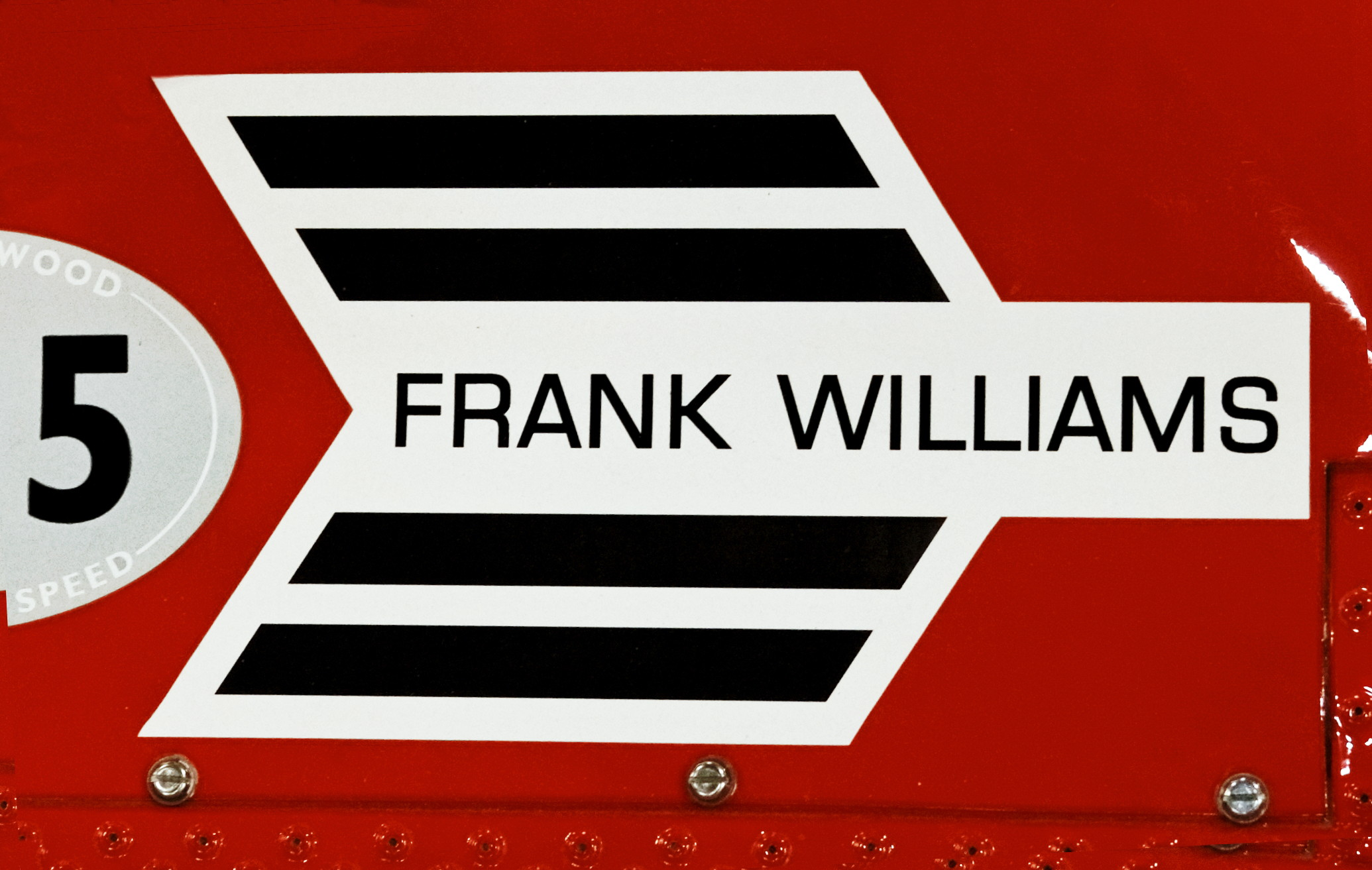
Logo zespołu Frank Williams Racing Cars

Od najmłodszych lat, Frank Williams był entuzjastą wyścigów samochodowych. Po krótkiej karierze w Formule 3, startując także w samochodach o zamkniętym nadwoziu, w dodatku popierając się bystrymi instynktami jako diler samochodów wyścigowych i części zamiennych, Williams zdał sobie sprawę, że jako kierowca osiągnął wystarczająco dużo i postanowił wspierać innych kierowców, w szczególności swojego przyjaciela Piersa Courage’a. Po udanym dla Brytyjczyka sezonie w Europejskiej Formule 2 w 1968, Williams zakupił samochód ekipy Brabham. To rzekomo miało rozgniewać Jacka Brabhama, ponieważ samochód został sprzedany w nadziei, że wystartuje w serii Tasman Series, a później w Formule 5000. Courage miał bardzo dobry rok, zajmując drugie miejsce podczas Grand Prix Monako 1969 i Grand Prix Stanów Zjednoczonych 1969.
Wysiłki te wzbudziły zainteresowanie włoskiego producenta samochodów sportowych De Tomaso, który wybudował zaprojektowany przez Gian Paolo Dallarę samochód De Tomaso 505/38 na sezon 1970. Początkowo samochód był niekonkurencyjny, a Courage nie ukończył pierwszych czterech wyścigów. Podczas Grand Prix Holandii, samochód Brytyjczyka wypadł z toru, wjechał na nasyp i stoczył się w dół, gdzie następnie samochód zapłonął. W wyniku tego wypadku, Piers Courage zmarł. Williams był wstrząśnięty śmiercią swojego przyjaciela – od tego momentu Brytyjczyk miał zwiększony dystans, jaki pokonywał między sobą a kierowcami. Następnie Frank Williams pracował z Brianem Redmanem, a później z Timem Schenkenem. Nie mając zadowalających rezultatów, Williams rozwiązał partnerstwo z De Tomaso.

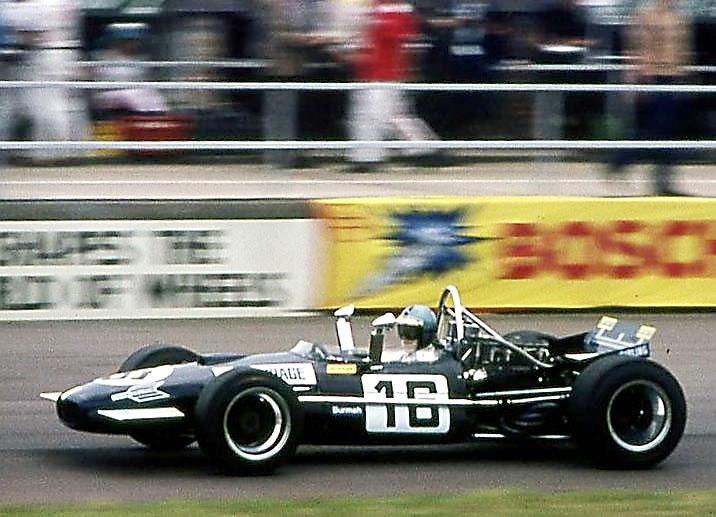
Piers Courage podczas Grand Prix Wielkiej Brytanii 1969

W sezonie 1971, Frank Williams kupił samochód March 701, z którego korzystał Henri Pescarolo. W późniejszym czasie zaczęto korzystać z samochodu March 711, jednak ciężko było osiągać dobre wyniki. Stary model był dodatkowo wykorzystany podczas Grand Prix Francji, który poprowadził Max Jean. Po sukcesie w 1969, Williamsowi brakowało funduszy, żyjąc osobiście z wyścigu do wyścigu. Jednak Pescarolo później osiągał dobre wyniki, zajmując czwartą pozycję w Grand Prix Wielkiej Brytanii i szóste w Grand Prix Austrii.
Przed rozpoczęciem sezonu 1972, Williams nawiązał współpracę z francuskim koncernem naftowym Motul, dzięki temu mógł Brytyjczyk zakupić samochód March 721 dla Pescarolo. Ponadto wsparcie zapewnił także włoski producent zabawek Politoys, którego finanse pozwoliły na realizację wybudowania własnego podwozia. Od Grand Prix Południowej Afryki drugim kierowcą był Carlos Pace. Brazylijczyk dwukrotnie zdobywał punkty, kończąc Grand Prix Hiszpanii na szóstej pozycji i Grand Prix Belgii na piątym miejscu. Podczas Grand Prix Wielkiej Brytanii zadebiutował samochód Politoys FX3, zaprojektowany przez Lena Baileya. Prowadził go Henri Pescarolo, jednak zawiódł w nim układ kierowniczy i samochód został poważnie uszkodzony i do końca roku Francuz jeździł Marchem 721. Politoys FX3 używany był także w wyścigu niezaliczanym do klasyfikacji Formuły 1 na torze Brands Hatch przez Chrisa Amona. Amon zakwalifikował się na dwudziestej pozycji, jednak w wyścigu wycofał się wskutek awarii silnika. Po sezonie, zarówno Motul jak i Politoys zakończyli współpracę z zespołem.
W sezonie 1973, ekipa miała wsparcie w postaci marki Marlboro i włoskiego producenta samochodów Iso Autoveicoli SpA. Samochód Politoys FX3 przemieniono na Iso-Marlboro FX3B, budując także drugi samochód. Podpisano kontrakt z dwoma nowymi kierowcami – Howdenem Ganleyem z Nowej Zelandii i Nanni Galli z Włoch. Podczas pierwszego wyścigu w Argentynie, Galli zakwalifikował się na 16. pozycji, a Ganley trzy pozycje niżej. Włochowi silnik odmówił posłuszeństwa na pierwszym okrążeniu, natomiast Ganley został niesklasyfikowany, ponieważ jego strata do zwycięzcy wyniosła siedemnaście okrążeń. Lepiej było w Brazylii, gdzie Ganley był siódmy, a Galli dziewiąty. Włoch przed wyścigiem o Grand Prix Południowej Afryki był ranny podczas testowania samochodu sportowego, a jego miejsce zajął Jackie Pretorius. Lokalny kierowca wycofał się w połowie dystansu, przez problemy z przegrzewaniem, natomiast Howden Ganley zajął dziesiąte miejsce, z sześcioma okrążeniami straty. Przez nowe przepisy dot. konstrukcji odkształcalnych, model FX3B był samochodem przestarzałym i został zastąpiony przez model Iso-Marlboro IR. FX3B użyty był jeszcze w dwóch wyścigach niezaliczanych do klasyfikacji Formuły 1 – w wyścigu Race of Champions, gdzie Tony Trimmer zajął czwarte miejsce, natomiast Howden Ganley opadł przez problemy z prowadzeniem samochodu, oraz w wyścigu International Trophy BRDC, gdzie odpadł w wyniku niskiego ciśnienia oleju.
Model Iso-Marlboro IR zadebiutował podczas Grand Prix Hiszpanii i był on prowadzony przez ośmiu różnych kierowców w pozostałej części sezonu. Ganley był jedynym regularnym kierowcą i zdobył punkty podczas Grand Prix Kanady. Z reszty kierowców takich jak Tom Belsø, Graham McRae, Henri Pescarolo, Gijs van Lennep, Tim Schenken i Jacky Ickx, punkty zdobył jedynie van Lennep podczas domowej rundy.

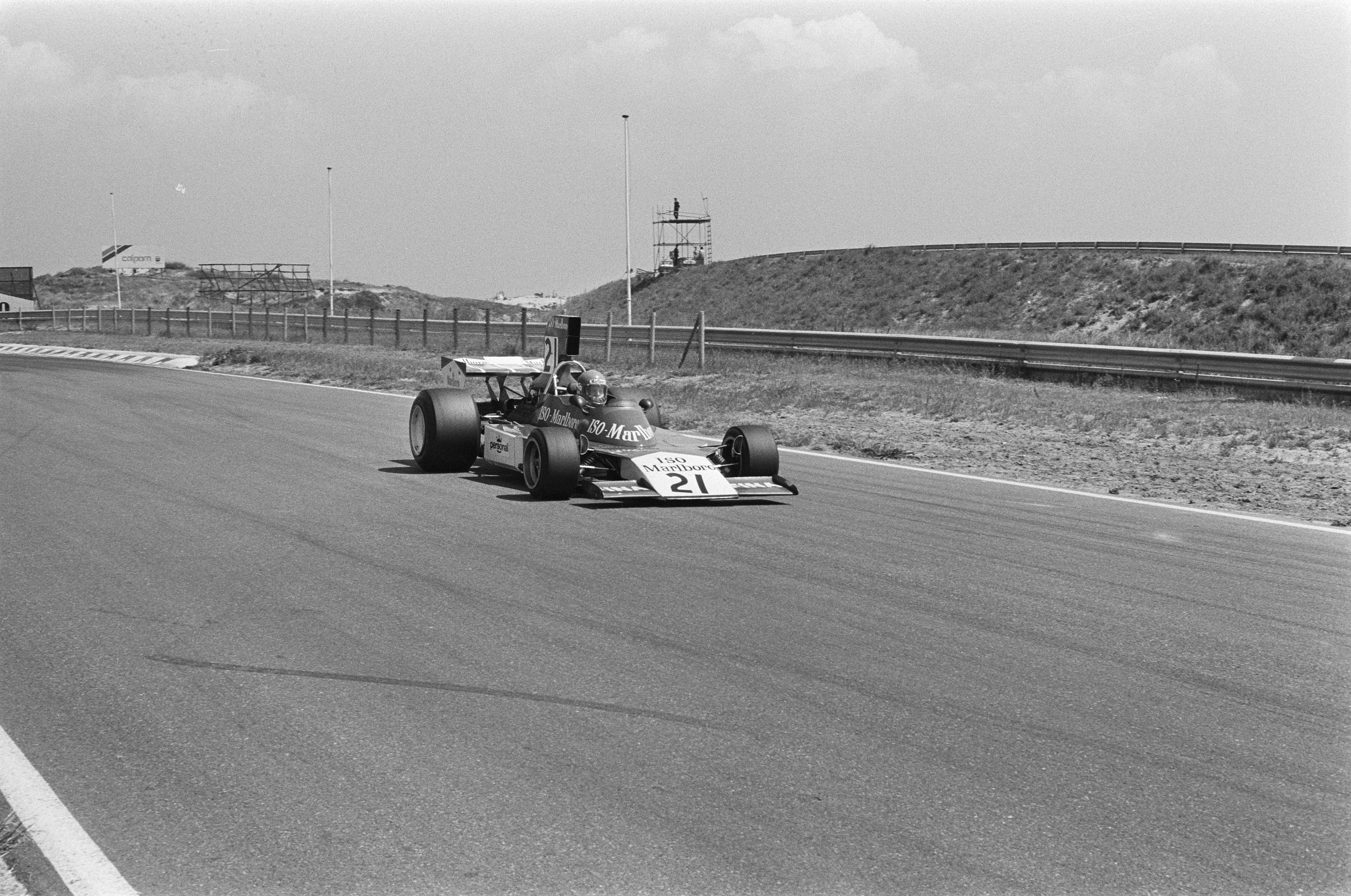
Gijs van Lennep podczas kwalifikacji do Grand Prix Holandii 1974

Przed sezonem 1974, Iso Autoveicoli SpA jak i Marlboro wycofali swoje wsparcie, pozostawiając Williamsa z kłopotami finansowymi. Dwa podwozia IR przemianowano na Iso-Marlboro FW, nazwane po Frank Williamsie. Początkowo zgłoszono tylko jeden samochód dla Arturo Merzario, który zastąpił Ganleya w zespole. Gdy Włoch zajął szóste miejsce podczas Grand Prix Południowej Afryki i zgłoszeniu drugiego samochodu, kilku kierowców zasiadło za sterami drugiego Williamsa. Belsø, van Lennep i Jean-Pierre Jabouille nie byli w stanie awansować do wyścigu. Od Grand Prix Niemiec, partnerem zespołowym Merzario był Jacques Laffite. Pod koniec sezonu wyniki się poprawiły, dzięki czemu Włoch zajął czwarte miejsce w swoim domowym wyścigu. Cztery punkty dały w sumie dziesiąte miejsce.
Przed sezonem 1975, wszystkie podwozia Iso-Marlboro FW wykorzystane w 1974, w tym nowo zbudowany samochód, zostały przemianowane odpowiednio na Williams FW01, Williams FW02 i Williams FW03. Mimo oddzielnych oznaczeń, samochody były zasadniczo podobne. Merzario i Laffite pozostali w ekipie, używając modeli FW02 i FW03. Nowy samochód, Williams FW04 zadebiutował podczas Grand Prix Hiszpanii, gdzie zastępujący Francuza Tony Brise ukończył eliminację na siódmej pozycji. Do tego czasu jednak problemy finansowe zespołu stały się poważne i Merzario po Grand Prix Belgii odszedł z zespołu. Jego miejsce zajmowali Ian Scheckter, François Migault, Ian Ashley, Jo Vonlanthen, Renzo Zorzi i Lella Lombardi, natomiast Damien Magee zastąpił Laffite’a podczas Grand Prix Szwecji. Podczas Grand Prix Niemiec, Jacques Laffite zajmuje drugie miejsce, za Carlosem Reutemannem z Brabhama, przynosząc bardzo potrzebną pomoc finansową dla zespołu. Choć to był jedyny punktowy dorobek to zespół awansował w klasyfikacji konstruktorów na dziewiątą pozycję.
Po zakończeniu sezonu, kanadyjski milioner Walter Wolf zakupił 60% udziałów w zespole, pozostawiając Franka Williamsa na stanowisku szefa zespołu. W tym czasie zespół przemienił się na Wolf-Williams Racing. Przed sezonem 1976, Harvey Postlethwaite dołącza do zespołu w roli głównego inżyniera, ponadto Wolf kupuje aktywa zespołu Hesketh Racing, w tym samochód Hesketh 308C, który został przemieniony na Wolf-Williams FW05. Williams FW04, przemieniony na Wolf-Williams FW04 bierze udział tylko w Grand Prix Brazylii. Po sezonie, Walter Wolf uznał, że zespół potrzebuje restrukturyzacji i odsunął Franka Williamsa od kierowania zespołem, zmieniając nazwę ekipy na Walter Wolf Racing. Frank Williams, rozczarowany decyzją Kanadyjczyka, postanawia założyć nowy zespół.

### Williams Grand Prix Engineering

#### 1977–1983: Współpraca z Fordem i pierwsze wygrane

##### 1977

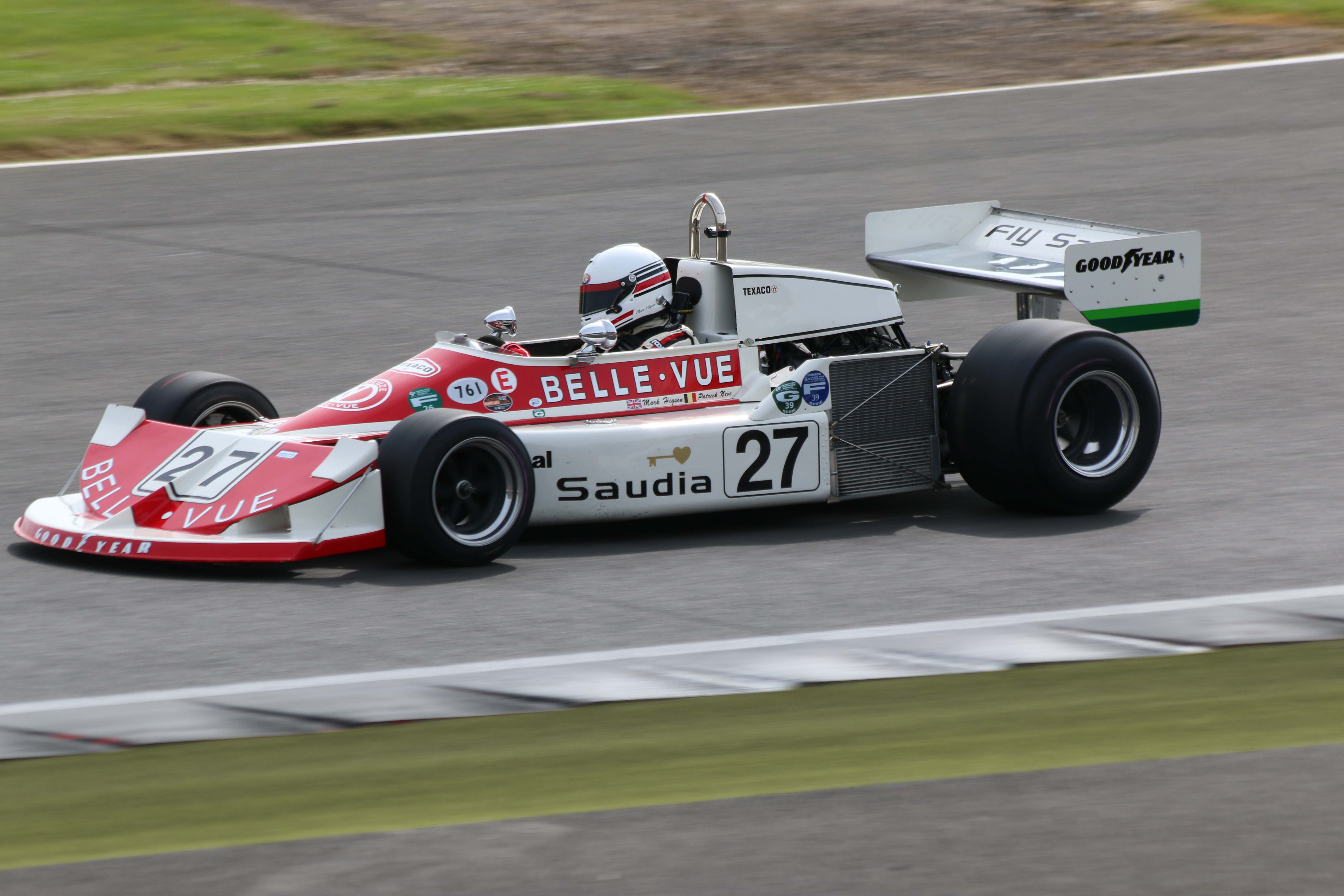
March 761, używany przez Williamsa w ich pierwszym sezonie

W pierwszym sezonie istnienia zespołu, Frank Williams postanowił o korzystaniu z klienckiego samochodu. W tym celu przejął samochód March 761, w którym Ronnie Peterson wygrał Grand Prix Włoch w 1976. March przedstawiał samochód, który był oznaczony nazwą roboczą 761/7, twierdząc, że to nowo zbudowany samochód. Williams jednak wyraził podejrzenie, że w rzeczywistości jest to March 741 z 1974, dowodząc to pozostałościami farby na samochodzie, które miało odpowiadać kolorystyce samochodu Marcha z 1974.
W sezonie 1977, zespół został sfinansowany pożyczką bankową od Barclays w wysokości 30 tysięcy funtów. Sponsorem ekipy została linia lotnicza Saudi Arabian Airlines, która w tej samej kwocie wspierała zespół. Postanowiono zaangażować kierowcę, który przyniósł więcej pieniędzy do zespołu. Początkowo reprezentantem Williamsa miał być Mikko Kozarowitzky, jednak stajnia zaangażowała Patricka Nève’a, posiadającego wsparcie browaru Bellevue. Belg miał niewielkie doświadczenie w Formule 1 – zadebiutował podczas Grand Prix Belgii 1976 w ekipie RAM Racing, używając samochodu Brabham BT44. Nève zakwalifikował się na 19. miejscu, jednak nie ukończył wyścigu.
Williams zadebiutował podczas Grand Prix Hiszpanii, do którego zakwalifikował się na 22. pozycji i ukończył z czterema okrążeniami straty na dwunastej pozycji. Z dziesięciu następnych wyścigów, belgijski kierowca zakwalifikował się siedmiokrotnie. Sześciokrotnie udało mu się dojechać do mety, jednak kończył wyścig na niepunktowanych pozycjach. Najbliżej punktów był podczas Grand Prix Włoch, w którym Nève zajmuje siódmą pozycję. Ostatni wyścig, w Japonii zespół ominął. Pierwszy sezon zakończył się zatem zerowym dorobkiem punktowym.

##### 1978
Na początku 1978, Williams zaprezentował samochód własnej konstrukcji o oznaczeniu FW06, zaprojektowanym przez Patricka Heada. Samochód kontynuował wciąż oznaczenia modeli, które były używane przez poprzedni zespół Franka Williamsa. Nowy model, w przeciwieństwie m.in. do Lotusa 79 nie posiadał efektu przyziemnego.
Ekipa szuka nowego kierowcy – proponuje miejsce w zespole trzem kierowcom: Hansowi-Joachimowi Stuckowi, Jochenowi Massowi i Riccardo Patrese, jednak odmawiają. Ostatecznie udaje się pozyskać Alana Jonesa z zespołu Shadow, który w poprzednim sezonie wygrał wyścig o Grand Prix Austrii.
W całym sezonie, problemem dla zespołu okazały się opony. Goodyear wyposażył jedynie kilka ekip w opony kwalifikacyjne – Williams był jednym z niewielu nieposiadających. Ponieważ stajnia musiała w kwalifikacjach z opon przeznaczonych na wyścig, Jones zwykle kończył sesję kwalifikacyjną w drugiej połowie stawki. Jednak wszystkie zespoły miały na wyścig tę samą specyfikację, Australijczyk świetnie wykonywał starty. Już w drugim wyścigu sezonu, Grand Prix Stanów Zjednoczonych – Zachód, Jones przez chwilę jeździł na drugiej pozycji, wyprzedzając Carlosa Reutemanna, jadącego w Ferrari. Eliminacja kończy się zatrzymaniem samochodu na jedno okrążeniem przed końcem rywalizacji. W Południowej Afryce, Australijczyk zdobył pierwsze punkty dla Williamsa zajmując czwartą pozycję, natomiast w Grand Prix Stanów Zjednoczonych zdobywa pierwsze podium dla zespołu, kończąc wyścig na drugiej pozycji, przegrwając tylko z Carlosem Reutemannem w Ferrari.
W całym sezonie Jones zdobywa dla zespołu jedenaście punktów, co owocuje zdobyciem przez ekipę dziewiątego miejsca w klasyfikacji konstruktorów. Pod koniec roku, Frank Williams zatrudnia Franka Derniego do pracy z Patrickiem Headem w biurze projektowym stajni.

##### 1979
Head zaprojektował na sezon 1979 samochód FW07, posiadający efekt przyziemny, technologię zastosowaną przez Colina Champana, założyciela zespołu Lotus. Frank Dernie był odpowiedzialny za rozwój aerodynamiczny. Zespół uzyskał także członkostwo w FOCA, które wyraziło poparcie dla zespołów chcących wystawiać dwa samochody, więc drugim kierowcą Williamsa został Clay Regazzoni.
Dopiero w Grand Prix Monako, Williams zdobył pierwsze punkty – Regazzoni był bliski wygrania, jednak przegrał z Jodym Scheckterem z Ferrari o prawie sekundę. Następny wyścig, Grand Prix Francji został zapamiętany z pojedynku René Arnoux z Gilles’em Villeneuve’em o drugie miejsce. Podczas tej eliminacji po raz pierwszy obaj kierowcy Williamsa ukończyli rundę na punktowanych pozycjach – Australijczyk był czwarty, a Szwajcar szósty. Kolejny wyścig, Grand Prix Wielkiej Brytanii kończy się pierwszym zwycięstwem Williamsa – Regazzoni pokonał Arnoux o ponad 24 sekundy. Jeszcze większy sukces ekipa odnosi podczas wyścigu o Grand Prix Niemiec, gdzie brytyjska stajnia zdobywa pierwszy dublet – Jones pokonuje o dwie sekundy swojego kolegę zespołowego. Australijczyk ponadto wygrywa następne dwa wyścigi, w Austrii i Holandii. Scheckter zakończył passę Williamsa, wygrywając domowy dla Ferrari wyścig o Grand Prix Włoch, jednak na trzeciej pozycji dojeżdża Regazzoni. Do końca sezonu, Australijczyk zapewnia brytyjskiej ekipie wygraną w Kanadzie.
Zespół znacznie poprawia się, zajmując drugie miejsce w klasyfikacji konstruktorów, mając na koncie 75 punktów, o 38 oczek mniej od Ferrari.

##### 1980

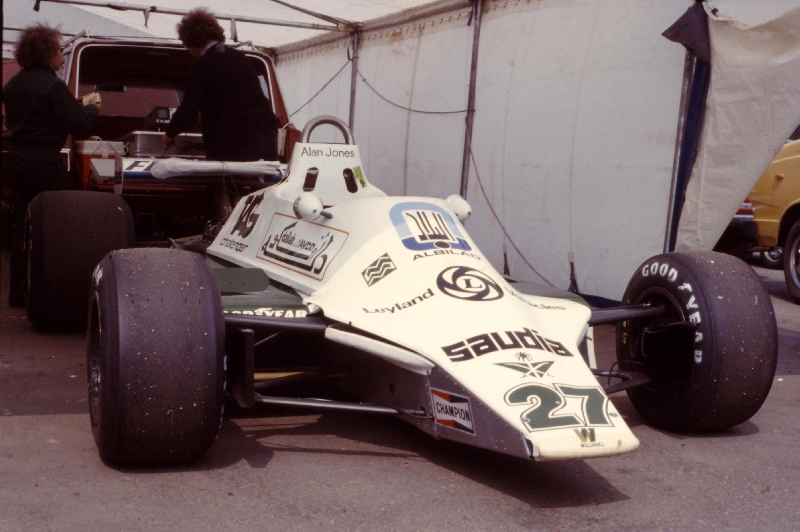
Williams FW07B – samochód, który dał pierwszy tytuł mistrzowski dla zespołu

Przed rozpoczęciem sezonu, Williams zwiększa swoją wydajność. Model FW07 zostaje zmodyfikowany do specyfikacji B – nadwozie samochodu jest mocniejsze i bardziej aerodynamiczne. W zespole następuje zmiana kierowcy – zespół zatrzymał Alana Jonesa, jednak nie przedłuża kontraktu z Clayem Regazzonim, który postanawia startować dla ekipy Ensign. Nowym partnerem zespołowym Australijczyka zostaje Carlos Reutemann.
Zespół poczynił większy progres – Jones nie ukończył czterech, a Reutemann trzech wyścigów w całym sezonie. Kierowcy Williamsa wygrają łącznie sześć wyścigów – pięć zwycięstw odniósł Australijczyk (w Argentynie, Francji, Wielkiej Brytanii, Kanadzie i w Stanach Zjednoczonych), natomiast jedna wygrana przypadła Argentyńczykowi (w Monako).
W ciągu całego sezonu, Jones walczył o mistrzostwo z Nelsonem Piquetem z Brabhama. Kwestia tytułu mistrzowskiego rozegrała się w ostatniej rundzie sezonu na torze Watkins Glen. Przed wyścigiem, australijski kierowca miał osiem punktów przewagi nad Brazylijczykiem. Piquet miał matematyczne szanse na zdobycie mistrzostwa, pod warunkiem, że musiałby wygrać, a Jones nie zdobyć ani jednego punktu. Wyścig w Stanach Zjednoczonych zakończył się dla Brazylijczyka po 25 okrążeniach, natomiast Jones wygrał eliminację przed Reutemannem, dzięki czemu Australijczyk zdobył mistrzostwo.
W klasyfikacji konstruktorów, Williams po raz pierwszy zdobywa tytuł, pokonując drugiego Ligiera o 54 punkty.

##### 1981
Alan Jones i Carlos Reutemann pozostali reprezentantami Williamsa na sezon 1981. Sezon rozpoczął się wygraną Jonesa w Long Beach. Następny wyścig, Grand Prix Brazylii przyniósł zwycięstwo Reutemannowi, który odmówił polecenia przepuszczenia Jonesa. Dzięki temu, Argentyńczyk został liderem mistrzostw, lecz zespół w trakcie sezonu nie okazywał mu wsparcia. Kierowcy Williamsa wygrywają jeszcze w Belgii i w Las Vegas, gdzie kończyły się mistrzostwa.
Williams po raz drugi zdobył mistrzostwo konstruktorów z 95 punktami, natomiast Reutemann ostatecznie zdobywa tytuł wicemistrzowski, przegrywając z Piquetem o punkt, wykorzystując fakt, iż Argentyńczyk nie dojechał na punktowanej pozycji a Brazylijczyk dwukrotnie dojeżdżał do mety na piątej pozycji.

##### 1982

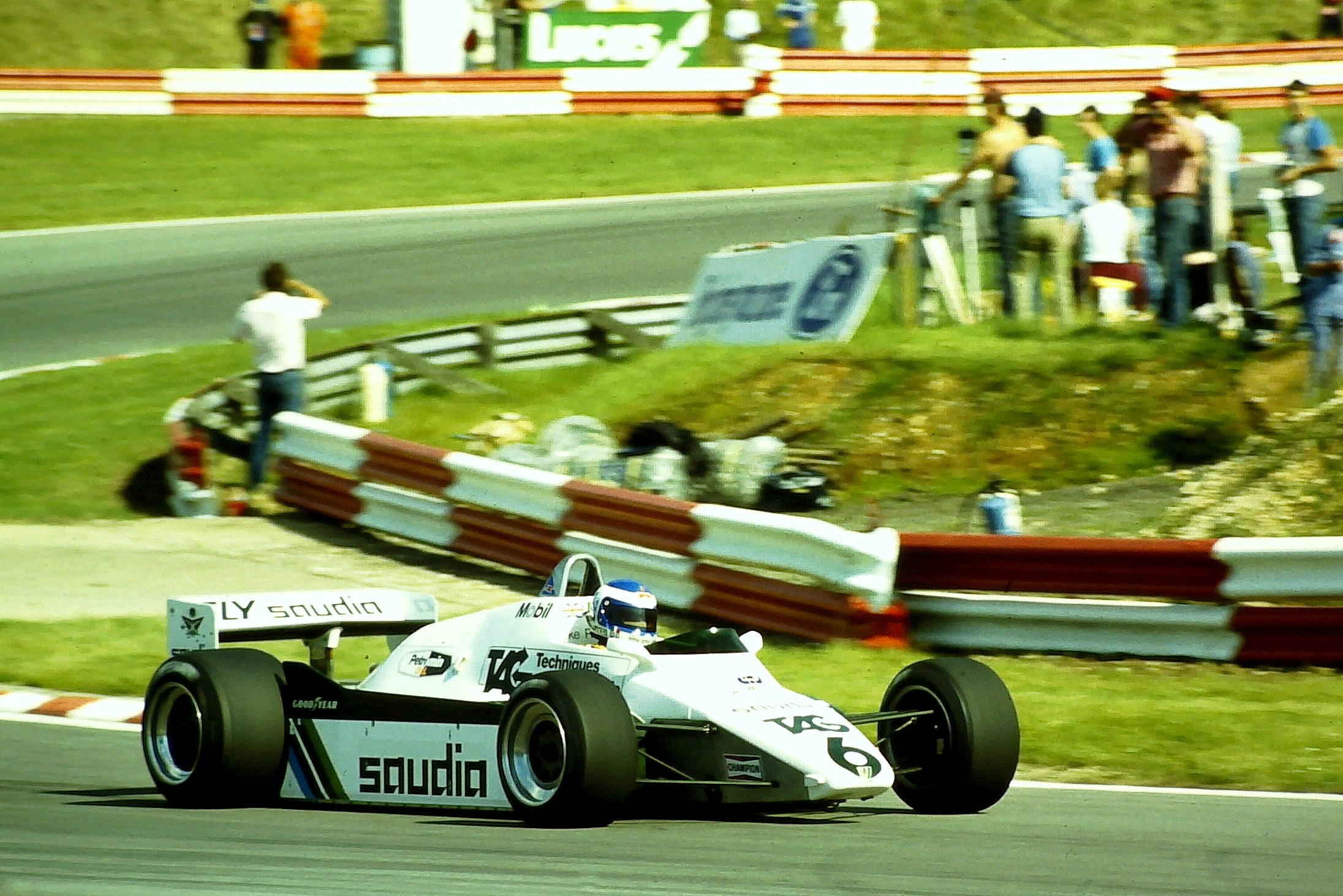
Keke Rosberg podczas Grand Prix Wielkiej Brytanii 1982

Po sezonie 1981, Jones postanowił o wycofaniu się z Formuły 1, by w następnym sezonie powrócić z zespołem Arrows na Grand Prix Stanów Zjednoczonych – Zachód. Miejsce Australijczyka zajmuje Keke Rosberg, dotychczasowy kierowca Fittipaldi Automotive. Celem dla zespołu jest wywalczenie trzeciego z rzędu tytułu mistrzowskiego wśród konstruktorów. Pierwotnie, Carlos Reutemann chciał wycofać się wspólnie z Jonesem z rywalizacji w tej serii, jednak pozostał w zespole na dwa pierwsze wyścigi, po czym ogłosił odejście z Formuły 1. Jego kokpit zajmowali Mario Andretti (w Grand Prix Stanów Zjednoczonych – Zachód) i Derek Daly (od Grand Prix Belgii do końca sezonu).
Sezon zakończył się mistrzostwem dla Rosberga, który wygrał zaledwie jeden wyścig – Grand Prix Szwajcarii. Fin wykorzystał fakt nieobecności Didiera Pironiego spowodowane jego wypadkiem podczas Grand Prix Niemiec, który eliminuje Francuza z rywalizacji do końca sezonu. Rosberg w klasyfikacji pokonuje Francuza o pięć punktów. W klasyfikacji konstruktorów, Williams zajmuje czwarte miejsce, mając 58 punktów. Pierwszy raz od trzech lat mistrzostwo konstruktorów zgarnia Ferrari, a Williamsa dodatkowo pokonują McLaren i Renault.
W trakcie sezonu, zespół szuka nowych rozwiązań. Frank Dernie projektuje samochód FW08B. Sześciokołowy model, w przeciwieństwie do Tyrrella P34 miał cztery koła tylne, podobnie jak samochód March 2-4-0. Jesienią 1982, zespół testuje nowy samochód, który miał lepszą przyczepność. Ze względu na to, że FISA od sezonu 1983 wprowadziła przepis mówiący o tym, że samochód musi mieć cztery koła, FW08B nie wziął udziału w ani jednym wyścigu.

#### 1983–1987: Współpraca z Hondą

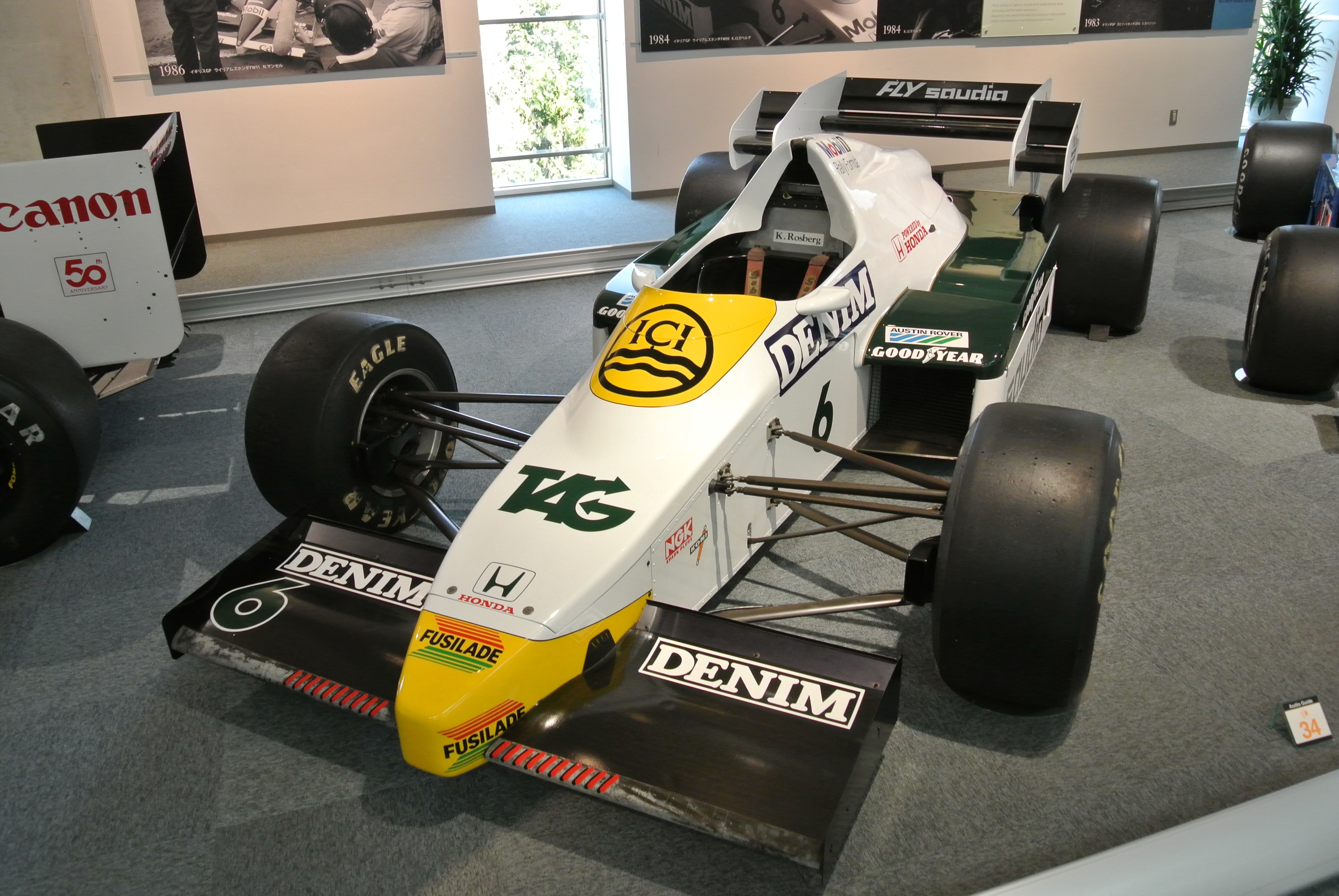
Williams FW09, pierwszy samochód Williamsa z silnikiem Hondy

##### 1983
Frank Williams zaczął przypatrywać się Hondzie, która dostarczała zespołowi Spirit sześciocylindrowy turbodoładowany silnik o pojemności 1,5 litra. Umowa między Williamsem a Hondą została podpisana na początku 1983, a zespół miał używać jednostek japońskiego producenta od sezonu 1984. Do tej chwili, Williams miał nadal używać silników Ford. Drugim kierowcą Williamsa został Jacques Laffite, a w Grand Prix Europy Williams wystawia trzeci samochód dla Jonathana Palmera.
Sezon obfituje w jedyne zwycięstwo odniesione przez Keke Rosberga podczas Grand Prix Monako. Fin dodatkowo staje na drugim stopniu podium podczas Grand Prix Stanów Zjednoczonych – Wschód na torze Detroit Street Circuit. Współpraca z Hondą zaczyna się nieco wcześnie, bo od Grand Prix Południowej Afryki, w której Fin zajmuje piąte miejsce. Zespół zajął czwarte miejsce zdobywając 36 punktów.

##### 1984
Williams zatrzymał Rosberga i Laffite’a na sezon 1984. Ekipa używa modelu FW09, który został wykorzystany już podczas Grand Prix Południowej Afryki. Samochód spisuje się nie najlepiej – kierowcy Williamsa łącznie trzynaście razy nie dojeżdżają do mety, z czego ośmiokrotnie wspólnie. Mimo tego, Keke Rosberg zdobywa drugie miejsce w Grand Prix Brazylii i wygrywa wyścig o Grand Prix Stanów Zjednoczonych.
W klasyfikacji konstruktorów, Williams zajmuje szóste miejsce zdobywając łącznie 25,5 punktu. W klasyfikacji kierowców, Rosberg zostaje sklasyfikowany na ósmej pozycji, Laffite osiem miejsc niżej.

##### 1985

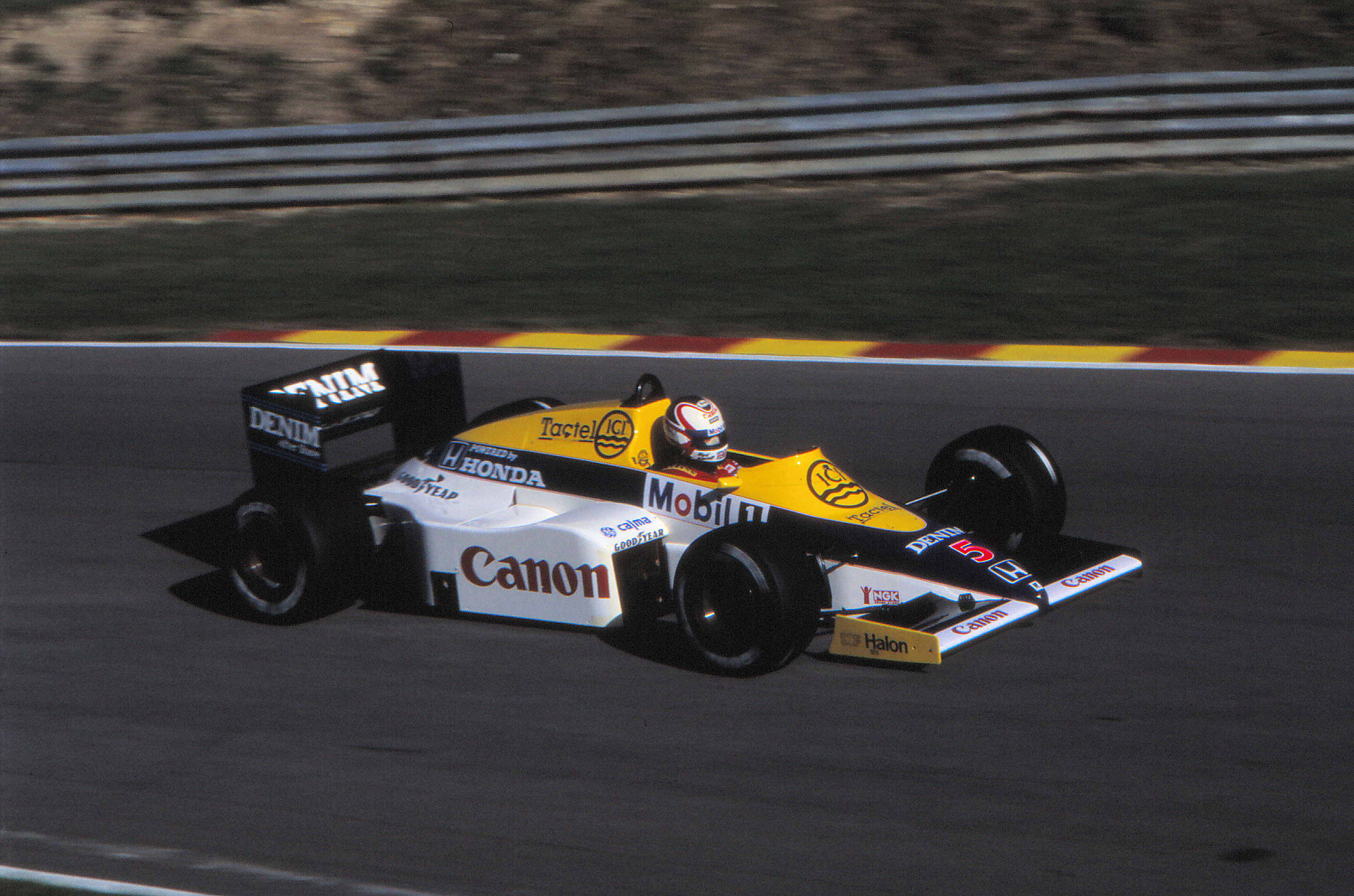
Nigel Mansell podczas treningu do Grand Prix Europy 1985

W sezonie 1985 zaszły zmiany w składzie kierowców. Jacques Laffite powrócił do Ligiera, natomiast jego miejsce zajmuje Nigel Mansell, będący dotychczas kierowcą Lotusa. Zespół rozpoczyna także współpracę z firmą Canon, która zostaje sponsorem tytularnym ekipy.
Patrick Head projektuje samochód FW10 – pierwszy model Williamsa wykonany z włókien węglowych kompozytowych, którego pionierem był McLaren. Kierowcy Williamsa w całym sezonie wygrali cztery wyścigi – Rosberg zwycięża w Grand Prix Stanów Zjednoczonych – Wschód i Grand Prix Australii, natomiast Mansell dojeżdża jako pierwszy w Grand Prix Europy i Grand Prix Południowej Afryki.
W klasyfikacji kierowców, Keke Rosberg przegrywa z Alainem Prostem z McLarena i Michele Alboreto z Ferrari, natomiast Mansell zostaje sklasyfikowany na szóstym miejscu. W klasyfikacji konstruktorów, Williams zajmuje trzecią pozycję, zdobywając 71 punktów.

##### 1986
Bezpośrednio przed rozpoczęciem sezonu 1986, zespół otrzymuje potężny cios. W czasie powrotu na lotnisko w Nicei, po testach przedsezonowych na torze Circuit Paul Ricard, Frank Williams stracił panowanie nad wypożyczonym Fordem Sierrą i dachował. Brytyjczyk nie miał zapiętych pasów, co spowodowało, że został sparaliżowany i od tamtej pory musi poruszać się na wózku inwalidzkim.
Przed wypadkiem, zespół postanowił o zatrudnieniu nowego kierowcy, w miejsce Rosberga, który odszedł do McLarena. Nowym reprezentantem Williamsa został dwukrotny mistrz świata Nelson Piquet. Pomimo nieobecności Franka Williamsa w alei serwisowej, kierowcy Williams łącznie wygrywają dziewięć wyścigów co owocuje mistrzostwem konstruktorów. Przed ostatnim wyścigiem sezonu, Williams miał szansę na podwójną koronę mistrzowską, ze względu na siedmiopunktowe prowadzenie Nigela Mansella w klasyfikacji kierowców. W finałowej rundzie, na 63. okrążeniu pęka opona w samochodzie Brytyjczyka, co wykorzystuje Alain Prost, który tym samym obronił zdobyty rok wcześniej tytuł wśród kierowców.
W trakcie sezonu dochodzi do wewnętrznej rywalizacji między Piquetem a Mansellem. Brazylijczyk nazwał swojego kolegę zespołowego niewykształconym głupkiem, ponadto skrytykował wygląd żony Nigela Mansella, wycofując swoje słowa pod groźbą postępowania sądowego.

##### 1987
W sezonie 1987 zachowano dotychczasowy skład kierowców. Williams, z nieznacznie zmodyfikowanym modelem FW11B wygrywa dziewięć wyścigów i ponownie zgarnia tytuł wśród konstruktorów. Mistrzostwo kierowców trafia w ręce Piqueta, który wygrał trzykrotnie i zdobył 73 punkty. Mansell, choć wygrał dwa razy więcej wyścigów, przegrał rywalizację z partnerem zespołowym o dwanaście punktów.
Podczas treningów do Grand Prix Węgier, Nelson Piquet oświadczył, że podpisał kontrakt z Lotusem na sezon 1988, dający mu gwarancję bycia numerem jeden w zespole. Brazylijczyk ubolewał, że Williams obiecał mu bycie liderem stajni i słowa nie dotrzymał. W dodatku, Honda postanowiła zakończyć współpracę z Williamsem i postanawia dostarczać jednostki napędowe ekipie McLaren.

#### 1988: Współpraca z Judd

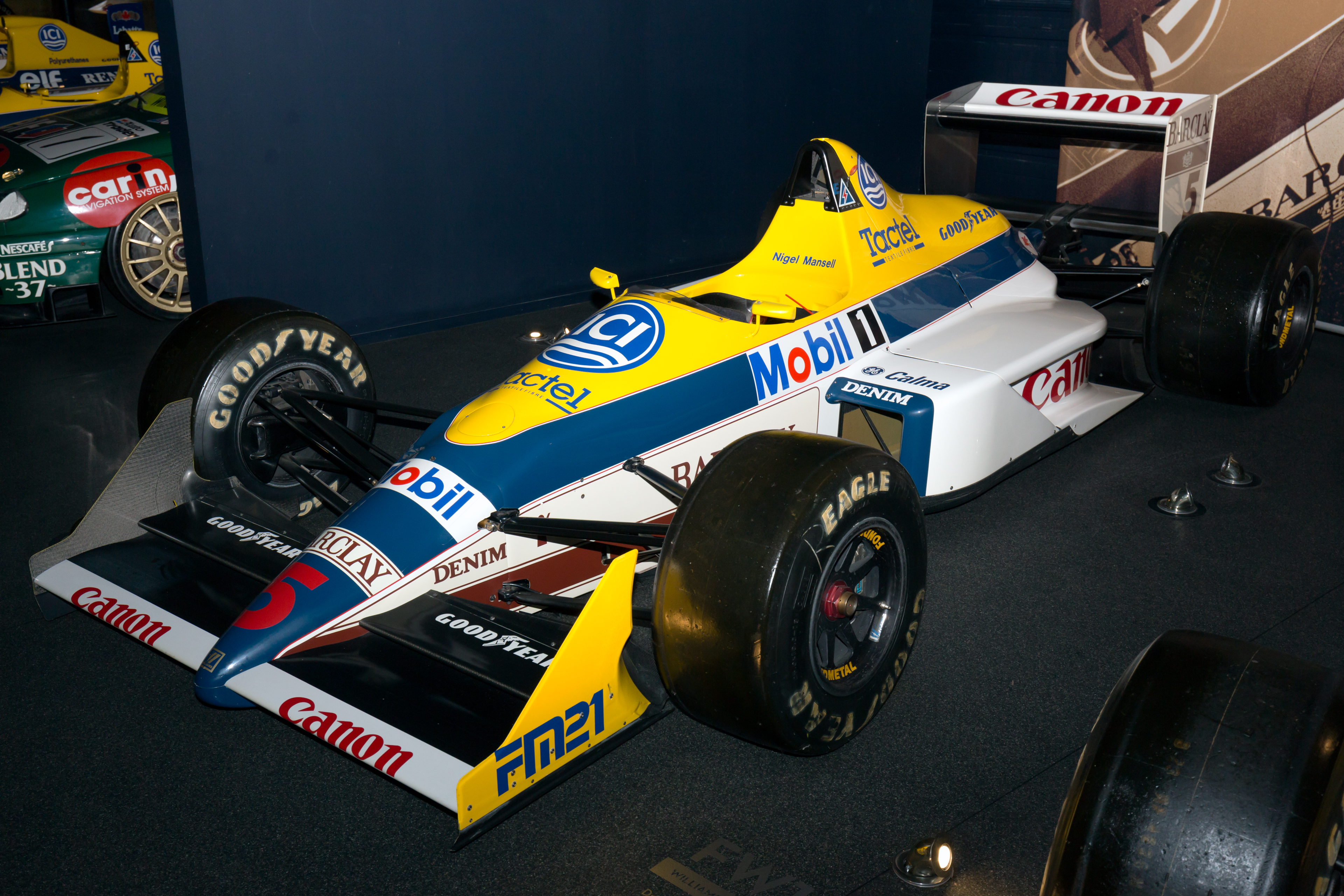
Williams FW12, jedyny samochód Williamsa z silnikiem Judd

Sezon 1988 przynosi wiele zmian – partnerem zespołowym Mansella zostaje Riccardo Patrese, natomiast samochody Williamsa są napędzane wolnossącymi silnikami Judd CV o pojemności 3,5 litra. W porównaniu do zespołów korzystających z turbodoładowanych jednostek, Williams miał spory deficyt wydajności. W porównaniu do poprzednich sezonów, kierowcy nie odnoszą pojedynczego zwycięstwa, natomiast Nigel Mansell zajmuje drugie miejsce w wyścigach o Grand Prix Wielkiej Brytanii i Grand Prix Hiszpanii.
Cały sezon Williams kończy na siódmej pozycji, mając na koncie 20 punktów. W klasyfikacji konstruktorów, Mansell zostaje sklasyfikowany na dziewiątym miejscu z dwunastoma punktami. Patrese zajmuje jedenastą pozycję, mając cztery punkty mniej od Brytyjczyka.

#### 1989–1997: Sukcesy z Renault

##### 1989
W lipcu 1988, Williams podpisuje umowę z Renault na dostawę silników od sezonu 1989. Przed rozpoczęciem sezonu, Mansell odszedł do ekipy Ferrari, a jego miejsce zajmuje Thierry Boutsen, który wcześniej reprezentował zespoły Arrows i Benetton. Belg zapewnia zespołowi dwa zwycięstwa, w Kanadzie i Australii, ponadto czterokrotnie zajmuje drugie miejsca. Łącznie z Włochem zdobywa pięć trzech miejsc.
W klasyfikacji konstruktorów, Williams zdobył wicemistrzostwo, zdobywając 77 punktów, o 64 punkty mniej od McLarena. W klasyfikacji kierowców, najlepszym kierowcą Williamsa był Riccardo Patrese, który został sklasyfikowany na trzeciej pozycji z 40 punktami, ulegając tylko Prostowi i Sennie. Boutsen zajął piąte miejsce z 37 punktami na koncie.

##### 1990
Na sezon 1990, Williams zachował Patrese i Boutsena. Pomimo tego, że Patrese wygrał Grand Prix San Marino, a Boutsen zdobył pole position i wygrał wyścig o Grand Prix Węgier, stajnia zdobyła o dwadzieścia punktów mniej niż w poprzednim sezonie i zakończyła mistrzostwa konstruktorów na czwartej pozycji. W klasyfikacji kierowców, Boutsen zajął szóste miejsce z 34 punktami, a Patrese był siódmy z 23 punktami.

##### 1991

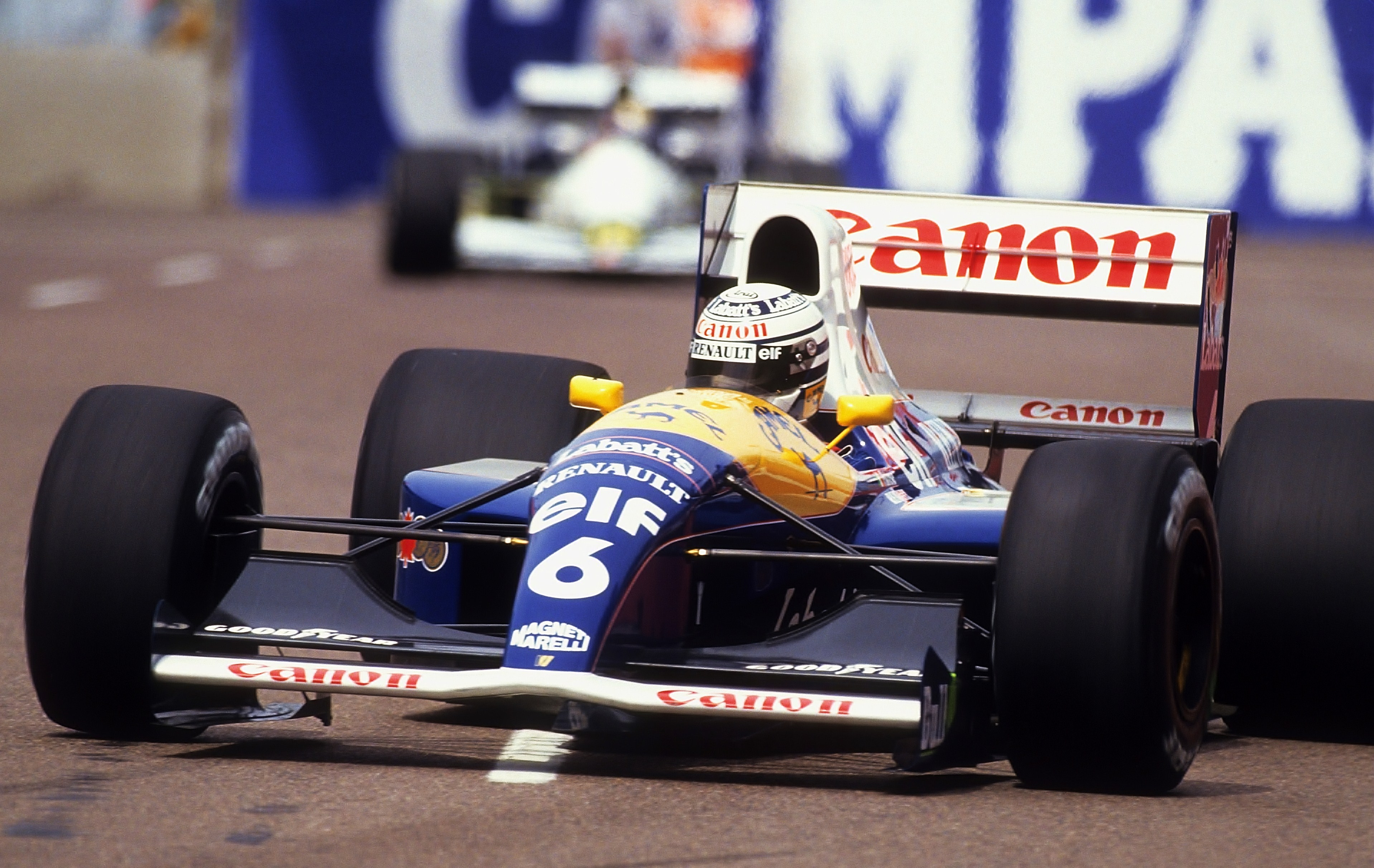
Riccardo Patrese podczas Grand Prix Stanów Zjednoczonych 1991

Na początku sezonu 1991, Thierry Boutsen opuścił Williamsa i dołączył do Ligiera. Jego miejsce zajął Nigel Mansell, który powrócił do brytyjskiej stajni po dwóch latach spędzonych w Ferrari. Williams dodatkowo zatrudnił Damona Hilla w charakterze kierowcy testowego. Sezon ten był dużo lepszy od poprzedniego – przez pierwsze cztery wyścigi zespół zdobył dwanaście punktów dzięki dwóm drugim miejscom zdobytym przez Riccardo Patrese w Brazylii i Nigela Mansella w Monako. Od rundy w Kanadzie kierowcy Williamsa zaczęli regularnie punktować. W całym sezonie kierowcy Williamsa wygrali siedem wyścigów – pięć wygrał Brytyjczyk, a dwa Włoch. W klasyfikacji kierowców, Nigel Mansell zdobył tytuł wicemistrza świata przegrywając z Ayrtonem Senną 24 punktami, Riccardo Patrese natomiast był trzeci z liczbą 53 punktów. W klasyfikacji konstruktorów Williams był na drugiej pozycji zdobywając 125 punktów, o 14 punktów mniej niż McLaren.

##### 1992
Williams utrzymał w składzie kierowców Mansella i Patrese na sezon 1992. Już w pierwszej rundzie, w Południowej Afryce, Mansell zdobył pole position i wygrał wyścig z przewagą 24 sekund nad partnerem zespołowym. Mansell wygrał cztery kolejne wyścigi dla Williamsa w Meksyku, Brazylii, Hiszpanii i w Imoli. Patrese w tych wyścigach zdobywał drugie miejsca, prócz rundy w Hiszpanii, gdzie odpadł po awarii. Komplet zwycięstw Mansella w pięciu pierwszych wyścigach było nowym rekordem Formuły 1. Senna wygrał Grand Prix Monako, gdzie kierowcy Williamsa zdobyli drugie i trzecie miejsce. W następnym wyścigu, w Kanadzie obaj kierowcy brytyjskiej stajni przedwcześnie zakończyli rundę – Mansell wypadł z toru, twierdząc, że został wypchnięty przez Sennę, Patrese odpadł w wyniku awarii skrzyni biegów. Mansell zwycięża w następnych czterech wyścigach, w tym podczas Grand Prix Wielkiej Brytanii.
Williams zdobył mistrzostwo konstruktorów z liczbą 164 punktów, o 65 punktów więcej od drugiego McLarena. Nigel Mansell zdobył mistrzostwo kierowców, zdobywając 108 punktów, natomiast jego kolega zespołowy został sklasyfikowany tuż za nim z 56 punktami. Mansell zdobywając pierwsze miejsce w dziewięciu wyścigach, ustanowił rekord w największej liczbie zwycięstw jednego kierowcy w jednym sezonie.
Pomimo zdobytego tytułu mistrzowskiego i dziewięciu wygranych w sezonie, pozycja Mansella w Williamsie nie była pewna. Zespół chciał podpisać kontrakt z Alainem Prostem, który nie startował w sezonie 1992 lub z Ayrtonem Senną, któremu kończył się kontrakt w McLarenie. Pozycja Patrese wydawała się być zagrożona i podpisał umowę z Benettonem na sezon 1993. W końcu, Prost uzgadnia warunki z Williamsem i podpisuje z nimi kontrakt. Na wieść o tym, Mansell postanowił opuścić zespół – oprócz tego, że Brytyjczyk nie miał dobrych relacji z Prostem, kiedy reprezentowali Ferrari, to w dodatku Williams nie chciał podwyższyć wynagrodzenia Brytyjczyka po zdobytym tytule. Francuz wynegocjował w kontrakcie klauzulę, że Senna nie będzie mógł jeździć z nim w jednym zespole.

##### 1993

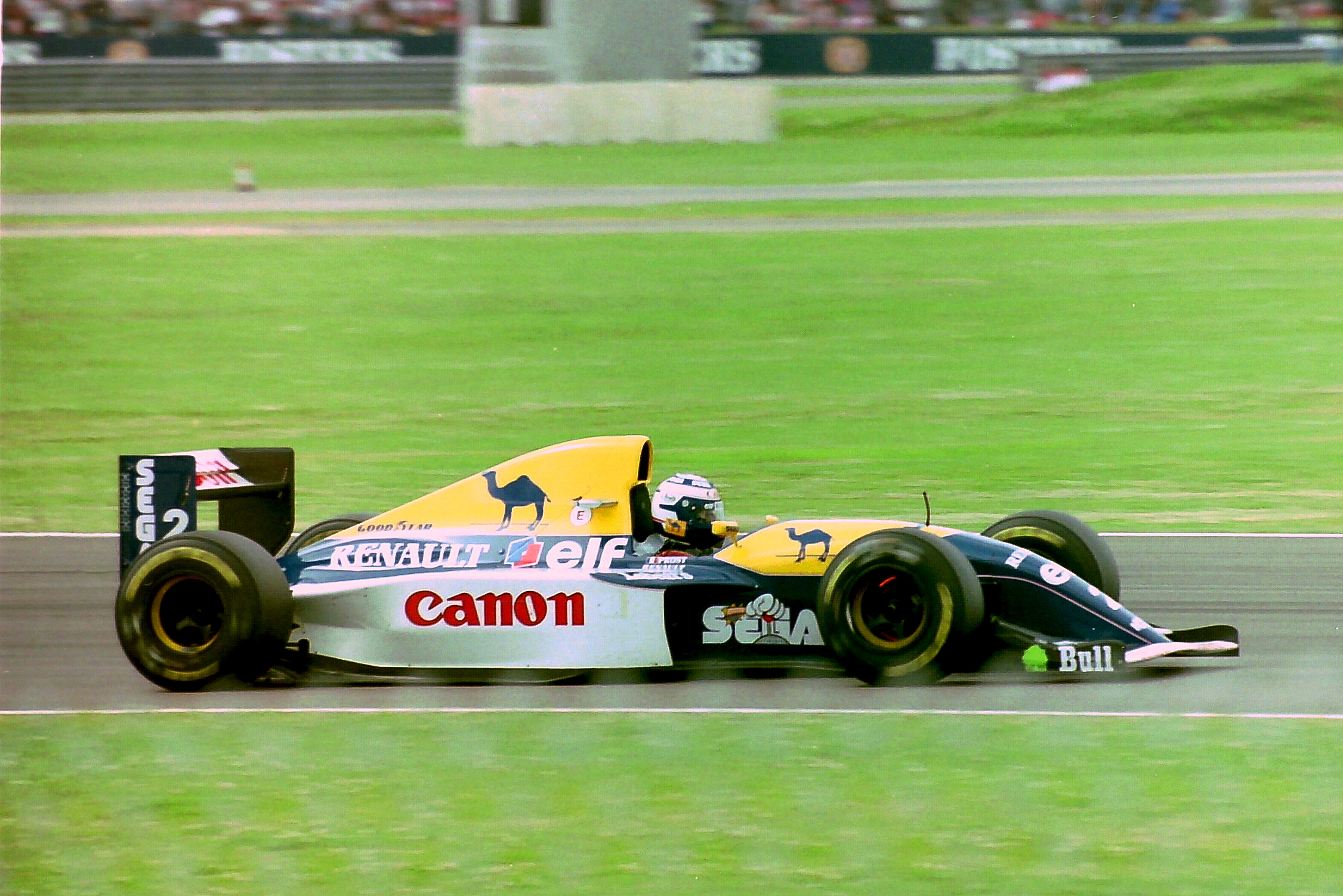
Alain Prost podczas Grand Prix Wielkiej Brytanii 1993

Po odejściu Nigela Mansella do serii Indy Car, partnerem zespołowym Alaina Prosta został Damon Hill. Samochód Williams FW15C był dominującym pojazdem. Model posiadał aktywny system zawieszenia i kontrolę trakcji, poza wszystkim dostępnym dla pozostałych ekip. W pierwszym wyścigu dla Williamsa, Prost wygrał w Południowej Afryce i, podobnie jak Mansell, zdominował cały weekend wyścigowy, zdobywając pole position i wygrał rundę z przewagą ponad minuty nad Ayrtonem Senną. W Grand Prix Brazylii, Hill zdobywa swoje pierwsze podium, zajmując drugie miejsce, szesnaście sekund za Senną, natomiast Prost odpada z rywalizacji na 29. okrążeniu, w wyniku kolizji z Christianem Fittipaldi z Minardi. Po wygranej Brazylijczyka w Grand Prix Europy, Prost wygrywa następne dwa wyścigi, z kolei wyścig o Grand Prix Monako stał pod znakiem wygranej Senny. Prost i Hill zdobyli dublet podczas Grand Prix Francji (był to jednocześnie jedyny dublet Williamsa w sezonie). Alain Prost wygrał następne dwa wyścigi, Grand Prix Wielkiej Brytanii i Grand Prix Niemiec.
W drugiej połowie sezonu, Hill okazał się konkurencyjny – choć problemy mechaniczne kosztowały prowadzenia Brytyjczyka w wyścigach na Silverstone i Hockenheim, Hill wygrał następne trzy wyścigi, na Węgrzech, w Belgii i we Włoszech, co dało brytyjskiemu kierowcy awans na pozycję wicelidera i szansę na tytuł mistrzowski. Po wyścigu w Monzy, kierowcy Williamsa nie wygrywają ani razu, natomiast zwycięstwami dzielą się Michael Schumacher (w Portugalii) i Ayrton Senna (w Japonii i Australii), który wyprzedził Damona Hilla w klasyfikacji kierowców. Williams obronił tytuł mistrzowski, wygrywając z przewagą 84 punktów nad McLarenem, natomiast Prost zdobył czwarte w swojej karierze mistrzostwo świata, z przewagą 26 punktów nad Senną. Był to także ostatni sezon współpracy Williamsa z firmą Canon.

##### 1994

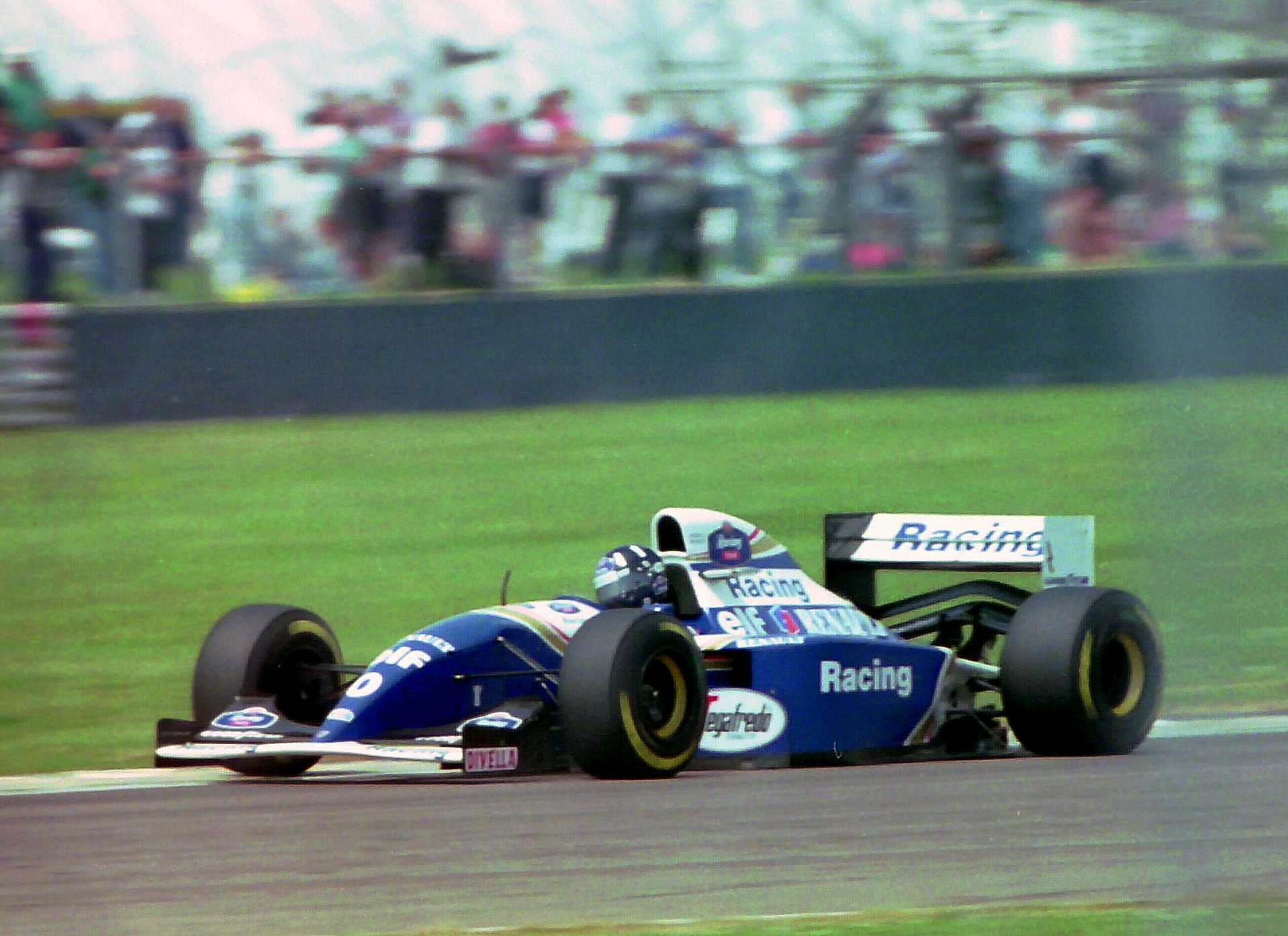
Damon Hill podczas Grand Prix Wielkiej Brytanii 1994

Damon Hill pozostał w zespole, natomiast przed wyścigiem o Grand Prix Portugalii w październiku 1993, Alain Prost ogłosił, że nie będzie bronił tytułu mistrzowskiego, definitywnie wycofując się z rywalizacji, ze względu na to, iż klauzula zawarta w umowie z Francuzem wygasała z końcem sezonu. Wobec tego, miejsce Prosta zajął Ayrton Senna, a zespół podpisał porozumienie z czterokrotnym mistrzem świata, wypłacając mu pełny kontrakt za sezon 1994. Przed rozpoczęciem sezonu, zespół podpisał kontrakt z firmą tytoniową Rothmans International, która została sponsorem tytularnym zespołu, a samochody pomalowane zostały w barwy niebiesko-białe.
Przejście Senny do Williamsa, z racji dominacji ekipy przez dwa poprzednie sezony, miało dać Brazylijczykowi nadzieje na zdobycie czwartego tytułu mistrzowskiego. Jednak FIA wprowadziła kilka zmian regulaminowych – zakazano stosowania ABS-u, kontroli trakcji oraz aktywnego zawieszenia by „liczyły się umiejętności kierowcy”. Zmiany te miały na celu uatrakcyjnienie rywalizacji w Formule 1. Po wprowadzeniu przepisów okazało się, że model FW16 nie jest już takim samym samochodem jak poprzednie modele.
Pierwsze cztery wyścigi wygrał kierowca zespołu Benetton, Michael Schumacher. Senna zdobył do pierwszych trzech wyścigów pole position, jednak nie kończył wyścigów. Podczas trzeciego wyścigu – Grand Prix San Marino, Brazylijczyk na szóstym okrążeniu na zakręcie Tamburello uderzył czołowo w betonową ścianę wskutek czego zmarł. Skutkiem tego wydarzenia było oskarżenie Franka Williamsa, Patricka Heada i Adriana Neweya o nieumyślne spowodowanie śmierci Senny przez włoski rząd. Sprawa trwała jedenaście lat i została zakończona 27 maja 2005 uniewinnieniem Neweya, natomiast sprawa przeciwko Patrickowi Headowi została umorzona z powodu przedawnienia.
W następnym wyścigu by uczcić pamięć Ayrtona Senny, Williams wystawił samochód tylko dla Damona Hilla. Od tego momentu Williams oddając hołd trzykrotnemu mistrzowi świata na swoich samochodach umieszcza logo Senny – splecioną literę „S”. Drugi kokpit Williamsa od Grand Prix Hiszpanii zajmował David Coulthard. W tym samym wyścigu Hill wygrał wyścig, a Coulthard nie ukończył z powodu problemów z elektryką. W Kanadzie obaj kierowcy Williamsa zdobyli punkty – Hill był drugi, za Schumacherem, Coulthard był piąty. Przed Grand Prix Francji, na prośbę Renault, do kokpitu powrócił Nigel Mansell. Mistrz świata z 1992 wyścigu nie ukończył, natomiast Hill był drugi. Brytyjczyk wygrał za to domowy wyścig o Grand Prix Wielkiej Brytanii, korzystając z kary nałożonej na Michaela Schumachera. Damon Hill później wykorzystywał kary nałożone na niemieckiego kierowcę, m.in. dyskwalifikację kierowcy Benettona podczas Grand Prix Belgii, z powodu nieregulaminowej grubości deski umieszczonej pod podwoziem i wykluczenie Schumachera z dwóch wyścigów (początkowo na Grand Prix Niemiec i Grand Prix Węgier, a po odwołaniu przez zespół Benetton na Grand Prix Włoch i Grand Prix Portugalii) wygrywając trzy wyścigi.
W trzech ostatnich wyścigach, miejsce Coultharda zajął ponownie Mansell. Mistrz świata otrzymywał za wyścig 900 tysięcy funtów, podczas gdy Hill otrzymywał 300 tysięcy funtów za cały sezon. Na Grand Prix Europy wrócił Schumacher, od razu wygrywając wyścig z przewagą 24,689 sekund nad Hillem. Podczas deszczowej rundy w Japonii lepszy okazał się Brytyjczyk. Do finałowej rundy kierowca Williamsa miał punkt straty do Niemca. Na 35. okrążeniu obaj kierowcy zakończyli wyścig, po wyścigu Niemiec upierał się, że nie spowodował kolizji celowo – FIA uznała te wyjaśnienia i przyznała mu tytuł mistrzowski.
Williams po raz trzeci z rzędu zdobyło tytuł wśród konstruktorów z liczbą 118 punktów. W klasyfikacji kierowców najlepszym z kierowców brytyjskiego zespołu był Damon Hill, który zajął drugie miejsce z liczbą 91 punktów. W trakcie weekendu wyścigowego o Grand Prix Australii, David Coulthard zdecydował się opuścić Williamsa i podpisał kontrakt z zespołem McLaren na starty w sezonie 1995. Williams twierdził, że ma prawo do zatrzymania Brytyjczyka w zespole, ponieważ w 1993 roku Coulthard podpisał trzyletni kontrakt. 14 grudnia 1994, Rada ds. kontraktów Formuły 1 orzekła na korzyść Williamsa, wobec czego Coulthard pozostał w zespole.

##### 1995
Ze względu na pozostawienie Coultharda w drugim kokpicie Williamsa, Nigel Mansell postanowił przejść do zespołu McLaren. W pierwszym wyścigu sezonu, w Brazylii, wygrał Michael Schumacher przed Davidem Coulthardem o 8,060 sekund. Po wyścigu obaj zostali zdyskwalifikowani z wyników – Elf, dostawca paliwa zarówno dla Benettona, jak i Williamsa dostarczył inne paliwo niż te, które zostały dane FIA jako próbki. Zwycięzcą został uznany wtedy Gerhard Berger z Ferrari. Później pozytywnie odwołano się od dyskwalifikacji jednak Benetton i Williams nie otrzymały punktów do klasyfikacji konstruktorów. Damon Hill wygrał cztery wyścigi – w Argentynie, na Imoli i na Węgrzech i w ostatniej rundzie w Australii natomiast David Coulthard wygrał jeden wyścig, w Portugalii.
Seria zwycięstw Williamsa w klasyfikacji konstruktorów została przerwana przez Benettona, który zmienił jednostki napędowe na Renault. W klasyfikacji kierowców, Hill przegrał z Michaelem Schumacherem o 33 punkty, natomiast Williams przegrał tytuł z brytyjską stajnią o 29 punktów.

##### 1996
Na sezon 1996, Williams przygotował najszybszy i najbardziej niezawodny samochód FW18. David Coulthard opuścił Williamsa, by dołączyć do Miki Häkkinena w McLarenie. Nowym partnerem zespołowym Damona Hilla został Jacques Villeneuve, mistrz serii CART i zwycięzca wyścigu Indianapolis 500 z 1995. Najgroźniejszy rywal Brytyjczyka, Michael Schumacher odszedł z Benettona do Ferrari. Kierowcy Williamsa wygrali pierwsze pięć wyścigów – Hill wygrał cztery wyścigi, Villeneuve jeden. Podczas rundy w Monako obaj nie ukończyli wyścigu, a zwycięzcą został Olivier Panis z Ligiera. Kolejny wyścig wygrał Schumacher, natomiast najlepszym kierowcą Williamsa był Villeneuve, który zajął trzecie miejsce. Poza Grand Prix Belgii i Grand Prix Włoch, w którym wygrał niemiecki kierowca, Williams był najlepszy.
W klasyfikacji kierowców, Damon Hill z liczbą 97 punktów zdobył tytuł mistrzowski, a Jacques Villeneuve zdobył tytuł wicemistrzowski zdobywając 78 punktów. Zespół zdobył także tytuł mistrza wśród konstruktorów zdobywając aż 175 punktów, o 105 więcej niż drugie Ferrari. Mimo sukcesu, przed Grand Prix Włoch, zespół ogłasza nieprzedłużenie kontraktu z Hillem i podpisanie umowy z Heinzem-Haraldem Frentzenem, dotychczasowym kierowcą Saubera. Adrian Newey miał ambicje jako dyrektor techniczny (nie tylko jako główny projektant), lecz nie było to możliwe z Williamsem, ponieważ pełniący funkcję dyrektora technicznego w Williamsie, Patrick Head był współzałożycielem i udziałowcem w zespole. Dzięki temu, McLaren zwabił Neweya do zespołu, lecz Brytyjczyk musiał iść na przymusowy urlop przez większość sezonu 1997.

##### 1997
Reprezentantami Williamsa w sezonie 1997 byli Jacques Villeneuve i Heinz Harald Frentzen, który wywarł wrażenie na zespole podczas pierwszych kilku sezonów w Formule 1. Niemiec w trakcie sezonu nie mógł porozumieć się z Patrickiem Headem, ponadto okazał się rozczarowaniem. Podczas Grand Prix San Marino Niemiec wygrał swój pierwszy wyścig (był to też pierwszy i jedyny wyścig wygrany dla Williamsa) w karierze. Jacques Villeneuve wygrał siedem wyścigów, rywalizując z Michaelem Schumacherem. Do ostatniej rundy kierowca Ferrari miał punkt przewagi nad Kanadyjczykiem. Na 47. okrążeniu Niemiec zderzył się z Villeneuve’em i zakończył swój wyścig. Kierowca Williamsa zajął trzecią pozycję i został mistrzem świata z liczbą 81 punktów. Heinz-Harald Frentzen początkowo w klasyfikacji był na trzeciej pozycji z 42 punktami, jednak po wyścigu Michael Schumacher został zdyskwalifikowany z całego sezonu i tym samym Frentzen wywalczył tytuł wicemistrzowski. Zespół również wywalczył swój ostatni tytuł mistrzowski, gromadząc 123 punkty.

#### 1998−1999: Mecachrome i Supertec

##### 1998

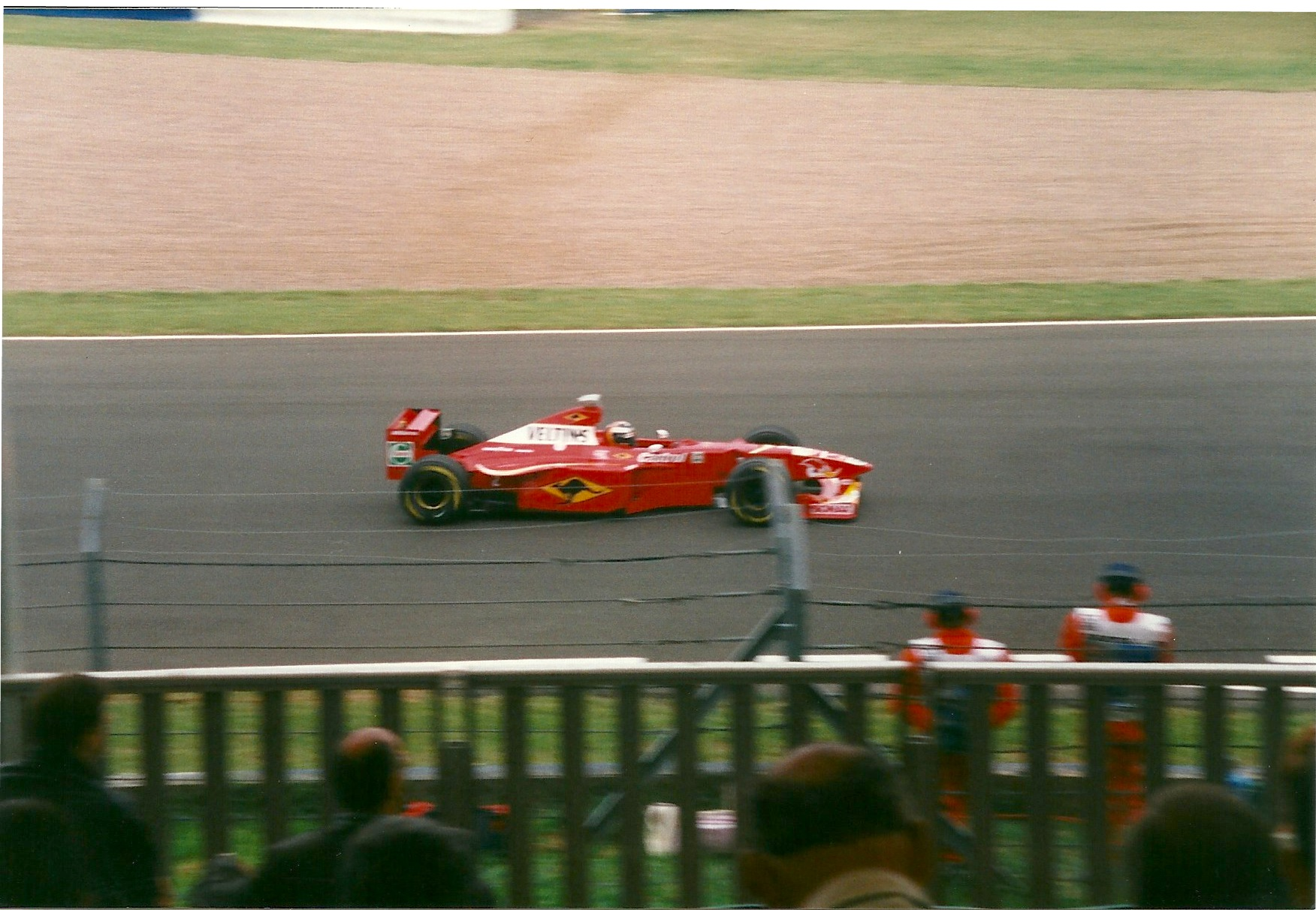
Heinz-Harald Frentzen podczas Grand Prix Wielkiej Brytanii 1998

Sezon 1998 był dla Williamsa sezonem pełen zmian – przede wszystkim Renault zakończyło swoje zaangażowanie w Formule 1, natomiast Adrian Newey odszedł do McLarena. Williams zaczął korzystać ze starych silników Renault, ukrytych pod nazwą Mecachrome. Zmiana także nastąpiła w sponsoringu – mimo że Rothmans dalej sponsorował Williamsa tym razem promował markę Winfield zmieniając barwy na czerwono-białe. Oznaczało to, że samochód FW20 miał nie tylko bardzo podobny pakiet aerodynamiczny do samochodu z 1997, ale również praktycznie tę samą jednostkę napędową, co skłoniło niektórych do skomentowania, że prowadzili praktycznie ten sam samochód, tylko dostosowany do przepisów na sezon 1998.
Williams utrzymał skład kierowców i po raz pierwszy od 1983, panujący mistrz świata nadal jeździł w Williamsie. Podczas gdy Ferrari i McLaren walczyli o tytuły konstruktorów i kierowców, Williams spadł na środek stawki. Kierowcy brytyjskiego zespołu zdobyli trzykrotnie trzecie miejsce – Frentzen podczas Grand Prix Australii, a Villeneuve podczas Grand Prix Niemiec i Grand Prix Węgier. Zespół zakończył sezon na trzeciej pozycji z 38 punktami, z wyraźną stratą do zespołów McLaren i Ferrari. W klasyfikacji kierowców Kanadyjczyk zajął piąte miejsce z liczbą 21 punktów, natomiast Niemiec był siódmy z 17 punktami.

##### 1999

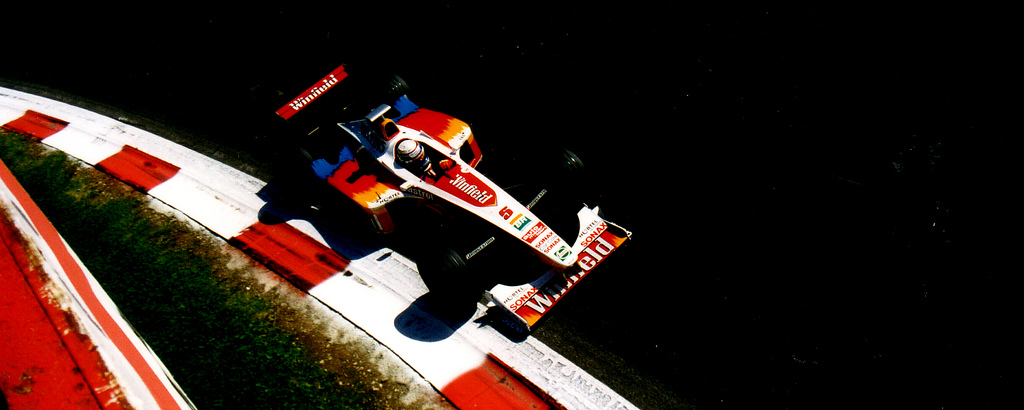
Alessandro Zanardi podczas testów przed Grand Prix Włoch 1999

Williams w dalszym ciągu wykorzystywał stare silniki Renault, tym razem używane pod nazwą Supertec. Zmienili także skład kierowców – Jacques Villeneuve odszedł do założonego przez jego menadżera zespołu British American Racing, natomiast Heinz-Harald Frentzen trafił do ekipy Jordan Grand Prix. Miejsce Frentzena zajął Ralf Schumacher, który był dotychczasowym kierowcą irlandzkiej ekipy. Partnerem zespołowym Schumachera został Alessandro Zanardi, który wcześniej jeździł w Formule 1 dla zespołów Jordan, Minardi i Lotus, a w ciągu ostatnich dwóch lat zdobył tytuły mistrzowskie w serii CART. Włoch podpisał kontrakt z brytyjskim zespołem w lipcu 1998 na trzy lata.
W styczniu 1999 zaprezentowano w Barcelonie samochód FW21 z nadzieją, że zespół będzie rywalizować z McLarenem i Ferrari. Williams zdobył trzy miejsca na podium – drugie miejsce we Włoszech i dwa trzecie miejsca w Australii i w Wielkiej Brytanii, wszystkie zdobyte przez Ralfa Schumachera. Niemiec także zdobył wszystkie punkty dla Williamsa – 35 punktów wystarczyło do zdobycia piątej pozycji w klasyfikacji konstruktorów, co było najniższą pozycją od 1990.

#### 2000−2005: Współpraca z BMW

##### 2000

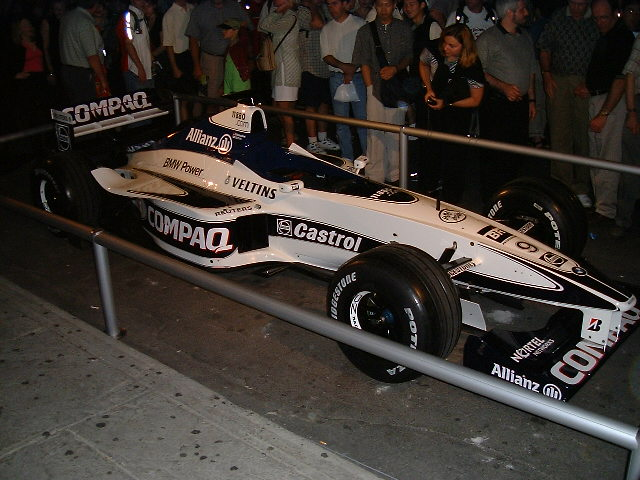
Williams FW22 – pierwszy bolid napędzany silnikami BMW

W 1998 roku, Williams podpisał długoterminową umowę z BMW. Obejmowała ona dostawę jednostek napędowych i ekspertyzy przez sześć lat. W ramach współpracy z niemieckim producentem, BMW miało nadzieję, że zespół będzie posiadał w składzie jednego niemieckiego kierowcę. To doprowadziło do zatrudnienia Ralfa Schumachera w poprzednim sezonie. W 1999 testowano samochód FW21 z silnikiem bawarskiego producenta. Testerem tego modelu był Jörg Müller.
Po sezonie 1999, zespół rozwiązał kontrakt z Alessandro Zanardim. Na drugiego kierowcę typowano Juana Pablo Montoyę, kierowcę testowego Williamsa w sezonach 1997–1998 i dotychczasowego kierowcę Chip Ganassi Racing, w którym zastąpił włoskiego kierowcę. Kolumbijczyk nadal był związany kontraktem z Ganassim, więc zespół musiał dalej szukać drugiego kierowcy. Kolejnym kandydatami byli Bruno Junqueira, kierowca testowy brytyjskiego zespołu w sezonie 1999 i Jenson Button, który wcześniej testował z McLarenem i Prostem. W bezpośredniej rywalizacji lepszy okazał się Button, natomiast Junqueira pozostał kierowcą testowym Williamsa i w tym samym czasie startował w Formule 3000.
Przed sezonem 2000 zmieniono także sponsorów – ze względu na przejęcie firmy Rothmans przez koncern British American Tobacco, będącego właścicielem zespołu British American Racing, postanowiono o rezygnacji z reklamowania wyrobów tytoniowych. Nowym sponsorem zespołu została firma Compaq. Zmieniono także barwy samochodu z czerwono-białych na granatowo-białe.
Pierwszy sezon współpracy Williamsa z BMW przynosi trzy trzecie miejsca, zdobyte przez Ralfa Schumachera podczas wyścigów w Australii, Belgii i we Włoszech. W klasyfikacji konstruktorów, Williams zajmuje trzecią pozycję z dorobkiem 36 punktów. W klasyfikacji kierowców, Schumacher uplasował się na piątym miejscu z 24 punktami, natomiast Button z liczbą 12 punktów został sklasyfikowany na ósmym miejscu.

##### 2001

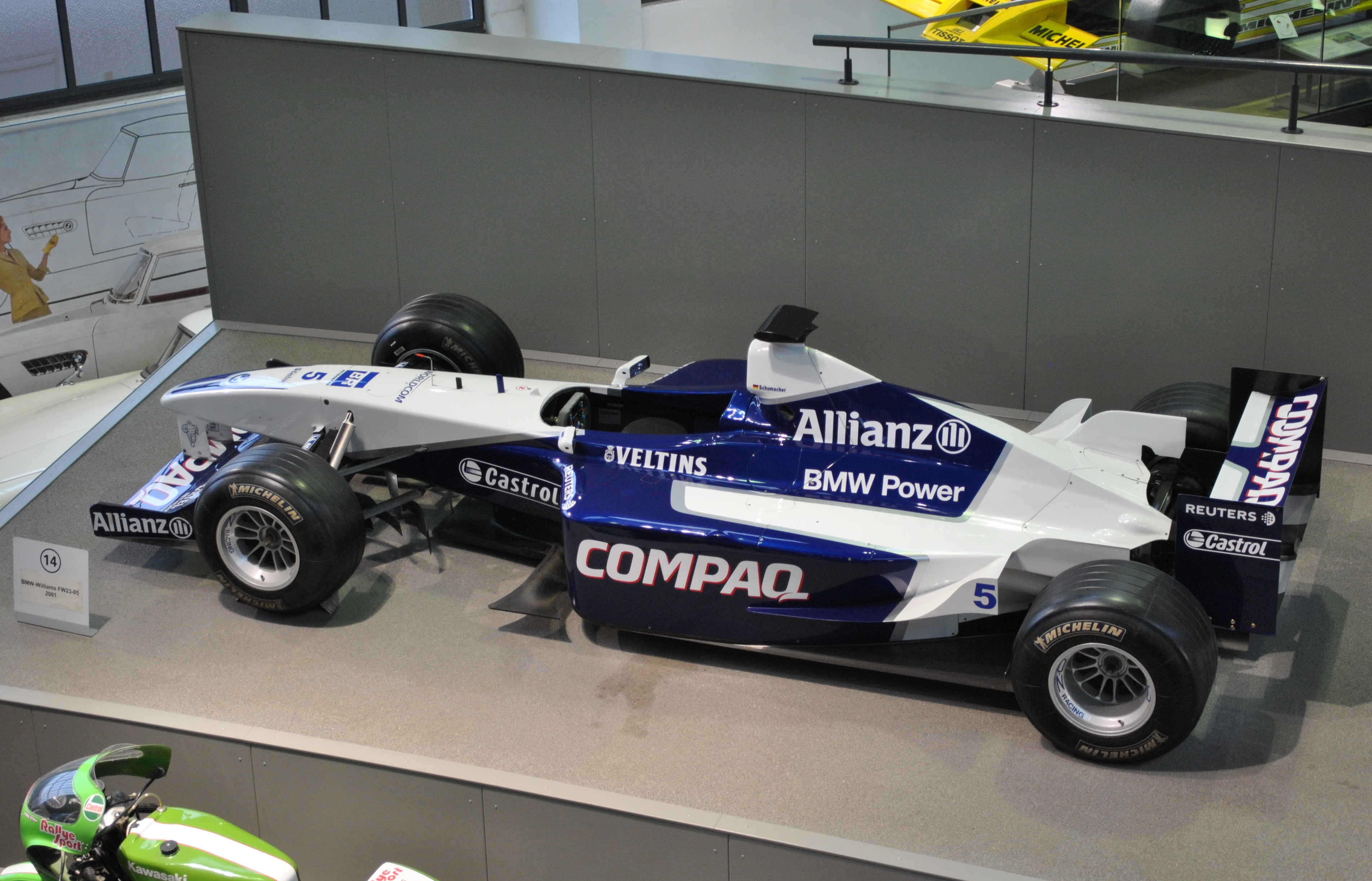
Williams FW23

Po sezonie 2000, Jenson Button został wypożyczony na dwa lata do zespołu Benetton, a jego miejsce zajął Juan Pablo Montoya. Podobnie jak Benetton, Jaguar, Minardi i Prost, ekipa zaczęła korzystać z opon Michelin.
Williams w całym sezonie zdobył cztery zwycięstwa – Schumacher wygrał wyścigi o Grand Prix San Marino, Grand Prix Kanady i Grand Prix Niemiec, natomiast Montoya zwyciężył w Grand Prix Włoch. Łącznie kierowcy brytyjskiej stajni wywalczyli dodatkowo cztery drugie miejsca i jedno trzecie miejsce. W klasyfikacji konstruktorów, Williams zachował trzecią pozycję, zdobywając 80 punktów. W klasyfikacji kierowców, Ralf Schumacher zajął czwartą pozycję z 49 punktami, natomiast Juan Pablo Montoya z wynikiem o osiemnaście punktów mniejszym zajął szóste miejsce.

##### 2002

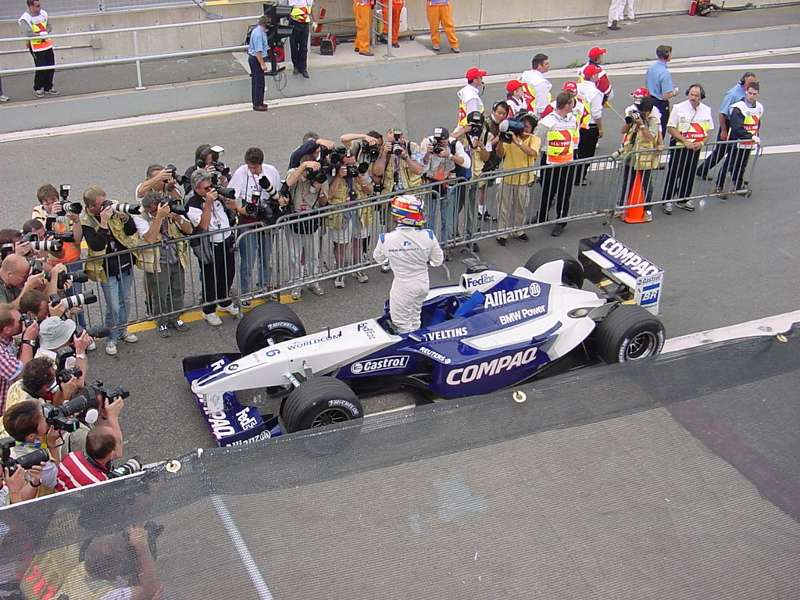
Juan Pablo Montoya po zdobyciu pole position do wyścigu o Grand Prix Kanady 2002

W porównaniu do poprzednich sezonów, Williams nie zdecydował się na zmiany w składzie kierowców. Ponadto sponsorem zespołu został FedEx, dotychczas znajdujący się na samochodach Ferrari. W trakcie sezonu, ze względu na przejęcie firmy Compaq przez Hewlett-Packard, logo HP zaczęło pojawiać się od Grand Prix Wielkiej Brytanii. W tym samym czasie rozpoczęto międzynarodową kampanię reklamową w mediach. W jednej z reklam przedstawiono kierowców zespołu, kierujących samochodami za pomocą zdalnego sterowania.
Sezon 2002 był zdominowany przez zespół Ferrari, którego kierowcy wygrali piętnaście z siedemnastu wyścigów. Jedną z dwóch rund, których nie wygrali reprezentanci włoskiej stajni było Grand Prix Malezji, w którym zwyciężył Ralf Schumacher przed Juanem Pablo Montoyą. Był to pierwszy wyścig Williamsa od Grand Prix Portugalii 1996, w którym zdobyli dublet. W klasyfikacji konstruktorów, Williams, mający 92 punkty, przegrał tylko z zespołem Ferrari. W klasyfikacji kierowców, Montoya zajął trzecią pozycję, tuż za Schumacherem.

##### 2003

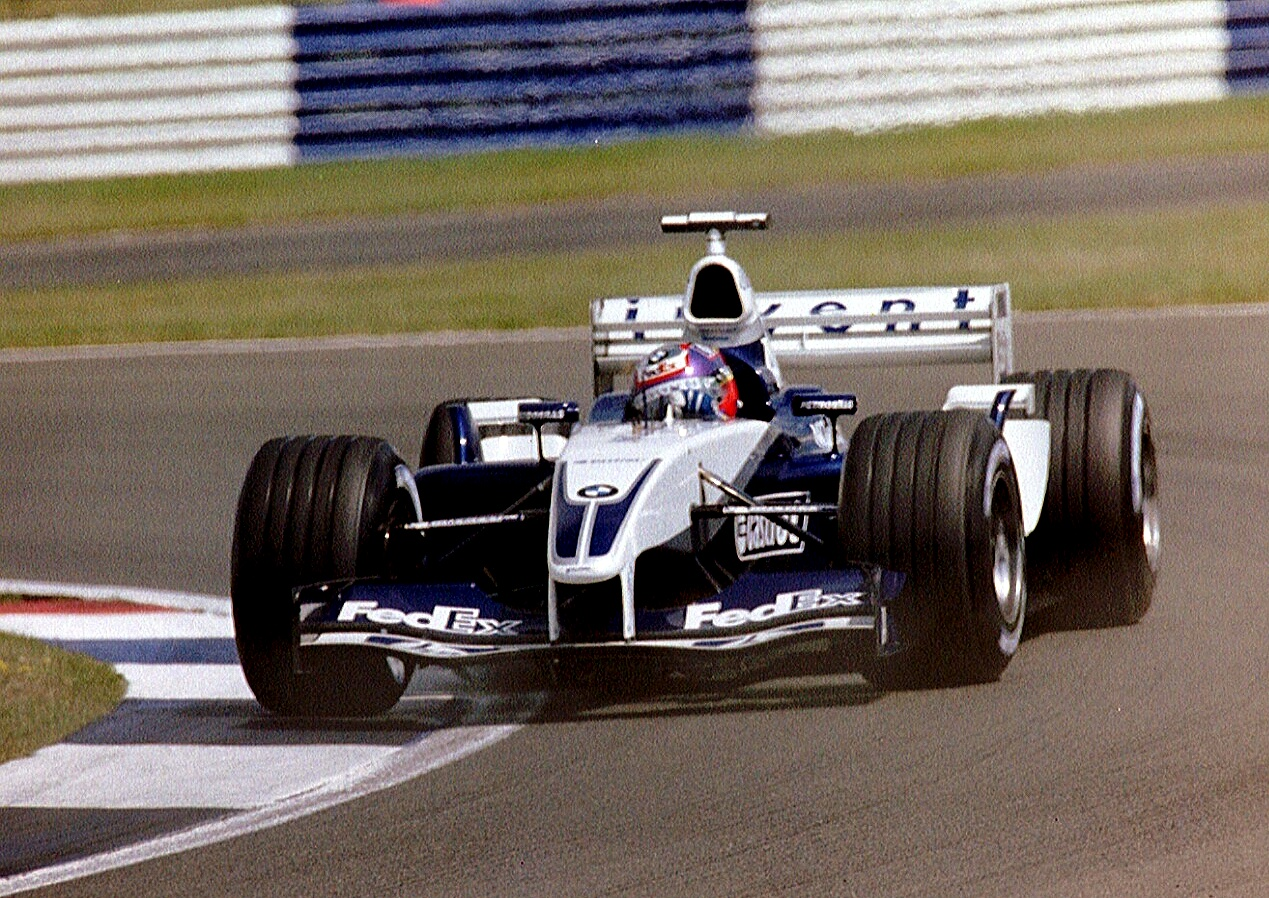
Juan Pablo Montoya podczas Grand Prix Wielkiej Brytanii 2003

W trakcie przygotowań do sezonu 2003, Frank Williams był pewny, że samochód FW25 będzie w stanie walczyć o tytuł mistrzowski. Kierowcy Williamsa wygrali cztery wyścigi – Montoya wygrał Grand Prix Monako i Grand Prix Niemiec, natomiast Schumacher zwyciężył w Grand Prix Europy i Grand Prix Francji. W trakcie sezonu, w Grand Prix Włoch, z powodu złego samopoczucia, Ralfa Schumachera zastąpił Marc Gené, kierowca testowy zespołu który wywalczył piątą lokatę na Monzy.
W klasyfikacji konstruktorów, Williams drugi raz z rzędu zdobył wicemistrzostwo z 144 punktami, o 14 mniej niż zespół Ferrari. W klasyfikacji kierowców, Kolumbijczyk zajął trzecie miejsce, o 11 punktów mniej niż Michael Schumacher, natomiast Niemiec był na piątej pozycji. W czerwcu, Williams przedłużył umowę z BMW do końca sezonu 2009

##### 2004
Williams w dalszym ciągu zachował skład kierowców. Na początku sezonu, Williams, na prośbę BMW, postanowiło o zbudowaniu samochodu z niekonwencjonalnym nosem, który przypominał kły morsa. Jednak nie był on zbyt konkurencyjny, więc na sześć ostatnich wyścigów powrócono do konwencjonalnego nosa. Sezon ten był ponownie zdominowany przez Ferrari, które wygrało 15 z 18 wyścigów – jeden z nich wygrał Juan Pablo Montoya podczas Grand Prix Brazylii 2004 z przewagą ponad sekundy nad Kimim Räikkönenem z McLarena. Było to ostatnie zwycięstwo Williamsa przed Grand Prix Hiszpanii 2012. Podczas Grand Prix Stanów Zjednoczonych, Ralf Schumacher uległ wypadkowi i na sześć wyścigów jego kokpit przejmowali Marc Gené i Antônio Pizzonia. W klasyfikacji konstruktorów Williams zajął czwarte miejsce z 88 punktami, natomiast najlepszym kierowcą Williamsa był Montoya, który był piąty z 58 punktami.

##### 2005

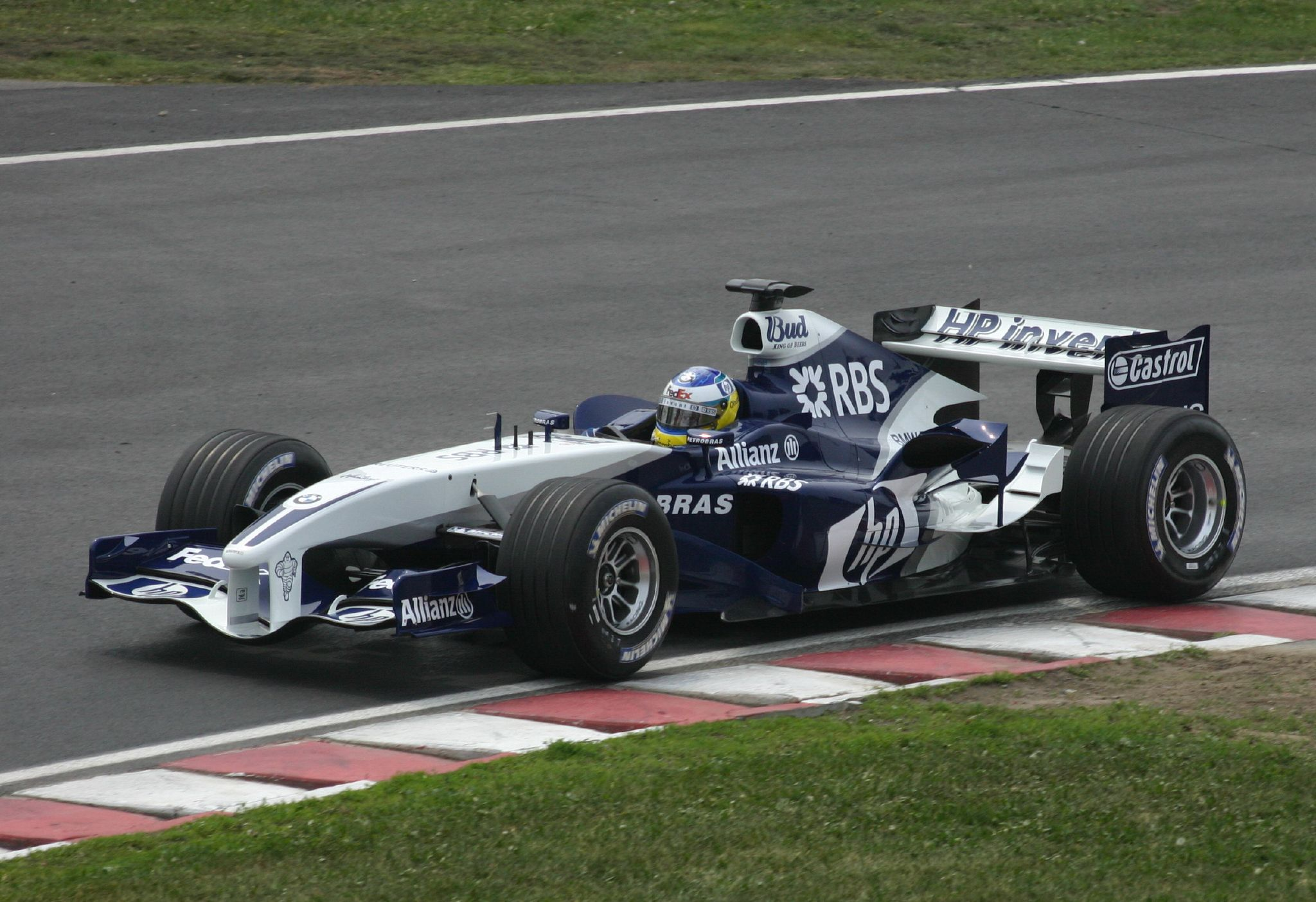
Nick Heidfeld podczas Grand Prix Kanady 2005

Po sezonie 2004 dotychczasowi kierowcy Williamsa, Juan Pablo Montoya i Ralf Schumacher odeszli z zespołu. W listopadzie 2003, McLaren ogłosił zakontraktowanie Kolumbijczyka na sezon 2005, natomiast w lipcu 2004 ogłoszono, że Schumacher podpisał trzyletni kontrakt z Toyotą. Jak później przyznał Patrick Head, Williamsa nie było stać na zatrzymanie Montoyi i Schumachera. Nowymi kierowcami stajni zostali Mark Webber i Nick Heidfeld. Pierwotnie drugim kierowcą Williamsa miał być Jenson Button, dotychczasowy kierowca British American Racing.
B.A.R. nie chciał dopuścić do przenosin kierowcy, ponieważ Button miał z nimi ważny kontrakt. Ekipa Franka Williamsa stwierdziła, że zespół B.A.R. nie dopełnił formalności związanych z klauzulą, która umożliwiła przedłużenie kontraktu z Brytyjczykiem i o którym rada nie została poinformowana, przez co kontrakt z ekipą z Brackley wygasł, a ważny jest ten, który podpisał Button z Williamsem. Spór został rozstrzygnięty 20 października 2004, w którym Rada ds. kontraktów Formuły 1 opowiedziała się przeciwko Williamsowi, jednak stajnia z Grove nie zamierzała rezygnować z jego usług w sezonie 2006.
Kierowcą testowym pozostał Antônio Pizzonia, który później zastąpił Heidfelda, początkowo przez wypadek na torze Monza w trakcie testów na dwa wyścigi, a później przez wypadek Niemca na rowerze górskim na trzy ostatnie wyścigi sezonu.
Między sezonami 2004 i 2005, zarówno BMW Motorsport, jak i jej dyrektor, Mario Theissen zaczęli krytykować zespół za nieudane próby stworzenia pakietu zdolnego wywalczyć tytuł mistrzowski, a nawet wygrania większej ilości wyścigów w sezonie. W odpowiedzi na krytykę, Frank Williams obwiniał BMW, że nie produkuje wystarczająco dobrego silnika. Mimo umowy BMW z Williamsem na dostawę silników do 2009 roku, to publiczne pogorszenie relacji między Williamsem i BMW było czynnikiem decydującym o zakupie zespołu Sauber i przemienienie go w zespół fabryczny. Również firma Hewlett-Packard postanowiła zakończyć współpracę z zespołem z powodu osiągnięcia wyznaczonych celów przez firmę.
W całym sezonie, kierowcy Williamsa stają łącznie dwukrotnie na drugim i trzecim stopniu podium. W klasyfikacji konstruktorów, Williams z liczbą 66 punktów zajmuje piąte miejsce, natomiast w klasyfikacji kierowców, Mark Webber zajął dziesiątą pozycję (36 punktów), Nick Heidfeld o jedną lokatę niżej (28 punktów), natomiast Antônio Pizzonia, który zdobył tylko dwa punkty za siódme miejsce w Grand Prix Włoch, został sklasyfikowany na 22. pozycji.

#### 2006: Współpraca z Cosworthem

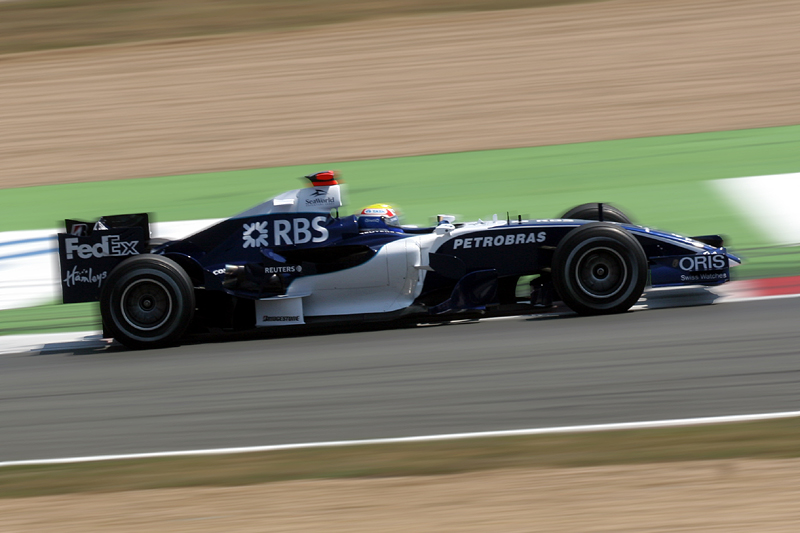
Mark Webber podczas Grand Prix Francji 2006

Sezon 2006 przyniósł wiele zmian dla Williamsa – zmiana dostawcy ogumienia z Michelin na Bridgestone, silników z V10 na V8, a przede wszystkim zmiana dostawcy jednostek napędowych. 15 sierpnia 2005, Williams ogłosił podpisanie umowy z Cosworthem na zaopatrywanie zespołu w silniki, skrzynie biegów, elektronikę i oprogramowanie w sezonie 2006. Wcześniej, o możliwej współpracy Williamsa z Cosworthem mówił Patrick Head.
Choć drugim kierowcą Williamsa miał być Jenson Button, to we wrześniu 2005 postanowił o pozostaniu w dotychczasowym zespole. 3 listopada 2005, zespół ogłosił podpisanie kontraktu z Nico Rosbergiem, pierwszym mistrzem Serii GP2. Nowymi kierowcami testowymi zostali Alexander Wurz, dotychczasowy kierowca testowy McLarena i Narain Karthikeyan, który wcześniej jeździł dla ekipy Jordan. Wpływ na zatrudnienie Hindusa miała m.in. współpraca jego sponsora – Tata z zespołem, która ogłoszona tego samego dnia.
Mimo dobrego początku w Bahrajnie – dwa punktowane miejsca i najszybsze okrążenie w wykonaniu Nico Rosberga Williams zaczął prezentować się słabo. Słabe i awaryjne silniki oraz złe aerodynamiczne przygotowania bolidów sprawiły, że Williams zdobył w całym sezonie jedenaście punktów i zajął ósme miejsce.

#### 2007–2009: Współpraca z Toyotą

##### 2007

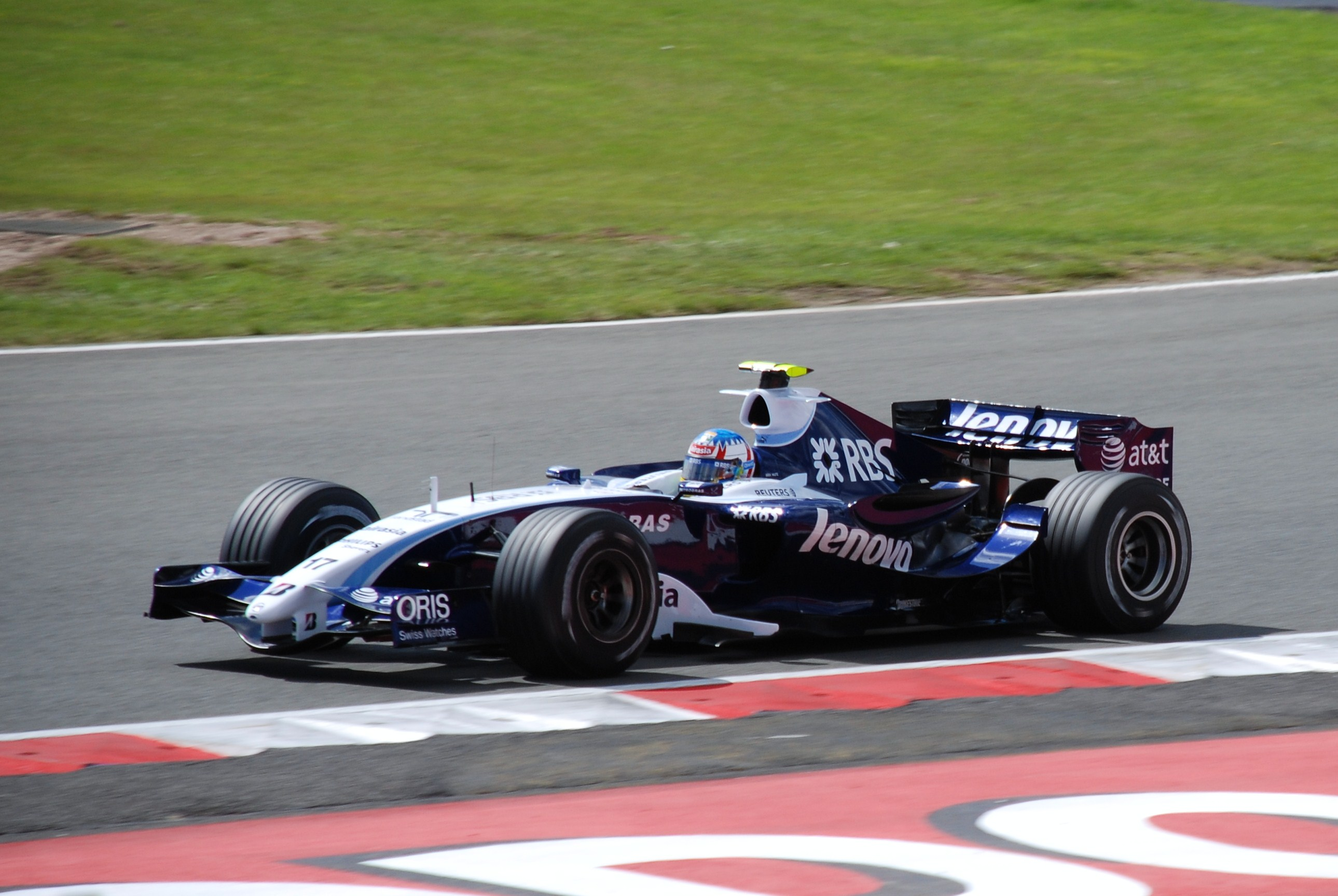
Alexander Wurz podczas Grand Prix Wielkiej Brytanii 2007

W trakcie sezonu 2006, Williams potwierdził podpisanie trzyletniego kontraktu z Toyotą na dostarczanie jednostek napędowych od sezonu 2007. W składzie kierowców nastąpiła zmiana – Alexander Wurz, dotychczasowy kierowca testowy zastąpił Marka Webbera, który z kolei został kierowcą Red Bull Racing. Kierowcą rezerwowym został Kazuki Nakajima.
20 października 2006, zespół podpisał kontrakt z firmą telekomunikacyjną AT&T, która została sponsorem tytularnym stajni. 2 lutego 2007, w siedzibie swojego zespołu w Grove odbyła się prezentacja modelu FW29. Podczas tej prezentacji ujawniono również nowego sponsora, którym stała się firma Lenovo, która została także partnerem technologicznym
Sezon ten był zdecydowanie lepszy od poprzedniego sezonu – zespół zaczął częściej punktować, natomiast Alexander Wurz wywalczył podium podczas Grand Prix Kanady. Mimo tego, po Grand Prix Chin, Austriak postanowił ze skutkiem natychmiastowym zakończyć karierę w Formule 1. Na ostatni wyścig, Grand Prix Brazylii, kierowcę zastąpił Kazuki Nakajima. Japończyk swój debiut zakończył na dziesiątej pozycji, a Nico Rosberg wywalczył w tym wyścigu czwarte miejsce. W klasyfikacji konstruktorów Williams zajął czwarte miejsce zdobywając 33 punkty.

##### 2008

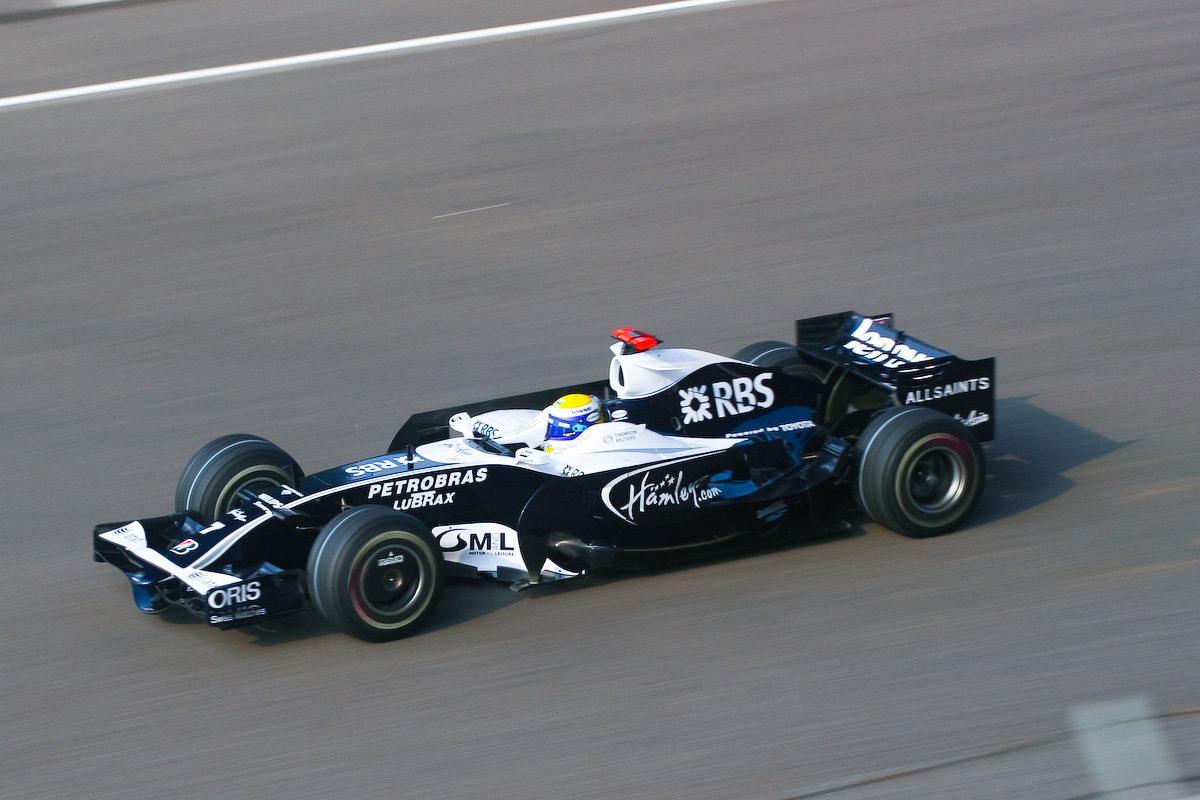
Nico Rosberg podczas Grand Prix Chin 2008

W sezonie 2008, Williams zachował dotychczasowy skład kierowców. Ponadto ekipa ogłosiła, że nowym kierowcą testowym został Nico Hülkenberg. W celu uczczenia trzydziestu lat zespołu w Formule 1 i pięćsetnego startu, zespół postanowił wykonać sześć różnych malowań samochodu FW30. Sezon ten był mieszanką sukcesów i rozczarowania. Mimo drugiego miejsca w Singapurze i trzeciego w Australii to rzadko zaczęli punktować. Williams ostatecznie w klasyfikacji konstruktorów zajął ósme miejsce z 26 punktami.
W trakcie sezonu 2008 sponsor Williamsa, Philips wraz ze sportową stacją telewizyjną Eurosport rozpoczęło kampanię promocyjną mającą na celu podkreślenie zaangażowania w Formule 1. Stacja postanowiła wyprodukować dokument „The Factory”, który opowiada o zespole i jego pracownikach a pierwszy jego odcinek został wyemitowany 24 kwietnia.

##### 2009

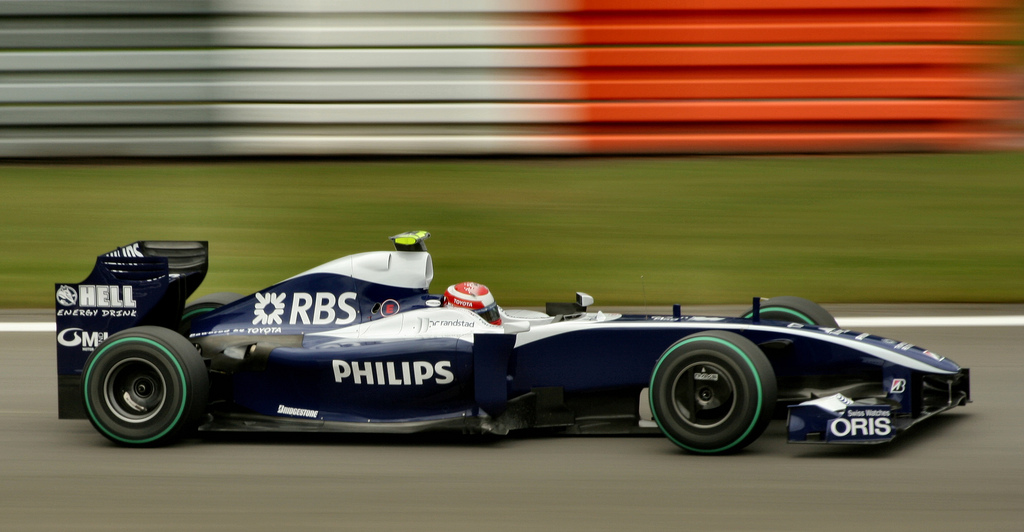
Kazuki Nakajima podczas Grand Prix Niemiec 2009

W sezonie 2009, pozostawiono w składzie Rosberga i Nakajimę. Przed rozpoczęciem sezonu nastąpiły zmiany w regulaminie – przede wszystkim powrócono do opon typu slick oraz zmieniono aerodynamikę samochodów by umożliwić więcej wyprzedzeń. Tylko Niemiec był w stanie zdobyć punkty dla zespołu – najlepszym rezultatem w sezonie było czwarte miejsce zdobyte w Niemczech i na Węgrzech. Z liczbą 34,5 punktów zespół ukończył sezon na siódmej pozycji, tracąc 1,5 pkt do szóstego BMW Sauber. Cztery dni przed przedostatnim wyścigiem sezonu, Grand Prix Brazylii, Williams ogłosił zakończenie współpracy z Toyotą.

#### 2010–2011: Powrót do silników Cosworth

##### 2010

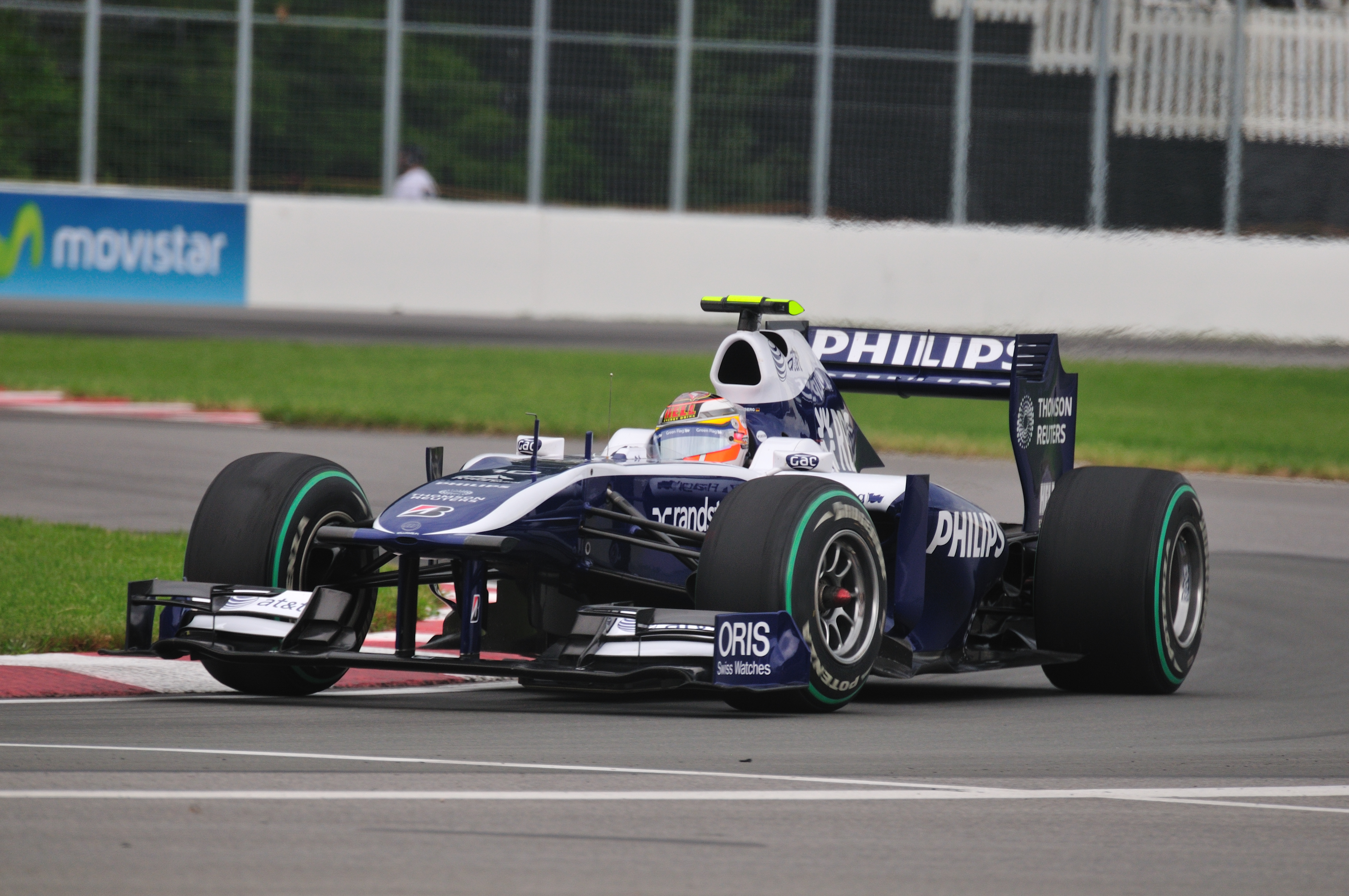
Nico Hülkenberg podczas Grand Prix Kanady 2010

Kilka dni po ogłoszeniu o zakończeniu współpracy z Toyotą, Williams ogłosił długoterminowe partnerstwo z Cosworthem, używając udoskonalonej wersji silnika CA V8, które były ostatnio użyte w sezonie 2006. Oprócz tego zmienił się także skład kierowców – Nico Rosberg odszedł do Mercedesa, natomiast Kazuki Nakajima miał być kierowcą serbskiej ekipy Stefan GP, jednak nie otrzymali oni miejsca w stawce. Nowymi reprezentantami zespołu zostali Rubens Barrichello i Nico Hülkenberg, natomiast obowiązki niemieckiego kierowcy przejął Valtteri Bottas.
W całym sezonie, Williams był najlepszym zespołem korzystającym z silników Cosworth. Nico Hülkenberg wywalczył podczas Grand Prix Brazylii 2010 pierwsze od pięciu lat pole position. W klasyfikacji konstruktorów, Williams uplasował się na szóstej pozycji, gromadząc 69 punktów.

##### 2011

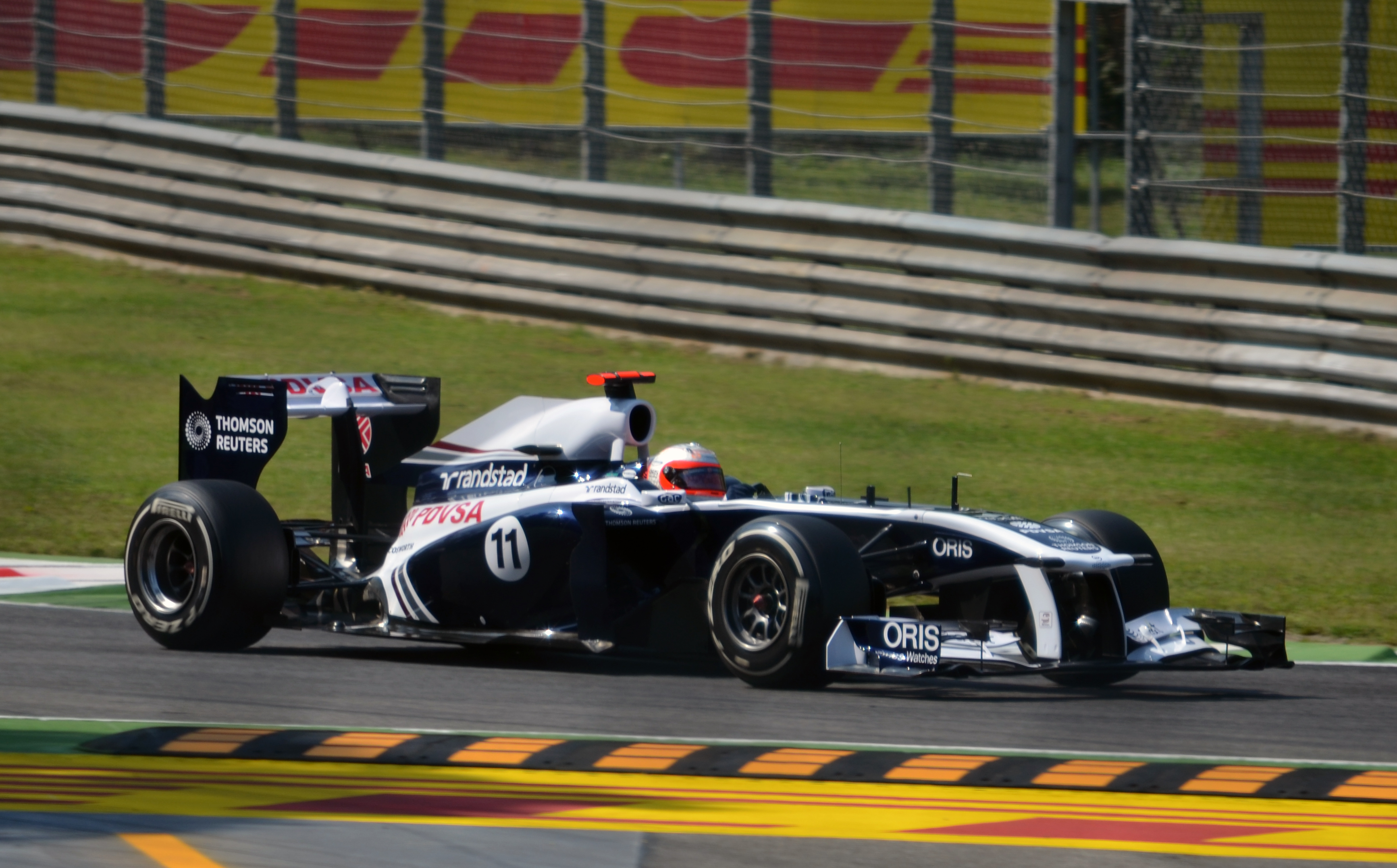
Rubens Barrichello podczas drugiego treningu do Grand Prix Włoch 2011

Po sezonie 2010, Nico Hülkenberg ogłosił, że odchodzi z zespołu. Miejsce niemieckiego kierowcy zajął Pastor Maldonado, który do ekipy wniósł sponsoring wenezuelskiego koncernu PDVSA. Był to zarazem pierwszy nieeuropejski skład kierowców Williamsa od 1981.
Udany poprzedni sezon sprawił, iż zespół miał nadzieję na walkę w pierwszej czwórce klasyfikacji. Choć Barrichello wykręcił najlepszy czas podczas drugiego dnia przedsezonowych testów na torze Circuit de Catalunya, Williams zaliczył jeden z najgorszych startów w historii – zaledwie trzykrotnie kierowcy zdobywali punkty. W klasyfikacji konstruktorów, Williams zakończył rywalizację na dziewiątej pozycji, zdobywając pięć punktów.
W trakcie sezonu 2011 doszło do zmian w zespole – Sam Michael, dotychczasowy dyrektor techniczny i Jon Tomlinson, szef aerodynamików odeszli z zespołu. Nowym dyrektorem technicznym został Mike Coughlan, jednak decyzja ta została oficjalnie potwierdzona 28 października tego samego roku.

#### 2012−2013: Powrót do silników Renault

##### 2012

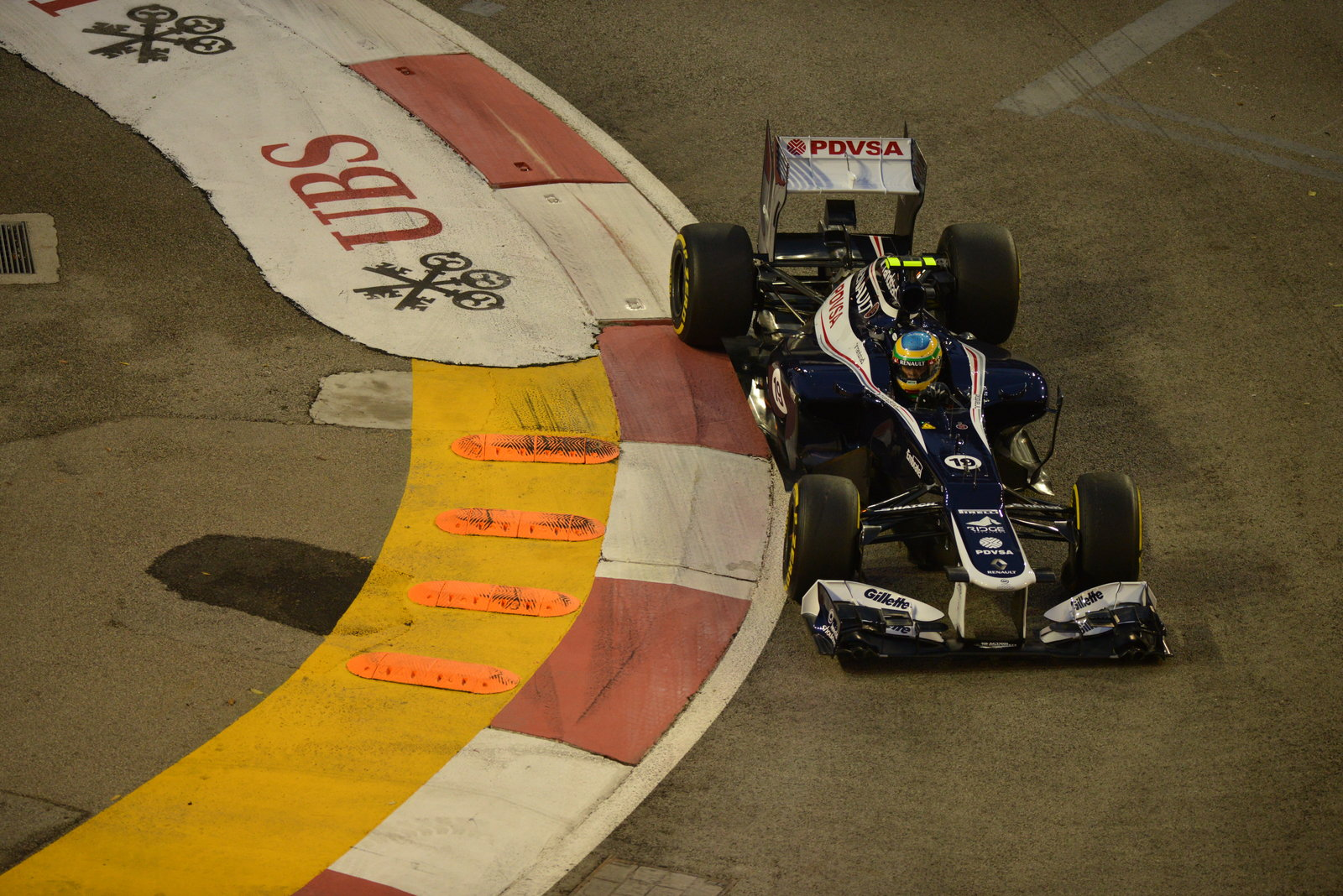
Bruno Senna podczas Grand Prix Singapuru 2012

4 lipca 2011, Williams ogłosił, że od sezonu 2012, Renault będzie ponownie dostarczać jednostki napędowe brytyjskiej stajni. Stajnia zmieniła drugiego kierowcę – Rubensa Barrichello zastąpił Bruno Senna. Kierowcą testowym pozostał Valtteri Bottas, który otrzymał możliwość jazdy podczas czternastu piątkowych treningów, zastępując w sesji brazylijskiego kierowcę. Patrick Head przeniósł się z zespołu do Williams Hybrid Power Limited, firmy zależnej od Williams Grand Prix Holdings. Na początku roku firma telekomunikacyjna AT&T zakończyła współpracę z zespołem, przez co stajnia straciła sponsora tytularnego.
Ponownie doszło do kilku zmian – pod koniec marca, zespół ogłosił odejście Adama Parra ze stanowiska prezesa Williamsa, a jego miejsce zajął Nick Rose, dotychczasowy dyrektor niewykonawczy Williams Grand Prix Holdings. W lipcu tego samego roku, ogłoszono, że Toto Wolff został nowym dyrektorem wykonawczym. Jeszcze wcześniej, Williams ogłosił, że nowym kierowcą rozwojowym została Susie Wolff.
Sezon ten przyniósł pierwsze zwycięstwo Williamsa od Grand Prix Brazylii 2004 – Pastor Maldonado wygrał wyścig o Grand Prix Hiszpanii, startując z pole position. Kierowcy zaczęli coraz częściej punktować, zdobywając w sumie 76 punktów. W klasyfikacji konstruktorów, Williams uplasował się na ósmej pozycji.

##### 2013

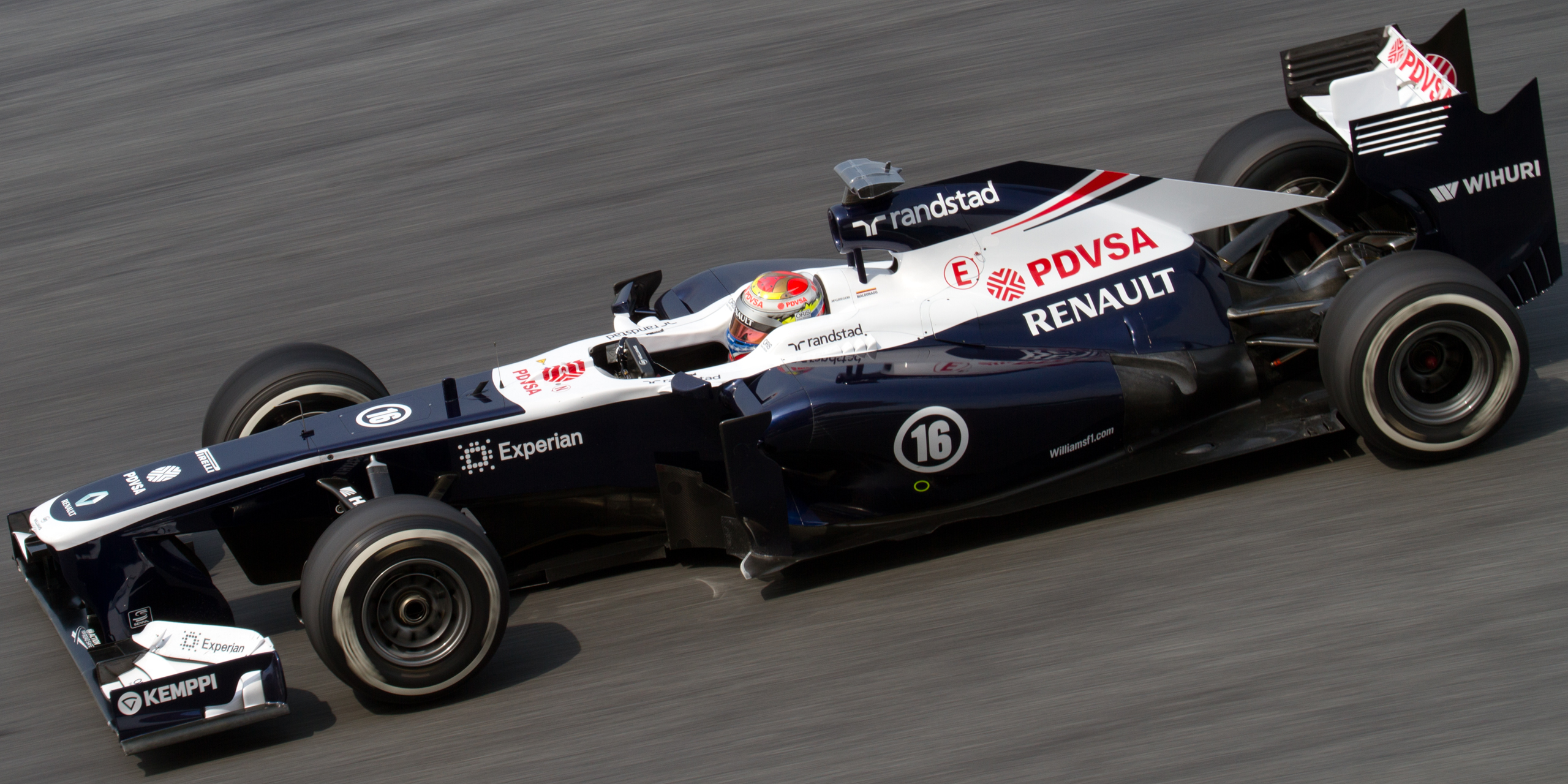
Pastor Maldonado podczas drugiego treningu do Grand Prix Malezji 2013

28 listopada 2012, zespół potwierdził Pastora Maldonado i Valtteriego Bottasa na sezon 2013. Niecały miesiąc później, Mark Gilian, szef operacyjny zespołu, z powodu chęci spędzenia czasu z rodziną, postanowił odejść z zespołu.
Przed sezonem 2013, Christian Wolff został nowym dyrektorem wykonawczym Mercedesa, zachowując udziały w zespole. Później ogłoszono, że Claire Williams została zastępcą szefa zespołu, jednak ogłoszenie zostało opóźnione, ze względu na śmierć żony Franka Williamsa. Dwa miesiące później nastąpiła kolejna zmiana – Mike O’Driscoll został nowym dyrektorem operacyjnym zespołu zastępując Alexa Burnsa.
Sezon ten ponownie okazał się jednym z najgorszych – ósme miejsce Bottasa w Stanach Zjednoczonych i dziesiąte miejsce Maldonado na Węgrzech były jedynymi zdobyczami punktowymi Williamsa przez cały sezon. W jego trakcie, Mike Coughlan postanowił opuścić zespół, a jego obowiązki zaczął pełnić Pat Symonds, dotychczasowy konsultant zespołu Marussia. Pięć punktów dało w sumie dziewiąte miejsce w klasyfikacji konstruktorów.

#### 2014-: Współpraca z Mercedesem

##### 2014

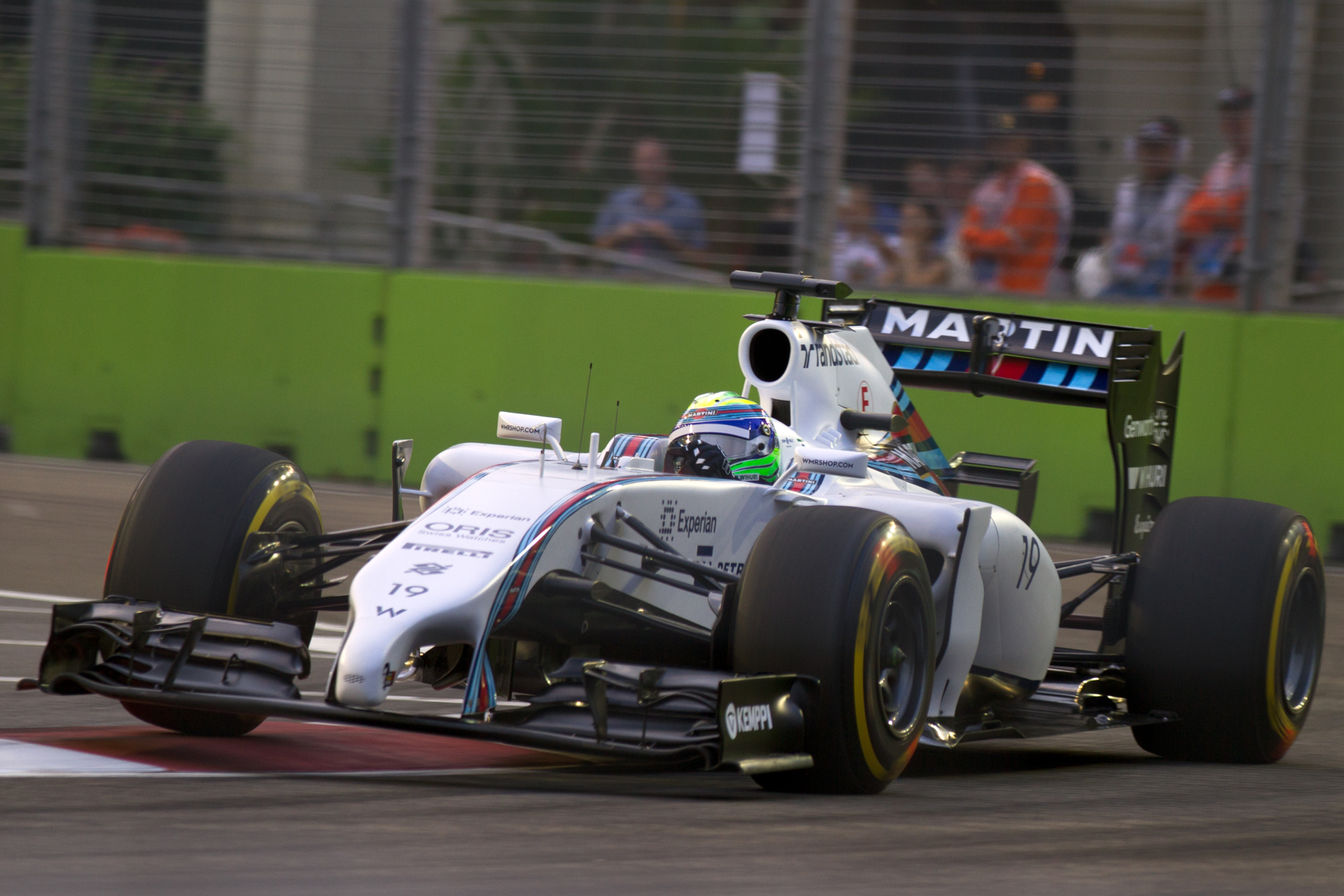
Felipe Massa podczas pierwszego treningu do Grand Prix Singapuru 2014

30 maja 2013, zespół ogłosił, że dostawcą jednostek napędowych od sezonu 2014 będzie Mercedes, jednocześnie dziękując Renault za dotychczasową współpracę. Powodem zmiany dostawcy silników była cena proponowana przez Renault, która okazała się wyższa niż oferta za silniki niemieckiego producenta.
Zmieniono także partnera zespołowego Valtteriego Bottasa. Pastor Maldonado odszedł do ekipy Lotus, a nowym kierowcą Williamsa został Felipe Massa, który wcześniej poinformował, że nie będzie reprezentować Ferrari w sezonie 2014.
18 lutego 2014 ogłoszono ponowne nawiązanie współpracy z Petrobrasem, ponieważ wcześniej, w latach 1998–2008 koncern współpracował z Williamsem. 6 marca zaś zespół potwierdził umowę z Martini Racing, zmieniając nazwę ekipy na Williams Martini Racing i przy okazji zmieniając malowanie samochodu. Susie Wolff pozostała w roli kierowcy rozwojowego, natomiast kierowcą testowym i rozwojowym został Felipe Nasr
Wszystkie te zmiany wpłynęły pozytywnie na zespół – kierowcy zaczęli regularnie zdobywać punkty, a podczas kwalifikacji do Grand Prix Austrii 2014, Felipe Massa zdobył pole position, będąc pierwszym i jedynym kierowcą, który powstrzymał dominację fabrycznego zespołu Mercedesa w kwalifikacjach. Drugie miejsce Bottasa w tej samej sesji sprawiło, że po raz pierwszy od Grand Prix Niemiec 2003, reprezentanci brytyjskiej stajni stanęli w pierwszej linii. W finałowym wyścigu sezonu, Grand Prix Abu Zabi, obaj kierowcy zespołu ukończyli wyścig w pierwszej trójce – Brazylijczyk zajął drugie, a Fin trzecie miejsce, co sprawiło, że po raz pierwszy od Grand Prix Monako 2005 dwaj kierowcy Williamsa stanęli na podium. W klasyfikacji kierowców, najlepszym kierowcą Williamsa był Valtteri Bottas, zajmując czwarte miejsce z liczbą 186 punktów, ulegając jedynie duetowi Mercedesa i Danielowi Ricciardo z Red Bull Racing. Felipe Massa natomiast został sklasyfikowany na siódmej pozycji z dorobkiem 134 punktów. Williams łącznie zgromadził 320 punktów i zajął trzecie miejsce, przegrywając z Mercedesem i Red Bull Racing.

##### 2015

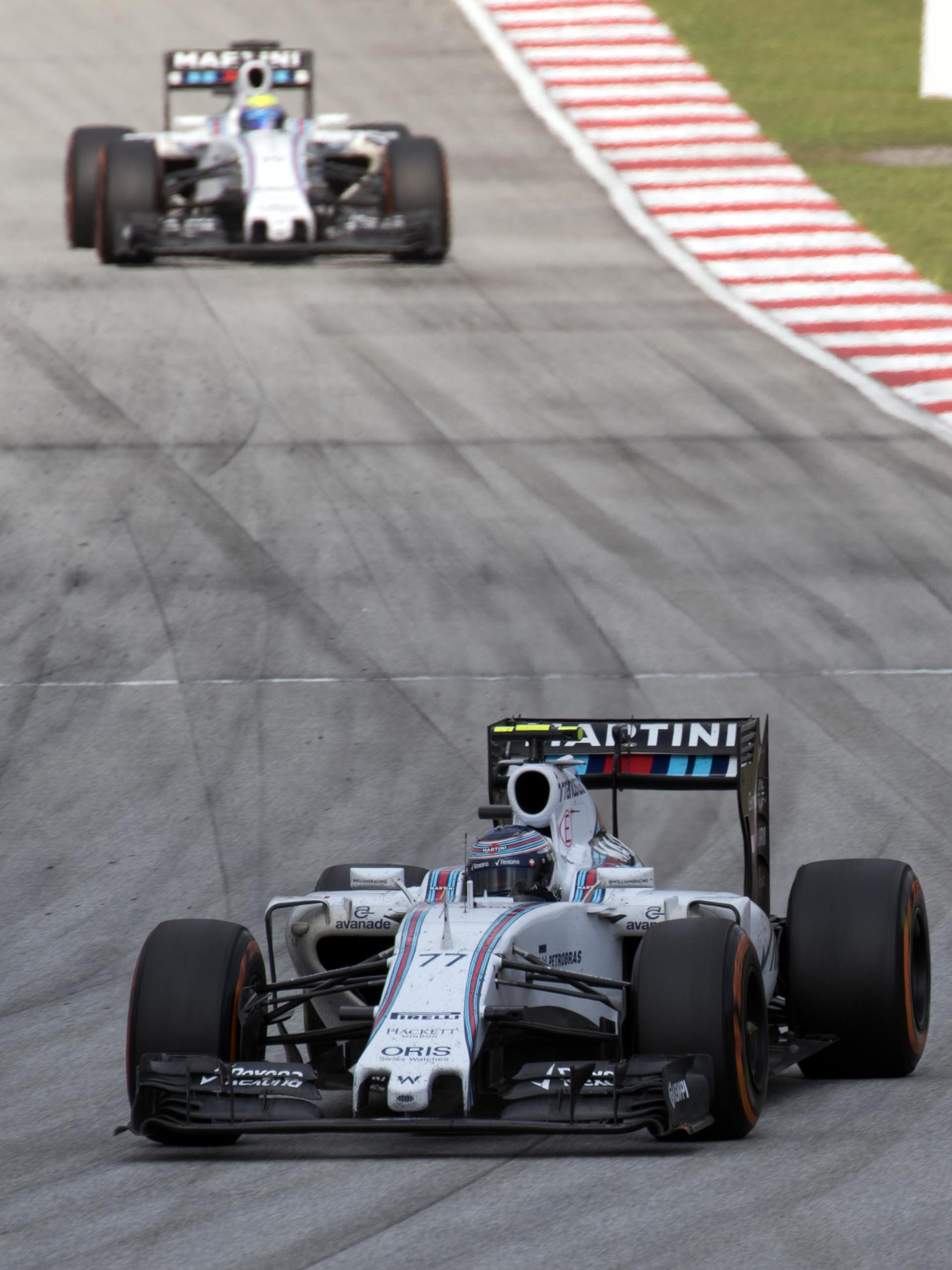
Valtteri Bottas i Felipe Massa podczas Grand Prix Malezji 2015

W trakcie sezonu 2014, Williams postanowił pozostawić w składzie Massę i Bottasa, ucinając plotki o przejściu Fina do McLarena i zastąpieniu Massy przez Felipe Nasra. Susie Wolff za to awansowała do roli kierowcy testowego. Pod koniec roku ogłoszono zatrudnienie Steve’a Nielsena, który poprzednio pracował dla zespołów Arrows, Renault czy Toro Rosso, gdzie ostatnio Brytyjczyk pełnił obowiązki dyrektora sportowego. W styczniu 2015, zespół ogłosił zatrudnienie Alexa Lynna w roli kierowcy testowego i rozwojowego.
Jako że Felipe Nasr został kierowcą zespołu Sauber, stajnia Franka Williamsa nie posiadała kierowcy rezerwowego, co stanowiło problem na wypadek gdyby któryś z kierowców stajni byłby niedysponowany. Problem ten pojawił się kwalifikacjach do Grand Prix Australii 2015, gdy Valtteri Bottas doznał urazu pleców i nie wystartował w wyścigu. Pat Symonds potwierdził, że zastępcami nie byliby ani Susie Wolff ani Alex Lynn, ponieważ są kierowcami testowymi a nie rezerwowymi. Ostatecznie postanowiono zatrudnić w tej roli Adriana Sutila
Mimo mniejszej ilości podium – Massa i Bottas łącznie cztery razy znaleźli się na podium, a ich najlepszym osiągnięciem było trzecie miejsce, to zespół powtórzył wynik z poprzedniego sezonu i zajęli trzecie miejsce z liczbą 257 punktów, a najlepszym kierowcą Williamsa był ponownie Valtteri Bottas, który zajął piąte miejsce mając 136 punktów, o piętnaście więcej niż Felipe Massa.

##### 2016

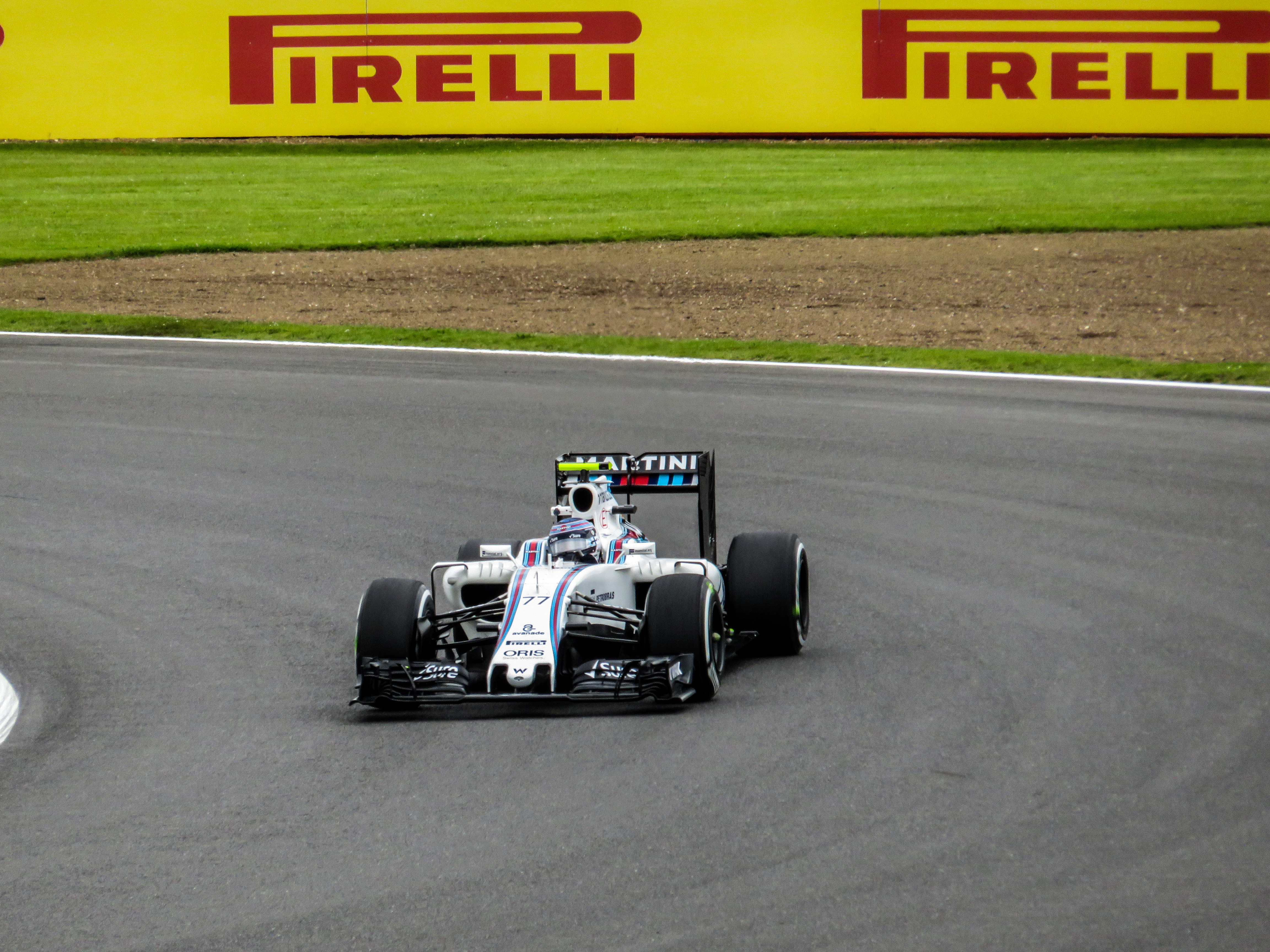
Valtteri Bottas podczas Grand Prix Wielkiej Brytanii 2016

Po sezonie 2015, z zespołem rozstali się Susie Wolff i Adrian Sutil. Jako kierowcę rozwojowego zatrudniono Lance’a Strolla i Gary’ego Paffetta. Nowym kierowcą rezerwowym został Paul di Resta, wcześniej jeżdżący dla Force India, startujący w DTM.
Choć zespół w dalszym ciągu regularnie punktował, to zespół zdobył tylko jedno podium, dzięki Bottasowi, który zajął trzecie miejsce podczas Grand Prix Kanady. W porównaniu do poprzednich dwóch sezonów, Williams spadł o dwa miejsca w klasyfikacji konstruktorów. Najlepszym kierowcą brytyjskiej stajni był Valtteri Bottas, który został sklasyfikowany na ósmej pozycji z 85 punktami, natomiast Felipe Massa zajął jedenastą lokatę z 53 punktami.

##### 2017

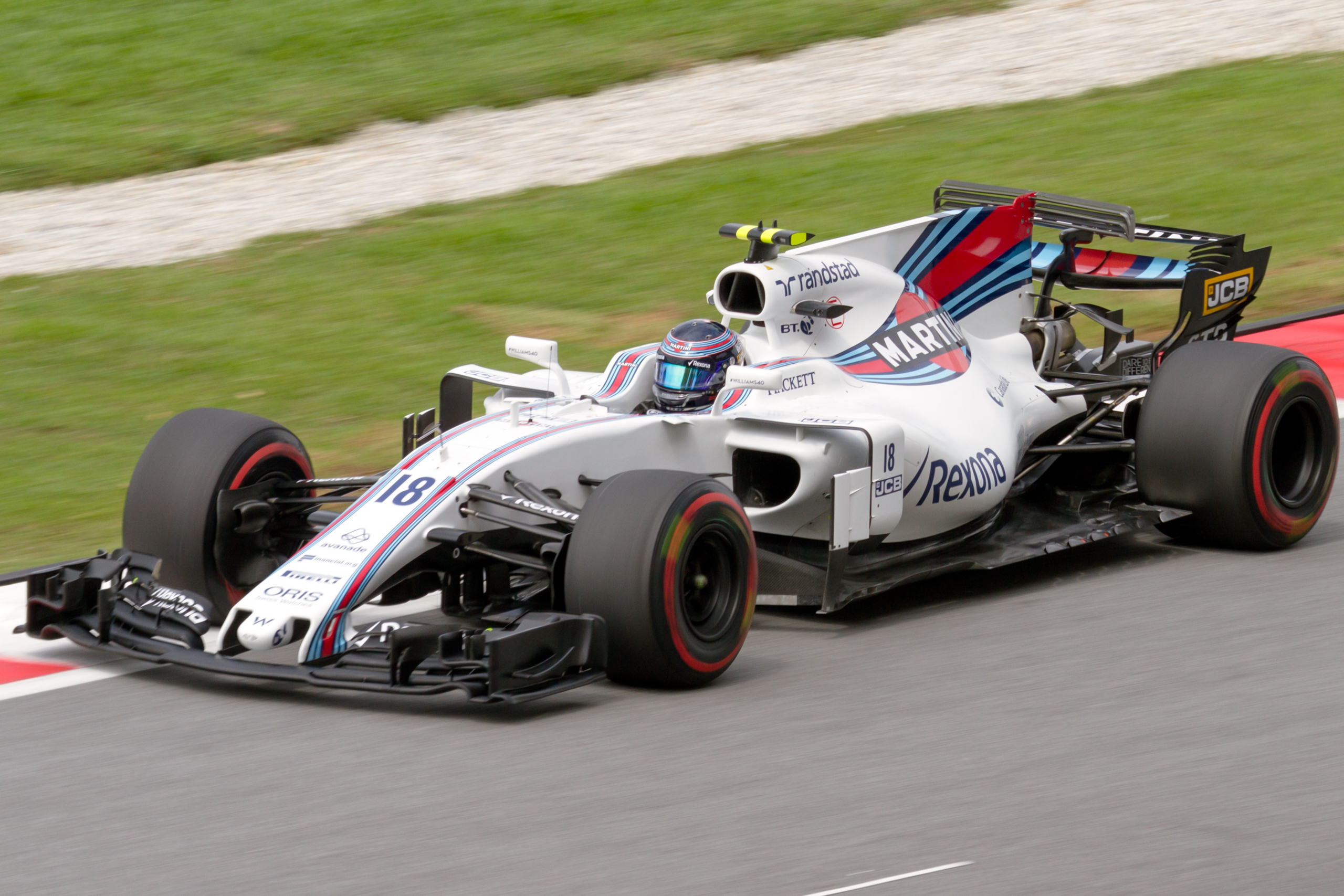
Lance Stroll podczas drugiej sesji treningowej do Grand Prix Malezji 2017

W trakcie Grand Prix Włoch, Felipe Massa ogłosił zakończenie startów w Formule 1 z końcem sezonu 2016. W listopadzie 2016, zespół ogłosił, że kierowcami Williamsa w sezonie 2017 będą Valtteri Bottas i Lance Stroll. Sytuacja się zmieniła, gdy fiński kierowca otrzymał zgodę na starty w zespole Mercedes, zastępując Nico Rosberga, który postanowił zakończyć starty w Formule 1 ze skutkiem natychmiastowym. W tej sytuacji, Williams ponownie zatrudnił Massę, odraczając koniec przygody z Formułą 1 o kolejny rok. Czynnikiem decydującym o zatrudnieniu Brazylijczyka był minimalny wiek kierowcy, wymagany przez sponsora tytularnego, który mówił, że kierowca powinien mieć ukończone 25 lat. Kierowcą rezerwowym pozostał Paul di Resta.
Zespół także postanowił zatrudnić Dirka de Beera na stanowisko szefa działu aerodynamicznego. Pod koniec poprzedniego roku, z roli dyrektora technicznego ustąpił Pat Symonds. Jego miejsce zajął Paddy Lowe, który przeszedł z Mercedesa, wracając do zespołu po 24 latach.
W trakcie sezonu, ze względu na złe samopoczucie, podczas Grand Prix Węgier, Felipe Massa został zastąpiony przez Paula di Restę. Mimo tego, że Williams zakończył zmagania na piątej pozycji, tak jak w sezonie 2016, to zdobył mniej punktów. Jedyne podium dla zespołu zdobył Stroll podczas Grand Prix Azerbejdżanu 2017. W klasyfikacji kierowców, Felipe Massa zajął jedenaste miejsce z 43 punktami. Pozycje niżej został sklasyfikowany Lance Stroll, który zdobył trzy punkty mniej od Brazylijczyka.

##### 2018

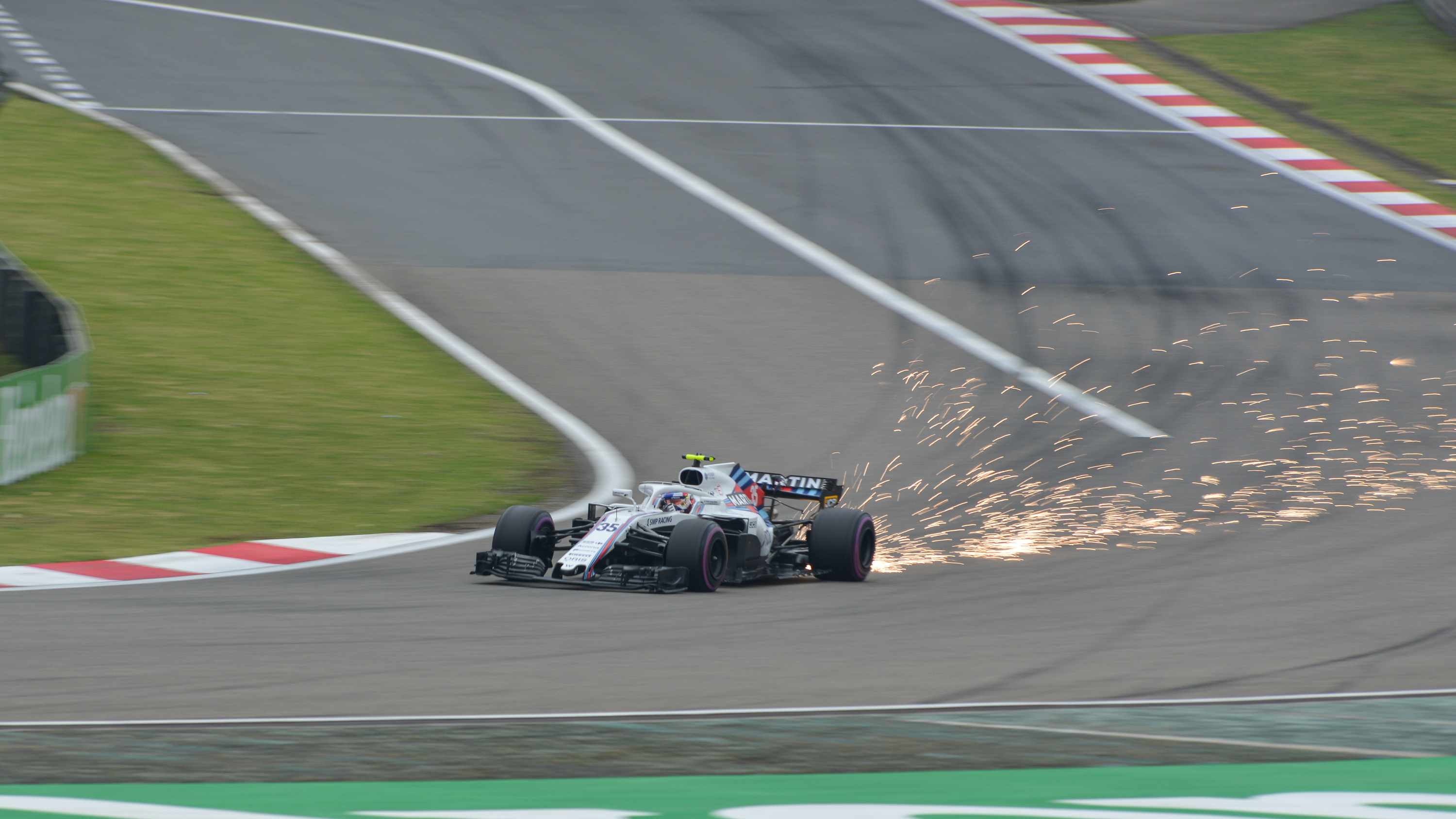
Siergiej Sirotkin podczas kwalifikacji do Grand Prix Chin 2018

W listopadzie 2017, Felipe Massa podjął definitywną decyzję o zakończeniu startów z końcem sezonu. W walce o fotel drugiego kierowcy liczyli się m.in. Paul di Resta czy Robert Kubica. Po testach posezonowych w Abu Zabi ostatecznie rywalizowali Kubica i Siergiej Sirotkin, który jeździł z Williamsem podczas testów. Ostatecznie partnerem zespołowym Lance’a Strolla został Rosjanin, natomiast Polak został kierowcą rezerwowym stajni.
Sezon ten okazał się jednym z najgorszych w historii stajni – Stroll i Sirotkin łącznie zdobyli siedem punktów, co dało zespołowi dziesiąte miejsce w klasyfikacji konstruktorów. Kierowcy Williamsa w klasyfikacji kierowców zostali sklasyfikowani na samym końcu stawki – Kanadyjczyk i Rosjanin zostali sklasyfikowani odpowiednio na osiemnastej i dwudziestej pozycji. W klasyfikacji, kierowców brytyjskiej stajni rozdzielił tylko Brendon Hartley z ekipy Scuderia Toro Rosso.

##### 2019

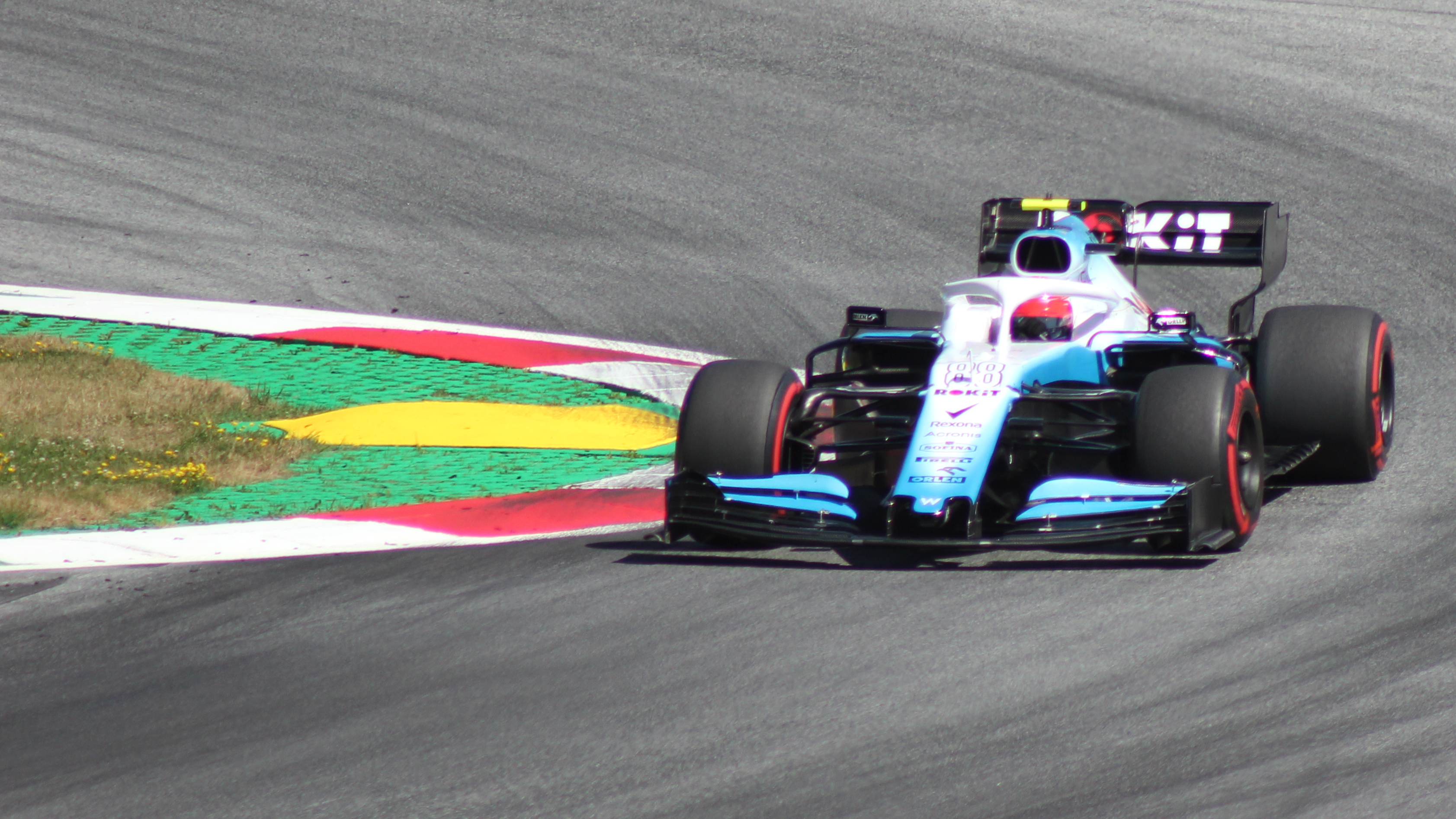
Robert Kubica podczas Grand Prix Austrii 2019

Sezon 2019 był dla Williamsa sezonem pełen zmian – jeszcze przed rozpoczęciem sezonu 2018, Martini postanowiło o zakończeniu współpracy z końcem sezonu. Nowym sponsorem tytularnym zespołu została firma telekomunikacyjna ROKiT. Zmienił się także skład kierowców – Lance Stroll odszedł do zespołu Racing Point, natomiast Siergiej Sirotkin, wskutek wycofania wsparcia jego sponsora z zespołu postanowił opuścić zespół i ponownie został kierowcą rezerwowym Renault. Nowymi kierowcami ekipy zostali George Russell, mistrz Formuły 2 i Robert Kubica, dla którego to był pierwszy pełny sezon od 2010. Williams postanowił także zatrudnić Nicholasa Latifiego w roli kierowcy rezerwowego. Również sponsorem zespołu został PKN Orlen.
Zespół miał nadzieję na lepszy sezon, poprzez wprowadzenie zmian w organizacji i pracy zespołu. Problemy pojawiły się, kiedy poinformowano, że samochód FW42 nie będzie gotowy na wyjazd pierwszego dnia testów przedsezonowych. Ostatecznie, ekipie ubyły dwa z trzech dni testowych. W związku z tym, Williams rozpoczął sezon poza zasięgiem zespołów z końca stawki – podczas kwalifikacji do Grand Prix Australii, czas Russella był o 1,3 sek. wolniejszy od Carlosa Sainza z McLarena, który zajął osiemnaste miejsce. W wyścigu, Russell i Kubica ukończyli wyścig ze stratą odpowiednio dwóch i trzech okrążeń do Valtteriego Bottasa.
W całym sezonie, mimo dobrej niezawodności, ekipie udaje się zdobyć zaledwie jeden punkt zdobyty przez Roberta Kubicę podczas Grand Prix Niemiec. Wywalczony został jednak po karze nałożonej na kierowców Alfy Romeo. To sprawia, że zespół kończy rywalizację na ostatniej, dziesiątej pozycji. W trakcie sezonu, ROKiT przedłużył umowę sponsorską do 2023, natomiast Mercedes postanowił o kontynuowaniu dostarczania jednostek napędowych do 2025. Zespół również postanowił zatrudnić Jamie Chadwick w charakterze kierowcy rozwojowego.

##### 2020
Przed Grand Prix Singapuru, Robert Kubica poinformował, że zakończy współpracę z Williamsem z końcem roku. W związku z odejściem Kubicy, współpracę zakończył także PKN Orlen. Po sezonie 2019 zakończyła się także współpraca Williamsa z firmą Unilever, która reklamowała na samochodach zespołu markę Rexona. Miejsce polskiego kierowcy w zespole zajął Nicholas Latifi, dotychczasowy kierowca rezerwowy.
Przed rozpoczęciem sezonu, Williams postanowił zatrudnić Dana Ticktuma i Roya Nissany’ego w roli kierowców testowych. Natomiast 4 lutego 2020, ekipa poinformowała, że kierowcą rezerwowym został Jack Aitken, dotychczas kierowca testowy Renault i członek programu rozwojowego producenta.
W maju 2020, zespół postanowił o zakończeniu sponsoringu tytularnego z amerykańską firmą telekomunikacyjną, mimo umowy do 2023 roku. Jednocześnie ekipa poinformowała o rozpoczęciu procesu sprzedaży zespołu. Ostatecznie nowym właścicielem zespołu została amerykańska grupa inwestycyjna Dorilton Capital. Nowi właściciele zapowiedzieli zachowanie nazwy ekipy i siedziby w Grove. We wrześniu 2020 na pełniącego obowiązki dyrektora zespołu został powołany Simon Roberts.
Mimo tego, że kierowcy często dojeżdżali do mety, to po raz pierwszy od momentu istnienia zespołu, ekipa nie zdobyła ani jednego punktu, kończąc mistrzostwa ponownie na dziesiątej pozycji w klasyfikacji. Blisko punktów byli Nicholas Latifi w Grand Prix Austrii i Grand Prix Emilii-Romanii i George Russell w Grand Prix Toskanii. Pod koniec roku, nowym dyrektorem wykonawczym Williamsa został Jost Capito.

##### 2021

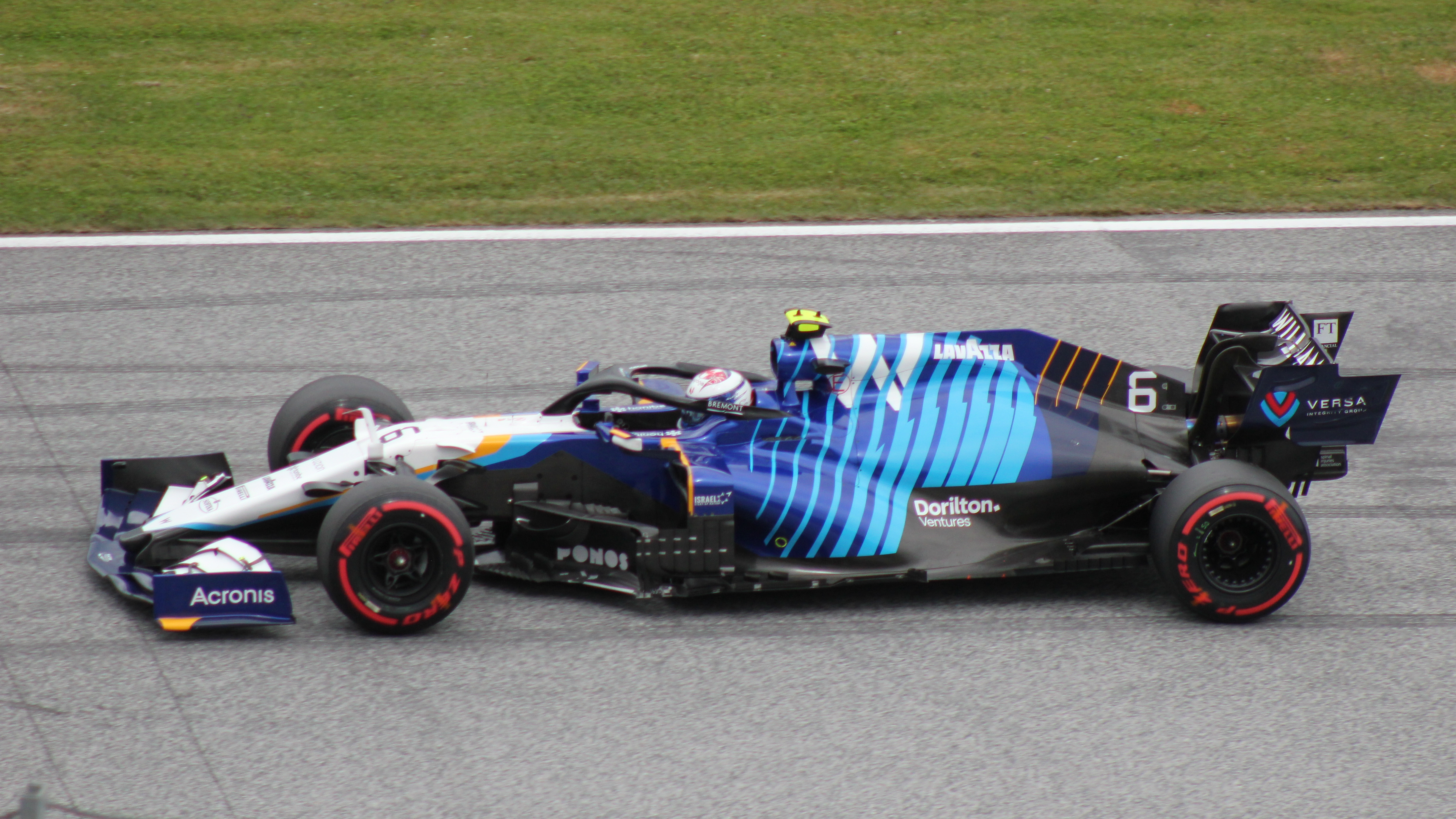
Nicholas Latifi podczas Grand Prix Austrii 2021

Na początku roku, do zespołu dołączył Jenson Button, który został starszym doradcą zespołu. Dwa miesiące później ogłoszono zatrudnienie François-Xaviera Demaisona na stanowisko dyrektora technicznego zespołu. Natomiast w czerwcu, Simon Roberts zrezygnował z roli szefa zespołu, a jego obowiązki przejęli Jost Capito i François-Xavier Demaison. Na początku sierpnia, Dan Ticktum został zwolniony z funkcji kierowcy rozwojowego ekipy. 28 listopada 2021 zmarł Frank Williams, założyciel zespołu.
Podczas Grand Prix Węgier, Nicholas Latifi i George Russell dojechali pierwotnie odpowiednio na ósmej i dziewiątej pozycji, jednak po dyskwalifikacji Sebastiana Vettela awansowali o jedno miejsce i tym samym kierowcy Williamsa zdobyli pierwsze punkty od Grand Prix Niemiec 2019 i były to jednocześnie pierwsze podwójne punkty od Grand Prix Włoch 2018. W Grand Prix Belgii, Russell zdobył pierwsze podium dla ekipy od Grand Prix Azerbejdżanu 2017, zajmując drugie miejsce. Był to też drugi wyścig, w którym punktowali obaj kierowcy Williamsa, ponieważ Latifi został sklasyfikowany na dziewiątej pozycji. George Russell zdobywał punkty także w Grand Prix Włoch (gdzie był dziewiąty) i Grand Prix Rosji (gdzie Brytyjczyk dojechał jako dziesiąty). W całym sezonie ekipa uzbierała 23 punkty i została sklasyfikowana na ósmej pozycji, wyprzedzając Alfę Romeo i Haasa.

##### 2022
Już we wrześniu 2021 ogłoszono, że George Russell zastąpi Valtteriego Bottasa w zespole Mercedes. O miejsce w zespole łączeni byli m.in. Nico Hülkenberg czy Nyck de Vries. Ostatecznie nowym partnerem zespołowym Nicholasa Latifiego został Alexander Albon, wracając do najwyższej serii po roku przerwy.
Przed sezonem Williams ogłosił zawarcie umowy partnerskiej z firmą Duracell. Albon zdobył punkty w Miami, Australii i Belgii. Tajski kierowcą przed trzecią sesją treningową do Grand Prix Włoch wycofał się z pozostałej części weekendu z powodu złego samopouczucia i zapalenia wyrostka robaczkowego. Jego miejsce na ten wyścig zajął Nyck de Vries, który w debiucie zajął dziewiąte miejsce.
W całym sezonie ekipa uzbierała osiem punktów i została sklasyfikowana na dziesiątej pozycji.

##### 2023

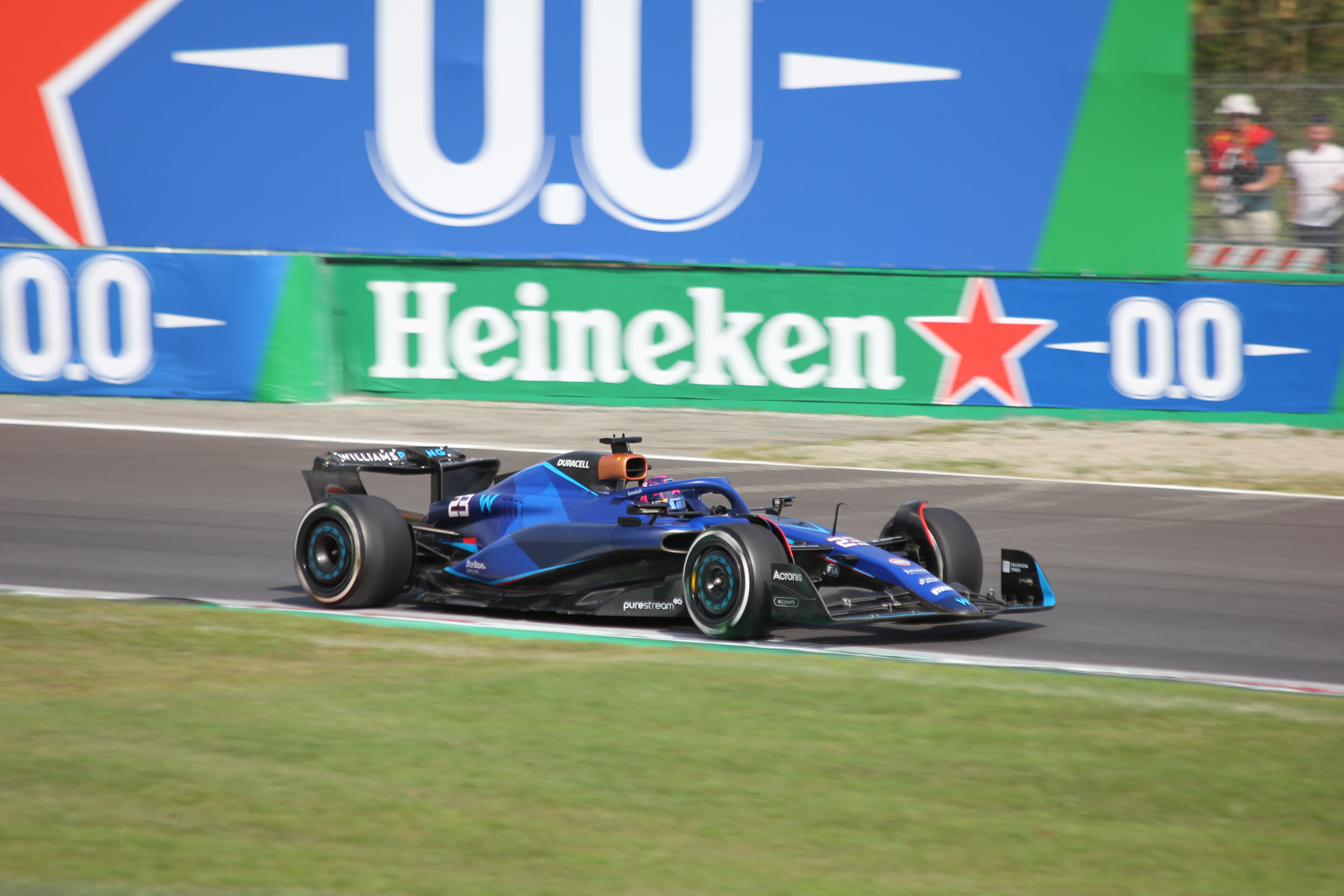
Alexander Albon podczas Grand Prix Włoch 2023

Po zakończeniu sezonu 2022 z zespołu odszedł Nicholas Latifi. Miejsce kanadyjskiego kierowcy zajął Logan Sargeant, dotychczas startujący w Formule 2. Pod koniec 2022 roku z zespołu odeszli Jost Capito i François-Xavier Demaison. Nowym szefem zespołu został James Vowles, który dotychczas był strategiem Mercedesa. Podczas prezentacji malowania potwierdzono zdobycie nowego sponsora, którym została firma petrochemiczna Gulf. W trakcie Grand Prix Belgii ogłoszono, że nowym dyrektorem technicznym został Pat Fry, który funkcję tę objął 1 listopada.
Tym razem, Albon poprawił się, punktując siedmiokrotnie, notując najlepszy występ w Kanadzie i we Włoszech, gdzie dojeżdżał na siódmej pozycji. Sargeant skorzystał na dyskwalifikacji Lewisa Hamiltona i Charlesa Leclerka w Grand Prix Stanów Zjednoczonych i zajął dziesiąte miejsce, zdobywając jeden punkt - był to pierwszy punktowany wyścig dla amerykańskiego kierowcy od Grand Prix Włoch 1993.
W całym sezonie kierowcy Williamsa zdobyli 28 punktów, co dało siódme miejsce w klasyfikacji konstruktorów.

##### 2024
Alexander Albon i Logan Sargeant pozostali kierowcami Williamsa na sezon 2024. Na początku stycznia, zespół przedłużył umowę z Mercedesem na dostawy jednostek napędowych do sezonu 2030.
W pierwszej połowie sezonu punkty zdobywał tylko Albon, zajmując dziewiąte miejsce w Monako i Wielkiej Brytanii. Przed Grand Prix Emilii-Romanii, tajski kierowca podpisał nową wieloletnią umowę, dzięki której pozostanie z zespołem w nowej generacji samochodów, które zadebiutują w sezonie 2026. Natomiast słabe starty amerykańskiego kierowcy spowodowały, że szef James Vowles przyznał, że pozycja Sargeanta jest zagrożona, nie wykluczając nawet rozstania się z kierowcą przed końcem sezonu . Ostatecznie Williams rozstał się z Amerykaninem po Grand Prix Holandii, a jego miejsce zajął członek Williams Driver Academy Franco Colapinto, stając się pierwszym argentyńskim kierowcą startującym w Formule 1 od 2001.
Do końca sezonu kierowcy punktowali w trzech wyścigach, natomiast w Grand Prix Azerbejdżanu zespół zanotował swój najlepszy występ w sezonie – Albon i Colapinto zajęli odpowiednio siódme i ósme miejsce. 
Kierowcy Williamsa zdobyli łącznie 17 punktów, co dało dziewiąte miejsce w klasyfikacji konstruktorów.

##### 2025
Po przedłużeniu kontraktu z Alexandrem Albonem, Williams szukał drugiego kierowcy na sezon 2025. W walce o fotel drugiego kierowcy mieli liczyć się m.in. Valtteri Bottas i Esteban Ocon. Zespół podjął również rozmowy z Carlosem Sainzem, który był na rynku transferowym od lutego 2024, kiedy ogłoszono przejście Lewisa Hamiltona do Ferrari – pod koniec lipca zespół ogłosił podpisanie kontraktu z Hiszpanem

## Williams Group
Williams Grand Prix Holdings to spółka publiczna Williams Group, do której należy zespół Formuły 1 i inne, takie jak Williams Heritage, Williams Grand Prix Technologies (WGPT) oraz współpraca z innymi markami. Była to również dawna spółka macierzysta Williams Hybrid Power i Williams Advanced Engineering.

## Własność
20 listopada 2009 poinformowano, że Frank Williams i Patrick Head sprzedali część udziałów w zespole austriackiej spółce inwestycyjnej, prowadzonej przez Toto Wolffa. Austriak przyznał, że to była decyzja komercyjna. Po tym kiedy Wolff objął stanowisko dyrektora wykonawczego Mercedesa, w czerwcu 2014 sprzedał 5% udziałów Bradowi Hollingerowi a kilka miesięcy później kolejne pięć procent. W grudniu 2017 stan przedstawiał się następująco – 51,7% udziałów należało do Franka Williamsa, 11,7% do Brada Hollingera, 9,3% do Patricka Heada. 24,1% akcji trafiło do Frankfurter Wertpapierbörse, natomiast pozostałe 3,6% udziałów powierzono funduszowi powierniczemu pracowników zespołu.
4 lutego 2011, Williams ogłosił wejście na giełdę Frankfurter Wertpapierbörse, w celu zapewnienia lepszej przyszłości zespołu. Miesiąc później, zespół zadebiutował na frankfurckiej giełdzie papierów wartościowych.
Pod koniec maja 2020, po opublikowaniu sprawozdania finansowego, które wykazało trzynaście milionów funtów straty, poinformowano o rozpoczęciu procesu sprzedaży zespołu. Trzy miesiące później ogłoszono, że Dorilton Capital zostało nowym właścicielem ekipy, zapewniając zachowanie nazwy i siedziby w Grove. Po Grand Prix Włoch 2020, rodzina Williamsów zrezygnowała z dalszego kierowania zespołem.

### Williams Advanced Engineering

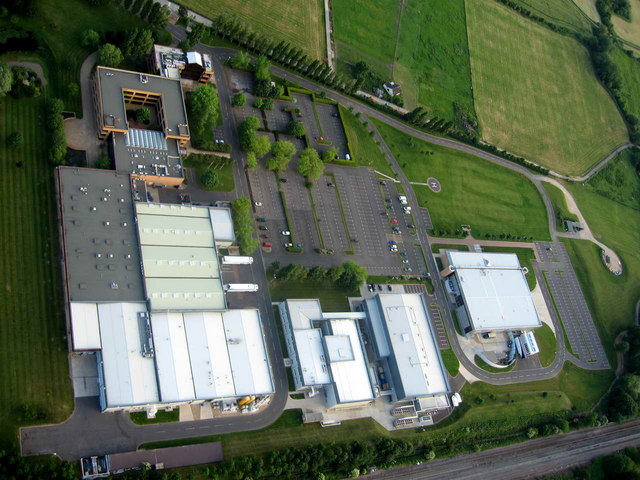
Siedziba zespołu Williams w Grove widziana z lotu ptaka

Williams Advanced Engeering (WAE) jest działem technologii i usług inżynieryjnych Williams Group. Siedziba znajduje się w sąsiedztwie obiektów zespołu Williams. Docelowo WAE trafia m.in. do motoryzacji, sportów motorowych, lotnictwa cywilnego, obrony (lądowej, morskiej i powietrznej), energii odnawialnej czy nauki sportowej.
Firma zapewniała technologię baterii stosowanych w Formule E w latach 2014–2018. Współpracował z Jaguarem przy budowie supersamochodu hybrydowego C-X75. Williams zbudował z Jaguarem sześć samochodów C-X75, które używane były w filmie Spectre. WAE wspierało także rozwój i budowę singapurskiego samochodu elektrycznego Vanda Dendrobium.
W czerwcu 2013, WAE ogłosiło współpracę z Nismo, marką Nissana, dzięki której brytyjska firma ma być partnerem w rozwoju samochodów drogowych o wysokich osiągach.
W sierpniu 2017, firma ogłosiła współpracę z Singer Vehicle Design, a pierwszym owocem tej pracy był zmodyfikowany, wolnossący, chłodzony powietrzem, płaski silnik Porsche 911 i pojemności czterech litrów, z czterema zaworami na cylinder i czterema wałkami rozrządu o mocy 500 KM.
2 maja 2019 ogłoszono, że Williams Advanced Engineering dostarczy baterie do serii ETCR, która ma ruszyć w 2020 roku. W grudniu tego samego roku ogłoszono sprzedaż większościowych udziałów spółce EMK Capital, zachowując część swoich udziałów
W latach 2014–2015 firma generowała przychody w wysokości 10,9 milionów funtów, przy zyskach w wysokości miliona funtów.
W 2022, Williams Advanced Engineering został sprzedany firmie Fortescue za ponad 222 miliony dolarów. 

### Williams Hybrid Power
Williams Hybrid Power założono w 2008. Firma ta opracowywała własny system odzyskiwania energii przez koło zamachowe. Podczas gdy inne zespoły opracowywały swoją technologię odzyskiwania energii kinetycznej (KERS), Williams postanowił zastosować swój system energii w innych samochodach. Z powodu zmian technicznych w Formule 1 brytyjski zespół nie wykorzystał swojego systemu. Wykorzystał go za to w innych samochodach wyścigowych – m.in. w Audi R18, które wygrało 24-godzinny wyścig Le Mans w 2012, wykorzystując technologię opracowaną przez Williams Hybrid Power. Technologia ta została wprowadzona również w autobusach dzięki umowie zawartej z Go-Ahead Group, największą grupą transportową w Wielkiej Brytanii.
1 kwietnia 2014 Williams Hybrid Power został sprzedany firmie GKN za osiem milionów funtów, a jej nazwa została zmieniona na GKN Hybrid Power. Mike O’Driscoll zapewnił, że GKN jest lepiej przygotowane do produkcji projektów hybrydowych na rynek masowy.

### Williams Heritage
Williams Heritage zajmuje się starymi podwoziami Williamsa, które były używane w Formule 1. Firma przygotowuje nadwozia, które nie są już używane przez zespół bądź są wykorzystywane na wydarzenia historyczne lub do pokazowych przejazdów. Siedziba Williams Heritage znajduje się w Grove, podobnie jak fabryka zespołu. Za ten pion odpowiedzialny jest obecnie Jonathan Kennard.

## Inne serie wyścigowe i samochody

### Grupa B
W 1984 roku, Williams na zlecenie Rovera opracował w ciągu pół roku samochód MG Metro 6R4, posiadający sześciocylindrowy silnik i napęd na cztery koła. Samochód został dostosowany przepisów obowiązujących w Rajdowych Mistrzostwach Świata w Grupie B i używany w latach 1985–1986.

### Formuła 2
Na zlecenie firmy MotorSport Vision, kierowanej przez promotora serii, Jonathana Palmera, Williams zaprojektował i skonstruował samochód Williams JPH1, napędzany silnikiem Audi.

### Formuła E
11 czerwca 2013, Williams poinformował, że dołączy do Formuły E jako dostawca akumulatorów dla samochodów w tejże serii. Williams Advanced Engineering współpracuje z Jaguarem od ich debiutanckiego sezonu.

### British Touring Car Championship
Williams wszedł do serii British Touring Car Championship w sezonie 1995, przejmując program rozwojowy ekipy Renault Dealer Racing. Jego kierowcami byli Alain Menu i Will Hoy. Pierwsze zwycięstwo zostało zdobyte już w piątym wyścigu sezonu na torze Silverstone Circuit przez szwajcarskiego kierowcę. Pierwszy sezon dla zespołu zakończył się pomyślnie – w klasyfikacji kierowców Menu zdobył tytuł wicemistrzowski, Hoy był na czwartej pozycji, natomiast Renault zostało najlepszym producentem. Ten sam skład pozostał w sezonie 1996 – ponownie okazał się on dobry dla zespołu. Menu czterokrotnie zdobył pole position i czterokrotnie wygrał wyścig, trzykrotnie był drugi i czterokrotnie trzeci. To wystarczyło ponownie do zdobycia tytułu wicemistrza tracąc 92 punkty do mistrza, którym został Frank Biela. Hoy stał na podium trzykrotnie – był dwukrotnie drugi i raz trzeci. W klasyfikacji zajął dziewiąte miejsce. W klasyfikacji konstruktorów zespół zajął czwarte miejsce tracąc punkt do Volvo.
W 1997, miejsce Willa Hoya zajął Jason Plato. Sezon ten był zdecydowanie najlepszym w historii startów – zespół zwyciężył w 15 z 24 wyścigów. Alain Menu sięgnął po tytuł mistrzowski z liczbą 281 punktów. Jason Plato był trzeci z 170 punktami a do tytułu wicemistrza, który zdobył Frank Biela stracił zaledwie jeden punkt. W klasyfikacji konstruktorów i zespołów Williams sięgnął po tytuł mistrzowski. Rok później, zespół odniósł cztery zwycięstwa, jednak Menu nie obronił mistrzostwa zajmując czwartą pozycję, tuż za swoim kolegą zespołowym. W sezonie 1999, Alain Menu przeniósł się Team Mondeo, a jego miejsce zajął Jean-Christophe Boullion. Sezon był dużo gorszy niż poprzednie a jedynym sukcesem było zwycięstwo Plato w drugim wyścigu drugiej rundy na torze Silverstone. Po tym sezonie, Renault wycofało się z BTCC.

### 24h Le Mans
Przed nawiązaniem współpracy BMW Motorsport z Williamsem, w latach 1998−1999 brytyjska stajnia skonstruowała dla niemieckiego producenta prototypy BMW V12 LM i BMW V12 LMR.
Pierwszy z nich został użyty przez niemieckiego producenta w 24-godzinnym wyścigu w 1998, lecz żaden z nich nie ukończył wyścigu zajmując 41. i 42. miejsce zaliczając odpowiednio 60 i 43 okrążenia. Drugi, użyty rok później dał zwycięstwo w wyścigu 24h Le Mans, a zwycięskimi kierowcami byli Pierluigi Martini, Yannick Dalmas i Joachim Winkelhock.

### Renault Clio Williams
Nazwisko założyciela zespołu i jego logo wykorzystano w samochodzie Renault Clio Williams. Samochód wybudowany został przez Renault w 1992 roku i miał być homologowany do grupy A rajdowych mistrzostw Francji. Do lipca 1995 zbudowano 12 100 sztuk samochodu, natomiast 311 samochodów trafiło do Niemiec. W sezonie 1996 Formuły 1 pełnił on rolę samochodu bezpieczeństwa.

### Porsche 911 GT3R Hybrid
11 lutego 2010, zespół ogłosił współpracę z Porsche, polegające na dostarczeniu energii kinetycznej opracowanej przez Williams Hybrid Power i użyciu go w samochodzie Porsche 911 GT3R Hybrid. Samochód został zaprezentowany podczas Geneva Motor Show w 2010, a na torze zadebiutował podczas 4-godzinnego wyścigu na torze Nürburgring w kwietniu tego samego roku. 28 maja 2011, na tym samym torze, samochód odniósł pierwsze zwycięstwo w składzie: Richard Lietz, Marco Holzer i Patrick Long.

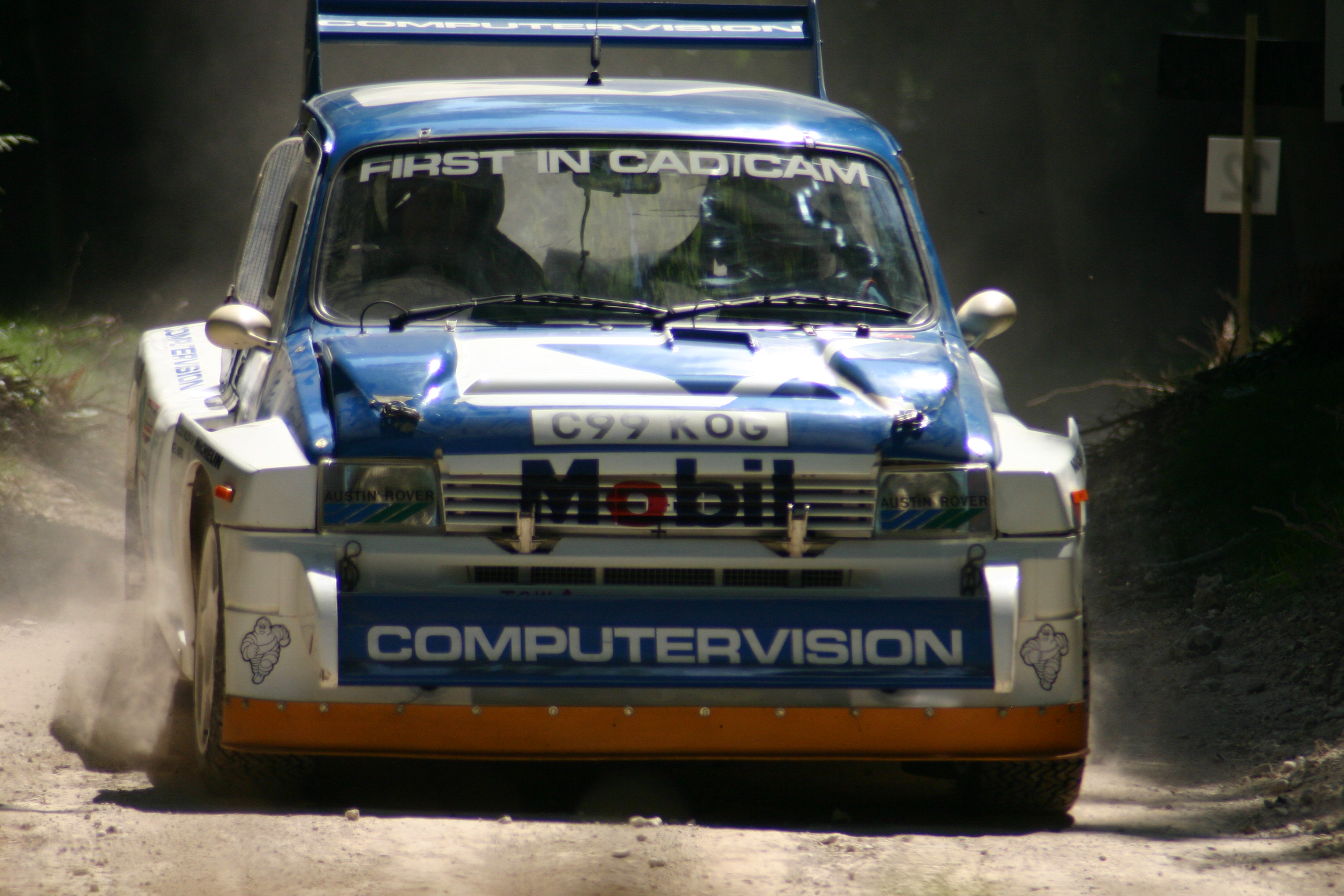
MG Metro 6R4
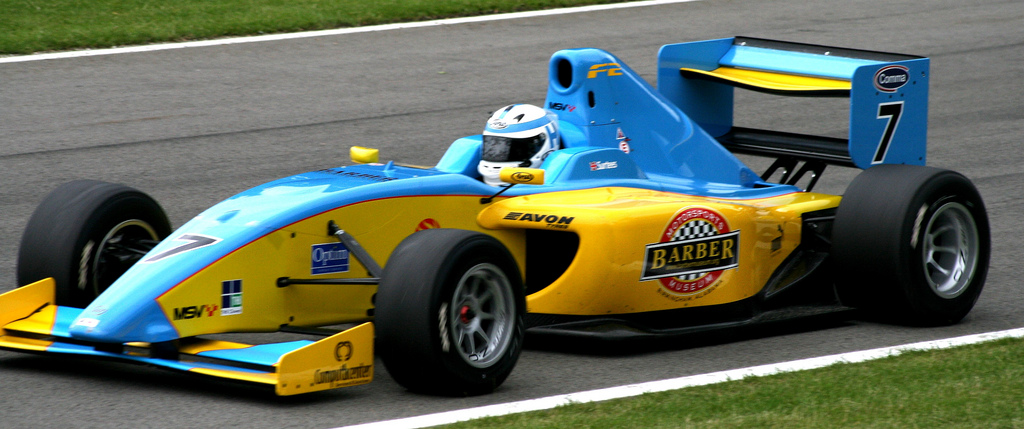
Henry Surtees w modelu Williams JPH1
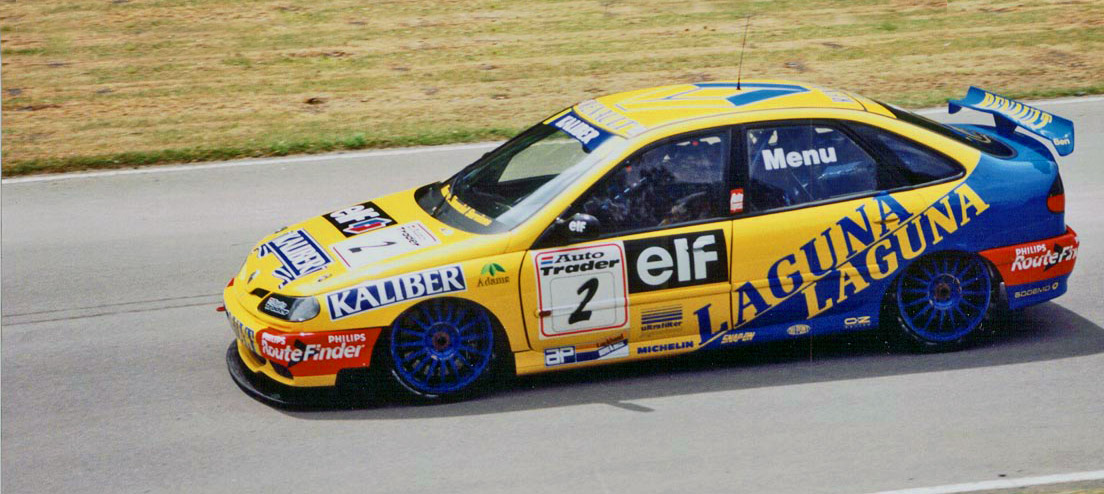
Alain Menu (Williams Renault Dealer Racing) podczas wyścigu BTCC na torze Brands Hatch w 1996
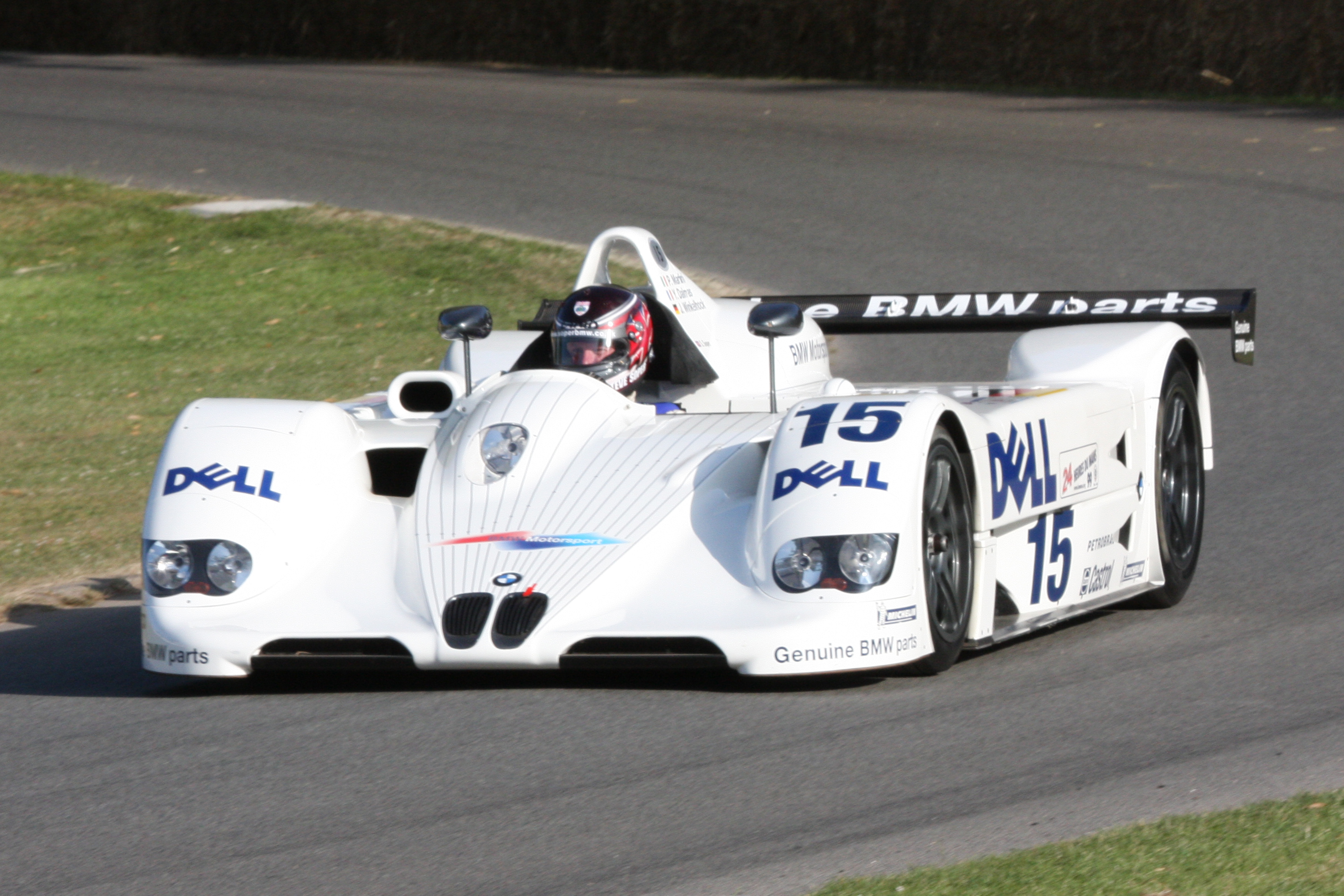
BMW V12 LMR (1999)
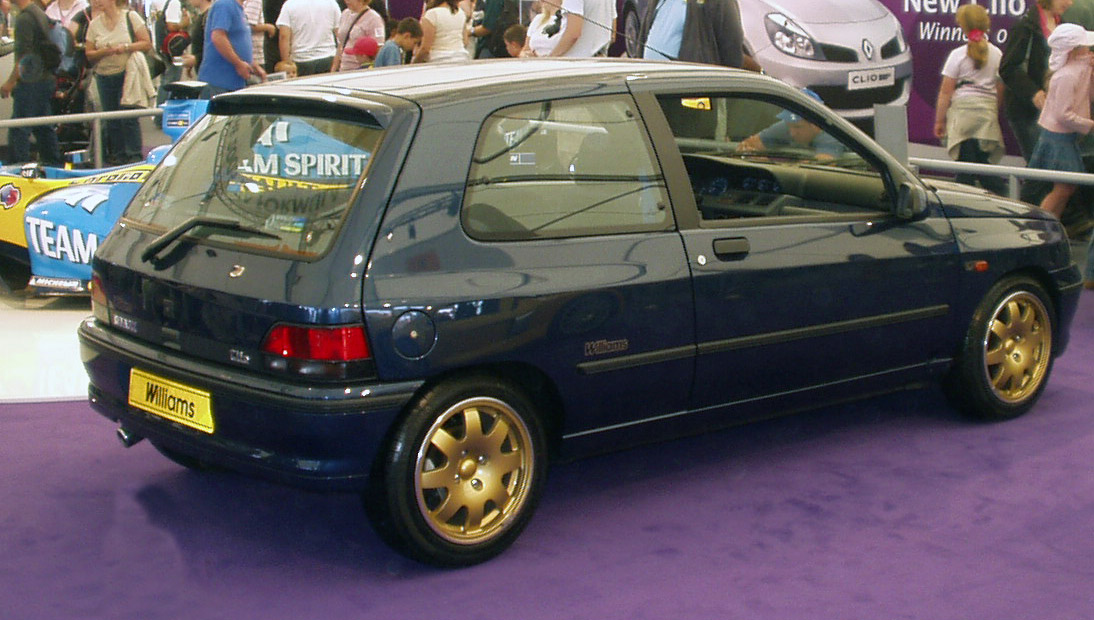
Renault Clio Williams
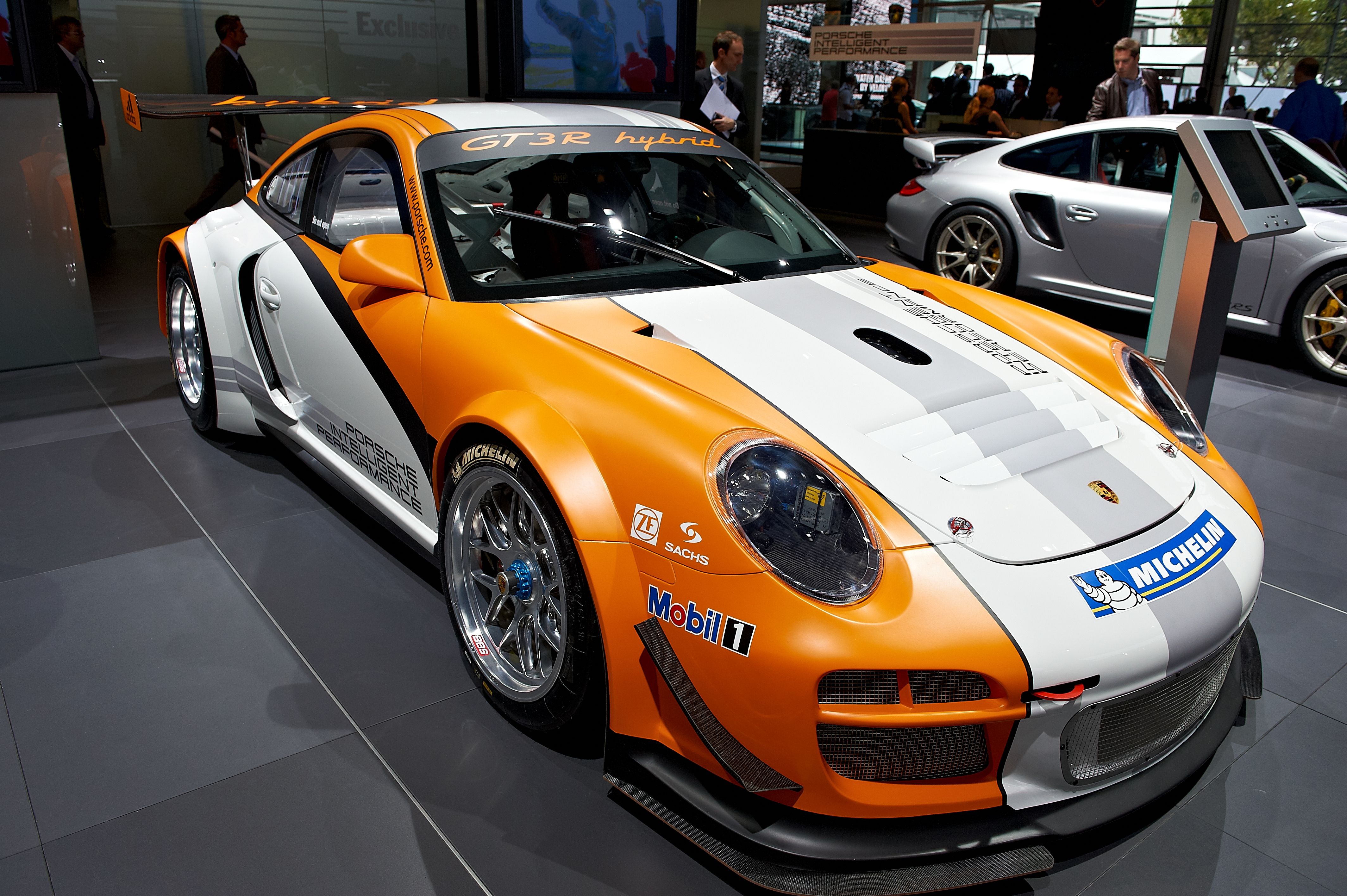
Porsche 911 GT3R Hybrid podczas Paris Motor Show w 2010

## Wyniki w Formule 1
| Sezon | Nazwa                                          | Samochód         | Silnik                                    | Opony | Kierowcy                                                           | Punkty | Msc. |
| ----- | ---------------------------------------------- | ---------------- | ----------------------------------------- | ----- | ------------------------------------------------------------------ | ------ | ---- |
| 1977  | Williams Grand Prix Engineering                | March 761        | Ford-Cosworth DFV 3.0 V8                  | G     | Patrick Nève                                                       | 0      | NS   |
| 1978  | Williams Grand Prix Engineering                | FW06             | Ford-Cosworth DFV 3.0 V8                  | G     | Alan Jones                                                         | 11     | 9    |
| 1979  | Albilad-Saudia Racing Team                     | FW06 FW07        | Ford-Cosworth DFV 3.0 V8                  | G     | Alan Jones Clay Regazzoni                                          | 75     | 2    |
| 1980  | Albilad Williams Racing Team                   | FW07 FW07B       | Ford-Cosworth DFV 3.0 V8                  | G     | Alan Jones Clay Regazzoni                                          | 120    | 1    |
| 1981  | Albilad Williams Racing Team TAG Williams Team | FW07C FW07D      | Ford-Cosworth DFV 3.0 V8                  | G     | Alan Jones Carlos Reutemann                                        | 95     | 1    |
| 1982  | TAG Williams Team                              | FW07C FW07D FW08 | Ford-Cosworth DFV 3.0 V8                  | G     | Carlos Reutemann Mario Andretti Derek Daly Keke Rosberg            | 58     | 4    |
| 1983  | TAG Williams Team                              | FW08C            | Ford-Cosworth DFV 3.0 V8                  | G     | Jacques Laffite Keke Rosberg Jonathan Palmer                       | 36     | 4    |
| 1983  | TAG Williams Team                              | FW09             | Honda RA163E 1.5 V6T                      | G     | Jacques Laffite Keke Rosberg Jonathan Palmer                       | 2      | 11   |
| 1984  | Williams Grand Prix Engineering                | FW09 FW09B       | Honda RA163E 1.5 V6T Honda RA164E 1.5 V6T | G     | Jacques Laffite Keke Rosberg                                       | 58     | 4    |
| 1985  | Canon Williams Honda Team                      | FW10             | Honda RA164E 1.5 V6T Honda RA165E 1.5 V6T | G     | Nigel Mansell Keke Rosberg                                         | 71     | 3    |
| 1986  | Canon Williams Honda Team                      | FW11             | Honda RA166E 1.5 V6T                      | G     | Nigel Mansell Nelson Piquet                                        | 141    | 1    |
| 1987  | Canon Williams Honda Team                      | FW11B            | Honda RA166E 1.5 V6T                      | G     | Nigel Mansell Nelson Piquet                                        | 137    | 1    |
| 1988  | Williams Canon Team                            | FW12             | Judd CV 3.5 V8                            | G     | Nigel Mansell Riccardo Patrese Martin Brundle Jean-Louis Schlesser | 20     | 7    |
| 1989  | Williams Canon Team                            | FW12C FW13       | Renault RS1 3.5 V10                       | G     | Thierry Boutsen Riccardo Patrese                                   | 77     | 2    |
| 1990  | Williams Canon Team                            | FW13B            | Renault RS2 3.5 V10                       | G     | Thierry Boutsen Riccardo Patrese                                   | 57     | 4    |
| 1991  | Williams Canon Team                            | FW14             | Renault RS3 3.5 V10                       | G     | Nigel Mansell Riccardo Patrese                                     | 125    | 2    |
| 1992  | Williams Canon Team                            | FW14B            | Renault RS3C 3.5 V10 Renault RS4 3.5 V10  | G     | Nigel Mansell Riccardo Patrese                                     | 164    | 1    |
| 1993  | Williams Canon Team                            | FW15C            | Renault RS5 3.5 V10                       | G     | Damon Hill Alain Prost                                             | 168    | 1    |
| 1994  | Rothmans Williams Renault                      | FW16 FW16B       | Renault RS6 3.5 V10                       | G     | Damon Hill Ayrton Senna David Coulthard Nigel Mansell              | 118    | 1    |
| 1995  | Rothmans Williams Renault                      | FW17             | Renault RS7 3.0 V10                       | G     | Damon Hill David Coulthard                                         | 112    | 2    |
| 1996  | Rothmans Williams Renault                      | FW18             | Renault RS8 3.0 V10                       | G     | Damon Hill Jacques Villeneuve                                      | 175    | 1    |
| 1997  | Rothmans Williams Renault                      | FW19             | Renault RS9 3.0 V10                       | G     | Jacques Villeneuve Heinz-Harald Frentzen                           | 123    | 1    |
| 1998  | Winfield Williams                              | FW20             | Mecachrome GC37-01 3.0 V10                | G     | Jacques Villeneuve Heinz-Harald Frentzen                           | 38     | 3    |
| 1999  | Winfield Williams                              | FW21             | Supertec FB01 3.0 V10                     | B     | Ralf Schumacher Alessandro Zanardi                                 | 35     | 5    |
| 2000  | BMW WilliamsF1 Team                            | FW22             | BMW E41 3.0 V10                           | B     | Ralf Schumacher Jenson Button                                      | 36     | 3    |
| 2001  | BMW WilliamsF1 Team                            | FW23             | BMW P80 3.0 V10                           | M     | Ralf Schumacher Juan Pablo Montoya                                 | 80     | 3    |
| 2002  | BMW WilliamsF1 Team                            | FW24             | BMW P82 3.0 V10                           | M     | Ralf Schumacher Juan Pablo Montoya                                 | 92     | 2    |
| 2003  | BMW WilliamsF1 Team                            | FW25             | BMW P83 3.0 V10                           | M     | Juan Pablo Montoya Ralf Schumacher Marc Gené                       | 144    | 2    |
| 2004  | BMW WilliamsF1 Team                            | FW26             | BMW P84 3.0 V10                           | M     | Ralf Schumacher Juan Pablo Montoya Marc Gené Antônio Pizzonia      | 88     | 4    |
| 2005  | BMW WilliamsF1 Team                            | FW27             | BMW P84/5 3.0 V10                         | M     | Nick Heidfeld Mark Webber Antônio Pizzonia                         | 66     | 5    |
| 2006  | Williams F1                                    | FW28             | Cosworth CA2006 2.4 V8                    | B     | Mark Webber Nico Rosberg                                           | 11     | 8    |
| 2007  | AT&T Williams                                  | FW29             | Toyota RVX-07 2.4 V8                      | B     | Nico Rosberg Alexander Wurz Kazuki Nakajima                        | 33     | 4    |
| 2008  | AT&T Williams                                  | FW30             | Toyota RVX-08 2.4 V8                      | B     | Nico Rosberg Kazuki Nakajima                                       | 26     | 8    |
| 2009  | AT&T Williams                                  | FW31             | Toyota RVX-09 2.4 V8                      | B     | Nico Rosberg Kazuki Nakajima                                       | 34,5   | 7    |
| 2010  | AT&T Williams                                  | FW32             | Cosworth CA2010 2.4 V8                    | B     | Rubens Barrichello Nico Hülkenberg                                 | 69     | 6    |
| 2011  | AT&T Williams                                  | FW33             | Cosworth CA2011 2.4 V8                    | P     | Rubens Barrichello Pastor Maldonado                                | 5      | 9    |
| 2012  | Williams F1 Team                               | FW34             | Renault RS27-2012 2.4 V8                  | P     | Pastor Maldonado Bruno Senna                                       | 76     | 8    |
| 2013  | Williams F1 Team                               | FW35             | Renault RS27-2013 2.4 V8                  | P     | Pastor Maldonado Valtteri Bottas                                   | 5      | 9    |
| 2014  | Williams Martini Racing                        | FW36             | Mercedes PU106A Hybrid 1.6 V6T            | P     | Felipe Massa Valtteri Bottas                                       | 320    | 3    |
| 2015  | Williams Martini Racing                        | FW37             | Mercedes PU106B Hybrid 1.6 V6T            | P     | Felipe Massa Valtteri Bottas                                       | 257    | 3    |
| 2016  | Williams Martini Racing                        | FW38             | Mercedes PU106C Hybrid 1.6 V6T            | P     | Felipe Massa Valtteri Bottas                                       | 138    | 5    |
| 2017  | Williams Martini Racing                        | FW40             | Mercedes M08 EQ Power+ 1.6 V6T            | P     | Felipe Massa Lance Stroll Paul di Resta                            | 83     | 5    |
| 2018  | Williams Martini Racing                        | FW41             | Mercedes M09 EQ Power+ 1.6 V6T            | P     | Lance Stroll Siergiej Sirotkin                                     | 7      | 10   |
| 2019  | ROKiT Williams Racing                          | FW42             | Mercedes M10 EQ Power+ 1.6 V6T            | P     | George Russell Robert Kubica                                       | 1      | 10   |
| 2020  | Williams Racing                                | FW43             | Mercedes M11 EQ Power+ 1.6 V6T            | P     | Nicholas Latifi George Russell Jack Aitken                         | 0      | 10   |
| 2021  | Williams Racing                                | FW43B            | Mercedes M11 EQ Power+ 1.6 V6T            | P     | Nicholas Latifi George Russell                                     | 23     | 8    |
| 2022  | Williams Racing                                | FW44             | Mercedes AMG F1 M13 1.6 V6T               | P     | Nicholas Latifi Alexander Albon Nyck de Vries                      | 8      | 10   |
| 2023  | Williams Racing                                | FW45             | Mercedes AMG F1 M14 1.6 V6T               | P     | Logan Sargeant Alexander Albon                                     | 28     | 7    |
| 2024  | Williams Racing                                | FW46             | Mercedes AMG F1 M15 1.6 V6T               | P     | Logan Sargeant Alexander Albon Franco Colapinto                    | 17     | 9    |
| 2025  | Williams Racing                                | FW47             | Mercedes AMG F1 M16 1.6 V6T               | P     | Alexander Albon Carlos Sainz Jr.                                   |        |      |